# 俄羅斯入侵烏克蘭時間軸 (2025年4月)

俄羅斯入侵烏克蘭的動態地圖（參見可交互的俄烏戰爭詳細地圖）

本條目主要列出俄羅斯入侵烏克蘭在2025年4月的過程。

## 4月1日

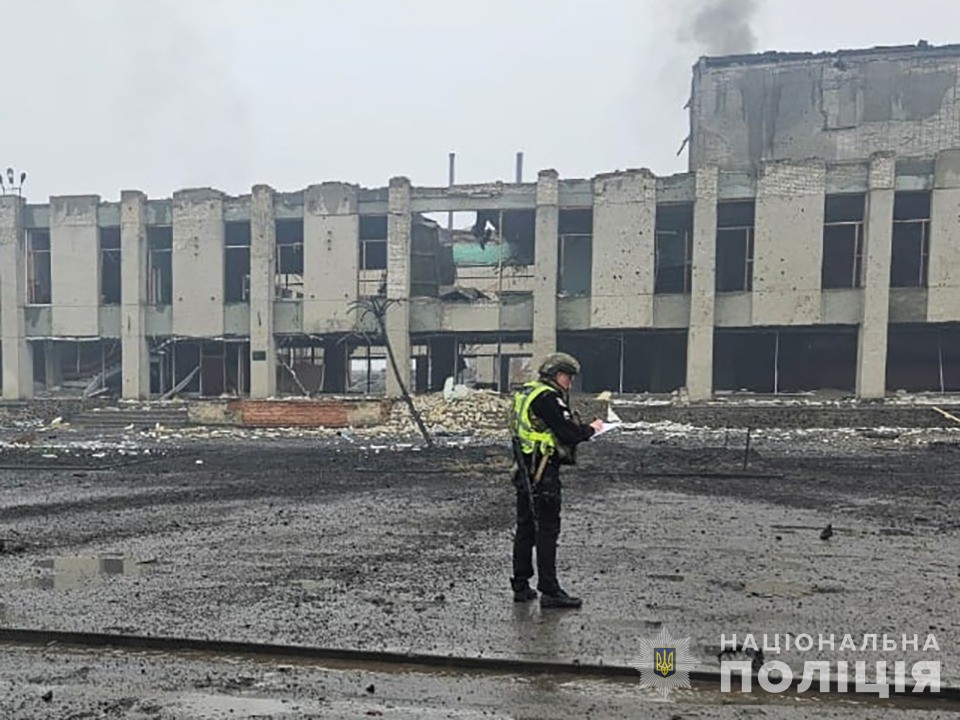
俄軍襲擊蘇梅州後

烏克蘭地方政府表示，截至01日上午9時，俄羅斯在過去24小時內襲擊赫爾松、蘇梅、尼古拉耶夫、第聶伯羅彼得羅夫斯克、頓涅茨克、盧甘斯克、切爾卡瑟、哈爾科夫、扎波羅熱和切爾尼戈夫等地，至少造成2名平民死亡，21名平民受傷。烏克蘭空軍表示， 防空系統擊落俄羅斯向扎波羅熱地區發射的2枚Kh-59/69導彈，午夜至凌晨期間俄軍沒有對烏克蘭發動大規模無人機襲擊，是2025年以來首次。烏克蘭外交部長西比哈表示，俄羅斯再一次違反能源設施停火協議，早上攻擊赫爾松市一個電力設施，造成該市4萬5千戶停電，表明自3月25日協議生效以來，烏克蘭已記錄俄軍對赫爾松州、哈爾科夫州和波爾塔瓦州能源設施的襲擊。
烏克蘭武裝部隊總參謀部表示，自全面入侵以來，俄羅斯在烏克蘭損失916,770名士兵，過去一天俄軍有1,540人傷亡，累計損失10,505輛坦克、21,856輛裝甲戰鬥車輛、42,646輛車輛和油箱、25,552門火砲系統、1,347套多管火箭系統、1,123套防空系統、370架飛機、335架直升機、31,462架無人機、3,123枚巡弋飛彈、28艘船隻和1艘潛艦等。
俄羅斯國防部表示，烏克蘭違反暫停襲擊能源基建的協議，向俄羅斯別爾哥羅德及俄佔扎波羅熱地區，發動無人機襲擊。
烏克蘭總統澤連斯基表示，烏克蘭和美國正在談判的礦產協議沒有提到烏克蘭加入北約的內容，預計將會在幾日內就協議作出決定，協議內容不會違背烏克蘭加入歐盟的意願。
烏克蘭總理什梅米爾表示，歐盟委員會已根據烏克蘭融資計劃向烏克蘭提37.7億美元援助，包括33億美元軟性貸款和4.31億美元贈款，累計烏克蘭已從計劃獲得211億美元。
烏克蘭外交部長西比哈分別會見到訪的德國外交部長貝爾伯克和立陶宛外交部長巴德里斯，討論對烏克蘭的支持和援助。貝爾伯克表示，德國將向烏克蘭提供1.4億美元額外人道主義援助。巴德里斯表示，必須儘快對俄羅斯實施更嚴格的措施，以防止俄羅斯拖延和談並升級其要求。強調西方必須施加直接壓力，迫使俄羅斯真誠地談判，形容歷史上從未見過俄羅斯在沒有確切壓力的情況下就任何事情達成一致。另外，西比哈表示，烏克蘭已經在3月28日收到來自美國擴大擴散開採協議的文本，並已經與美國合作夥伴進行第一輪磋商，決心締結一份符合兩國利益的協議。
俄羅斯外長拉夫羅夫表示，已向美國白宮國家安全顧問沃爾茲、國務卿魯比奧、派駐聯合國和歐洲安全合作組織的俄方代表，列出烏方違反能源設施停火協議的清單。俄羅斯外交部副部長里亞布科夫表示，俄羅斯認真接受美國關於烏克蘭停火的提議，但不能像現在這樣接受這些建議，仍然未看到美國釋出信號，認為特朗普的停火提案沒有解決戰爭的根本原因，俄羅斯不會接受美國以「目前的形式」結束俄羅斯對烏克蘭戰爭的提議，認為沒有滿足俄羅斯的主要需求，即解決與這場衝突的根本原因有關的問題。
烏克蘭國家安全局表示，與外國情報局和波蘭當局合作，波蘭當局在境內拘捕1名與親俄羅斯烏克蘭寡頭維克託·梅德韋德丘克的媒體網路和俄羅斯情報機構合作的宣傳員基里洛·莫爾恰諾夫，並移送給烏克蘭當局，指控莫爾恰諾夫被俄羅斯安全部門招募，在國外詆譭烏克蘭，並努力破壞夥伴國家的內部局勢。是烏克蘭與歐盟國家首次合作進行的此類行動。
俄羅斯鐵路公司表示，遭受大規模網絡攻擊，正在努力恢復運作。
美國總統特朗普提名的新任美國參謀長聯席會議主席的退休空軍中將凱恩在參議院確認聽證會上，強調美國對烏克蘭軍事支援的重要性。被問及美國在戰爭期間和戰後對基輔的軍事援助的重要性時表示，從軍事角度來看，烏克蘭有權自衛，美國的安全援助有助於烏克蘭自衛及改善烏克蘭在談判桌上的地位，並阻止俄羅斯進一步侵略，但強調美國只是支援烏克蘭國防的國家網路的一部分。美國應該關注只有美國才能提供的獨特能力，而歐洲國家應該增加其支援份額。
美國25名民主黨和25名共和黨參議員發聯合新聞稿，表明美國參議院的主導觀點是俄羅斯是侵略者，這場可怕的戰爭和俄羅斯總統普京的侵略現在必須結束，並在未來受到威懾，提議對俄羅斯和支援俄羅斯在烏克蘭侵略的行為者實施初級和二級制裁。
拉脫維亞國防部長斯普魯茲表示，作為國際無人機聯盟的一部分，拉脫維亞將向烏克蘭提供1千5百架戰鬥無人機。
戰場監測組織「DeepState」表示，俄軍對烏克蘭的推進在過去幾個月中大大放緩，俄羅斯在3月份只佔領133平方公里烏克蘭領土，是自2024年6月以來最低。
美國傳媒「CNN」引述白宮官員消息報道，俄羅斯總統外國投資代表兼主權財富基金負責人德米特里夫將於本星期到訪美國與美國總統中東問題特使維特科夫會面，介時美方將會暫時解除對德米特里夫的制裁，以便他獲得簽證，將是自2022年俄羅斯全面入侵烏克蘭以來，首次有俄羅斯官員與美國高層官員在美國會面。
新聞通訊社「路透社」引述2名不具名美國官員消息報道，特朗普政府高層官員正討論美國可能無法在未來幾個月內促成俄羅斯和烏克蘭之間的全面停火協議，正制定對基輔和莫斯科施加額外壓力的計劃。

## 4月2日
烏克蘭地方政府表示，截至02日上午9時，俄羅斯在過去24小時內襲擊赫爾松、蘇梅、尼古拉耶夫、第聶伯羅彼得羅夫斯克、頓涅茨克、盧甘斯克、切爾卡瑟、哈爾科夫、扎波羅熱和切爾尼戈夫等地，至少造成3名平民死亡，18名平民受傷。烏克蘭空軍表示，俄羅斯午夜至凌晨期間，對烏克蘭發動大規模無人機襲擊，俄軍從濱海阿赫塔爾斯克、庫爾斯克、米列羅沃區和俄佔克里米亞發射74架見證者-136無人機和不明型號無人機，防空系統在北部、南部、東部地區擊落41架無人機。另有20架無人機因電子戰措施，未能擊中目標。第聶伯羅彼得羅夫斯克州州長表示，俄軍對克里維裡赫發動彈道導彈襲擊，至少造成4名平民死亡，14名平民受傷。
烏克蘭武裝部隊總參謀部表示，自全面入侵以來，俄羅斯在烏克蘭損失918,180名士兵，過去一天俄軍有1,410人傷亡，累計損失10,515輛坦克、21,880輛裝甲戰鬥車輛、42,687輛車輛和油箱、25,576門火砲系統、1,347套多管火箭系統、1,123套防空系統、370架飛機、335架直升機、31,505架無人機、3,123枚巡弋飛彈、28艘船隻和1艘潛艦等。烏克蘭國防部情報總局發布片段顯示，1月烏軍在俄佔克里米亞附近使用無人艇擊中2艘俄羅斯登陸艇和1個防空系統。
烏克蘭總理什梅加爾表示，各國捐款人在2025年為優先恢復計劃捐款74億美元，但相關計劃仍然有近1百億美元資金缺口，目前最新估算未來10年烏克蘭的總重建成本為5,240億美元。
烏克蘭國家安全局表示，俄羅斯情報部門招募不少烏克蘭人準備在烏克蘭發動破壞行為或恐怖襲擊，22%為未成年人，55%失業者，7%曾被判定犯有各種罪行。最年輕的被招募者是13歲青少年，試圖放火燒毀烏克蘭鐵路的設備，最年長52歲男子，試圖在第聶伯河中放置炸藥。
烏克蘭總統辦公室主任葉爾馬克表示，透過「帶孩子回來UA」計劃，烏克蘭成功帶回11名被俄羅斯強行驅逐到俄羅斯和俄佔地區的烏克蘭兒童。
俄羅斯總統外國投資代表兼主權財富基金負責人德米特里夫表示，自己已經抵達美國華盛頓，會在今明兩日與美國總統中東問題特使維特科夫會面。美方已暫時解除對德米特里夫的制裁，以便他獲得簽證，成為自2022年俄羅斯全面入侵烏克蘭以來，首次有俄羅斯官員與美國高層官員在美國會面。
烏克蘭無人系統部隊表示，開始為「Harpies」女子部隊招募成員，提供最後打擊的控制員將完全由女性擔任。
烏克蘭國家反腐敗局公布，2022年至2023年期間國防部購買過高價格食品的腐敗案件最新內容，國家反腐敗局和反腐敗檢察官辦公室指控國防部1名前部門負責人、3名供應商公司負責人和1名個人貪汙1,770萬美元，並企圖貪汙1,900萬美元。
烏克蘭國會在野黨「歐洲團結」表示，黨領袖兼國會議員、前總統波羅申科向國會申請在戒嚴期間離开烏克蘭，前往美國出席在佛羅里達州舉行的「全球政治格局中的挑戰——如何加強民主」年度國際安全會議，並將與美國總統團隊會面，但烏克蘭國會主席斯特凡丘克拒絕批出許可，該黨批評決定違反民主原則，指責斯特凡丘克阻礙反對派活動並破壞議會外交，與多黨多元化的價值觀相矛盾，並在關鍵時刻削弱烏克蘭的體制民主。烏克蘭國會主席斯特凡丘克回應時表示，請求在昨日晚上提交，要求第二天早上離國，時間上並不充足，並且只有在議會間訪問才會允許離國，認為波羅申科參與的活動帶有自我宣傳的會議旅遊，與官方議會工作無關。
俄羅斯科學院公布競選2025年科學院成員候選人名單，被烏克蘭指控犯下叛國罪，在俄羅斯全面入侵烏克蘭前，逃往俄羅斯的烏克蘭前總理阿扎羅夫參與競選，但根據該院網站阿扎羅夫並未發表任何學術文章。
美國總統烏克蘭問題特使凱洛格表示，美國的目標是在正在進行的戰爭中實現全面停火，兩國已經接近停火點，但雙方都需要作出妥協才能達成協議。總統特朗普與烏克蘭總統澤連斯基和俄羅斯總統普京保持聯絡，但對兩人的態度感到沮喪，目前美國將希望達成全面停火30天，並認為一旦達成，就很難重新開始戰爭。
美國財政部長貝森特表示，烏克蘭代表團將會在本週末到下周初抵達美國，商討與美國的礦產開採協議。美國財政部表示，對為也門胡塞武裝組織購買武器的俄羅斯個人和實體網路實施制裁，受制裁網路協助胡塞武裝從俄羅斯獲得價值數千萬美元的商品，包括武器、敏感貨物以及在俄佔烏克蘭地區被盜的烏克蘭穀物。

## 4月3日
烏克蘭地方政府表示，截至03日上午9時，俄羅斯在過去24小時內襲擊赫爾松、蘇梅、尼古拉耶夫、第聶伯羅彼得羅夫斯克、頓涅茨克、盧甘斯克、切爾卡瑟、哈爾科夫、扎波羅熱和切爾尼戈夫等地，至少造成5名平民死亡，40名平民受傷。烏克蘭空軍表示，俄羅斯午夜至凌晨期間，對烏克蘭發動大規模無人機襲擊，俄軍從濱海阿赫塔爾斯克、庫爾斯克、米列羅沃區發射39架見證者-136無人機和不明型號無人機，防空系統在北部、南部、東部地區擊落28架無人機。另有7架無人機因電子戰措施，未能擊中目標。哈爾科夫州長表示，俄軍深夜使用無人機襲擊哈爾科夫市，至少造成4名平民死亡，35名平民受傷，包括1名兒童。
烏克蘭武裝部隊總參謀部表示，自全面入侵以來，俄羅斯在烏克蘭損失919,570名士兵，過去一天俄軍有1,390人傷亡，累計損失10,521輛坦克、21,902輛裝甲戰鬥車輛、42,775輛車輛和油箱、25,625門火砲系統、1,348套多管火箭系統、1,123套防空系統、370架飛機、335架直升機、31,597架無人機、3,123枚巡弋飛彈、28艘船隻和1艘潛艦等。
烏克蘭總統澤連斯基到訪切爾尼戈夫州，會見企業家時表示，如果西方國家對俄羅斯施加足夠壓力，全面停火可以「在未來幾周內」達成，結束俄羅斯對烏克蘭全面戰爭的戰鬥階段，而俄羅斯和美國正在繼續就無條件停火的可能性進行私下會談，烏克蘭早已告知美國願意無條件停火。同時表明烏克蘭永遠不會承認臨時俄佔烏克蘭地區屬於俄羅斯，這些地區的歸屬是烏克蘭的紅線，當烏克蘭領土完整得到恢復時，將實現公正和平，但可能涉及漫長的外交程序，就這些領土而言，可能是唯一的方法。
烏克蘭總統辦公室副主任帕利薩表示，俄軍計劃在2025年將其在烏克蘭的部隊增加15萬名士兵，相當於大約15個機動步兵師。在戰場上俄軍繼續逐步推進，試圖突破前線的特定部分，並承認俄羅斯一些戰術取得成功，但表示烏克蘭正在反擊並取得自己的成果，形容俄軍的做法是繼續拖延和談，以獲得時間。烏克蘭亦已向美國提供俄羅斯違反能源停火安排的證據，並澄清烏克蘭沒有向美國提供一份具體的基礎設施目標清單，只是提供分類列表，表明如果列表中的設施受到俄羅斯攻擊，將構成違反停火。重申在任何情況下，關鍵基礎設施的座標或完整清單都不會提供給任何人。
俄羅斯總統外國投資代表兼主權財富基金負責人德米特里夫在白宮會見美國官員後表示，美國和俄羅斯在烏克蘭的戰爭停火方面取得重大進展，讚揚美國政府與俄羅斯進行建設性和相互尊重的對話，並表示兩國計劃恢復和深化關係，包括進一步的經濟合作。美國企業正準備返回俄羅斯，並填補俄羅斯全面入侵烏克蘭後，歐洲公司撤出留下的空缺，兩國亦將會恢復直航。新聞通訊社「彭博社」引述美國白宮消息報道，美國正在等待到訪的俄羅斯談判代表，俄羅斯總統外國投資代表兼主權財富基金負責人德米特里夫向俄羅斯總統普京報告，然後再在和平談判中採取下一步措施，美國官員對俄羅斯在談判中的回應緩慢越來越感到沮喪。
烏克蘭數字轉型部長費多羅夫表示，烏克蘭從波蘭額外接收5千個Starlink系統終端，以支援關鍵基礎設施並維護前線城市通訊。
美國白宮發言人萊維特表示，美國總統特朗普同日公布對全球實施的關稅措施中，對烏克蘭等國家徵收10%關稅，但相關政策並不包含俄羅斯和白俄羅斯。萊維特解釋由於已經實施經濟制裁，排除兩國之間任何有意義的貿易，因此並未對相關國家徵收關稅。
美國歐洲司令部司令兼任歐洲盟軍最高司令卡沃利表示，將會有更多F-16戰機交付給烏克蘭，培訓管道中亦有不少能夠操作F-16戰機的烏克蘭飛行員，烏克蘭使用F-16保衛領空，攔截俄羅斯的導彈，並用於進攻性打擊。不過沒有一架F-16來自美國，主要由北歐國家、荷蘭和丹麥提供。
芬蘭總統斯圖布表示，「自願聯盟」同意至少一名歐洲領袖與俄羅斯進行對話，認為法國或英國作為聯盟的召集人，應該與俄羅斯總統普京建立聯絡。
歐盟外交與安全政策高級代表卡拉斯表示，歐盟國家已經承諾向烏克蘭提供其要求的提供至少50億歐元支援，以購買200萬發彈藥中的超過一半。
丹麥國防部表示，政府批准向烏克蘭提供第25輪價值9.7億美元的軍事援助，包括防空、火炮以及烏克蘭空軍支援。
捷克外交部長利帕夫斯基表示，捷克將為烏克蘭在歐盟以外採購炮彈的倡議確保資金，以繼續每月交付，直到2025年9月，倡議得到加拿大、挪威、荷蘭、丹麥和其他歐洲國家支援，大大提高烏克蘭炮兵能力，成功將與俄羅斯炮兵比例從1比10提高到1比2，對烏克蘭更有利。

## 4月4日
烏克蘭地方政府表示，截至04日上午9時，俄羅斯在過去24小時內襲擊赫爾松、蘇梅、尼古拉耶夫、第聶伯羅彼得羅夫斯克、頓涅茨克、盧甘斯克、切爾卡瑟、哈爾科夫、扎波羅熱、基輔和切爾尼戈夫等地，至少造成6名平民死亡，46名平民受傷。烏克蘭空軍表示，俄羅斯午夜至凌晨期間，對烏克蘭發動大規模無人機襲擊，俄軍從濱海阿赫塔爾斯克、庫爾斯克、米列羅沃區和布良斯克發射78架見證者-136無人機和不明型號無人機，防空系統在第聶伯羅彼得羅夫斯克、哈爾科夫、扎波羅熱、基輔地區擊落42架無人機。另有22架無人機因電子戰措施，未能擊中目標。
烏克蘭第聶伯羅彼得羅夫斯克州長表示，俄羅斯一日內兩度襲擊克里維里赫市，第一場襲擊發生在下午時分，俄軍發射1枚伊斯坎德爾-M彈道導彈，擊中一個住宅區，附近的兒童遊樂場受損，至少造成20名平民死亡，包括9名兒童，75名平民受傷，包括2名兒童。第二場襲擊發生在深夜時分，俄軍使用無人機襲擊當地一個住宅區，至少造成1名平民死亡，5名平民受傷。俄羅斯國防部在第一場襲擊發生後表示，使用導彈精準擊中克里維里赫市一個軍事設施，至少85名烏克蘭士兵和西方教官死亡。烏克蘭武裝部隊總參謀部其後表示，俄羅斯再次散播虛假資訊，表明導彈擊中的是住宅區和兒童遊樂設施。烏克蘭總統澤連斯基在社交平台回應美國駐烏克蘭大使館對第一場襲擊的貼文時批評，大使館只是簡單描述事件，當中沒有提到俄羅斯，亦沒有譴責襲擊，形容如此強大的國家，如此強大的人民，卻如此微弱的反應，在談論殺害兒童的導彈襲擊時，甚至不敢提到「俄羅斯」這個詞語。聯合國人權事務高級專員蒂爾克6日發聲明表示，對俄羅斯的導彈襲擊造成9名兒童死亡和四4名兒童重傷表示震驚，形容是一種難以想像的恐怖，當中大多數兒童在公園玩耍期間遇襲，聯合國在烏克蘭的團隊已經在5日到訪當地記錄損失，並確認喪生兒童。克里維里赫軍事管理局7日公布閉路電視片段表示，俄羅斯聲稱攻擊當地一個軍事目標，但實際上武器擊中當地一間餐廳，事發時並沒有任何軍事人員在場。
烏克蘭武裝部隊總參謀部表示，自全面入侵以來，俄羅斯在烏克蘭損失920,950名士兵，過去一天俄軍有1,380人傷亡，累計損失10,528輛坦克、21,932輛裝甲戰鬥車輛、42,841輛車輛和油箱、25,663門火砲系統、1,349套多管火箭系統、1,123套防空系統、370架飛機、335架直升機、31,669架無人機、3,123枚巡弋飛彈、28艘船隻和1艘潛艦等。
烏克蘭傳媒「基輔獨立報」引述烏克蘭國家安全局消息報道，無人機襲擊薩馬拉州查帕耶夫斯克的俄羅斯最大炸藥廠之一「Promsintez」。
烏克蘭第聶伯羅彼得羅夫斯克地區警察表示，第聶伯羅彼得羅夫斯克市政府官員尤裡·費德科在汽車炸彈襲擊中死亡，當局正調查是否與俄羅斯有關。
烏克蘭總統澤連斯基在晚間講話中譴責俄羅斯對赫爾松火力發電廠發動無人機襲擊，表明對國際承諾的公然無視，形容這種攻擊不可能是意外，俄羅斯充分意識到目標的關鍵能源作用。強調根據俄羅斯對美國的承諾，這些設施應受到保護，免受任何襲擊。重申俄羅斯的所有保證都未能實現，俄羅斯繼續以導彈、無人機、炸彈或大炮攻擊烏克蘭目標，批評俄羅斯拒絕停止敵對行動，相關的行為亦使外交徒勞無功。另外澤連斯基表示，早前獲得美國短暫解除制裁限制以便獲取簽證訪問美國的俄羅斯總統外國投資代表兼主權財富基金負責人德米特里夫，將會到訪其他幾個國家，試圖釋放被凍結的俄羅斯資產，表明烏克蘭正在監視俄羅斯的動向，截至目前盟友仍然堅定堅持繼續實施制裁。
烏克蘭海軍發言人回應傳媒關於時任美國拜登政府對烏克蘭擊沉俄羅斯黑海艦隊旗艦莫斯科號感到憤怒、驚訝和恐慌時表示，無法以任何方式證實相關內容，並認為除了美國情報之外，亦包含多個因素令烏克蘭在全面戰爭中最重要的早期勝利之一發揮作用。
烏克蘭總理什梅加爾表示，知俄羅斯全面入侵烏克蘭以來，已經清理超過3萬5千平方公里的地雷，目前仍有174,000平方公里領土受到戰爭影響，政府已將人道主義排雷工作確定為恢復關鍵優先事項之一。
烏克蘭外交部長西比哈表示，烏克蘭正在對與美國的礦產協議進行內部審查，分析其是否合乎烏克蘭憲法，包括不能與歐洲一體化相矛盾，烏克蘭代表團預計將在近日前往美國進行進一步談判。
俄羅斯總統新聞秘書佩斯科夫表示，目前沒有計劃安排總統普京在週末之前或之後與美國總統特朗普通話。
烏克蘭政府向國會提交修法草案，縮小學生和教育工作者的兵役延期資格，25歲以下的全日制或雙教育課程註冊的第一個學位學生將有資格延期＇取消職業學校學員在沒有接受正規教育的情況下提高專業資格的延期權利。規定特定的教育水準順序，授予推遲動員的權利。
美國國務卿盧比奧表示，美國將在幾周內知道俄羅斯是否認真對待與烏克蘭達成和平協議，如果這個過程不必要地拖延下去，總統特朗普不會參與關於俄烏的無盡談判。美國財政部長貝森特表示，烏克蘭與美國之間的礦產協議能夠實現「雙贏」，但卻受到烏克蘭領導層的阻止。形容那些不喜歡這項協議的人為希望從中獲利的人，而俄羅斯則對協議的表面意義表示不滿，認為這對烏克蘭人民而言是一項持久的承諾。貝森特透露，烏克蘭代表團將在未來幾天抵達美國，展開礦產協議的討論，希望能夠簽署該協議，以恢復雙贏的局面。認為總統特朗普希望利用這項協議表明美國與烏克蘭站在一起，並將其視為經濟夥伴，有助於促使俄羅斯透過談判結束與烏克蘭的戰爭。在談及美國制定和平計劃的步驟時，貝森特指出，步驟的順序已經被打亂，但相信可以解決這個問題，協議將使美國和烏克蘭更加緊密地聯繫，證明美國並沒有拋棄烏克蘭，並向美國人民展示美國在烏克蘭擁有經濟利益。貝森特亦提到，由於各種盜賊的統治，烏克蘭的發展受到阻礙，希望在美國的援助和特朗普總統的推動下，烏克蘭人民能夠擁有更美好的未來。
土耳其外交部長菲丹表示，烏克蘭和俄羅斯之間的任何和平協議對任何人來說都「難以消化」，但比繼續戰爭要好，土耳其支援美國結束戰爭的倡議，但承認雙方離達成和平協議仍有較遠距離。
挪威財政部長斯托爾滕貝格表示，挪威政府已批准在2025年增加對烏克蘭的援助，將援助總額提高到78億美元。
美國傳媒「哥倫比亞廣播公司」報道美國國土安全局承認，錯誤通知個別烏克蘭難民，其美國合法身份而被撤銷，需要立即離開美國，國土安全局表明難民合法身份未被撤銷。

## 4月5日

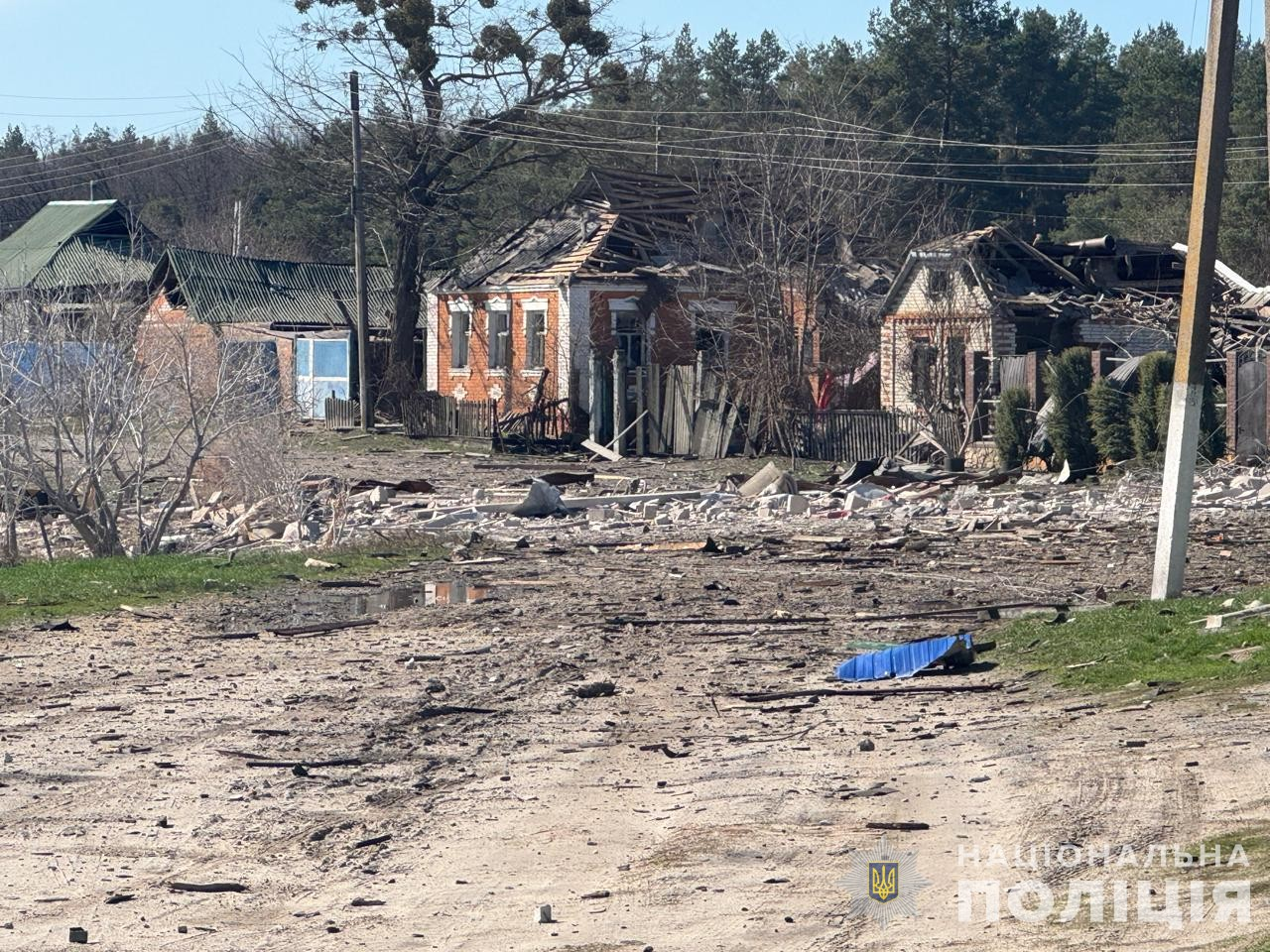
俄軍襲擊蘇梅州後

烏克蘭空軍表示，俄羅斯午夜至凌晨期間，對烏克蘭發動大規模無人機襲擊，俄軍從濱海阿赫塔爾斯克、庫爾斯克、米列羅沃區和布良斯克發射92架見證者-136無人機和不明型號無人機，防空系統在中部、東部、南部和北部地區擊落51架無人機。另有31架無人機因電子戰措施，未能擊中目標。
烏克蘭武裝部隊總參謀部表示，自全面入侵以來，俄羅斯在烏克蘭損失922,340名士兵，過去一天俄軍有1,390人傷亡，累計損失10,541輛坦克、21,952輛裝甲戰鬥車輛、42,954輛車輛和油箱、25,730門火砲系統、1,350套多管火箭系統、1,124套防空系統、370架飛機、335架直升機、31,778架無人機、3,130枚巡弋飛彈、28艘船隻和1艘潛艦等。總參謀部晚上表示，過去24小時記錄152次軍事交戰集中在波克羅夫斯克、萊曼、托列茨克和庫爾斯克方向，僅在波克羅夫斯克附近便發生65起衝突。俄軍共進行73次空襲，投下106枚制導炸彈，使用844架無人機。
烏克蘭總統澤連斯基會見到訪的英國國防參謀長拉達金和法國總參謀長比爾卡爾，討論如何部署合作伙伴安全部隊的進展和初步細節，並感謝英國和法國的領袖，協助將願意向烏克蘭部署軍隊以監測潛在的停火的國家聚集在一起。澤連斯基在晚間講話中表示，俄羅斯必須為其所做的一切負責，俄羅斯繼續使用導彈和無人機襲擊各地，各國需要對俄羅斯真正施加壓力，不要將時間浪費在空談上，以祈望結束這場戰爭。
英國傳媒「衛報」調查報道，一個與俄羅斯有聯繫的美國新納粹恐怖組織正在向當地人提供發動襲擊費用，要求這些人在烏克蘭境內襲擊包括基輔在內的各個城市發電站、軍用車輛、警車、軍事和警務人員、政府大樓和政治人物。

## 4月6日

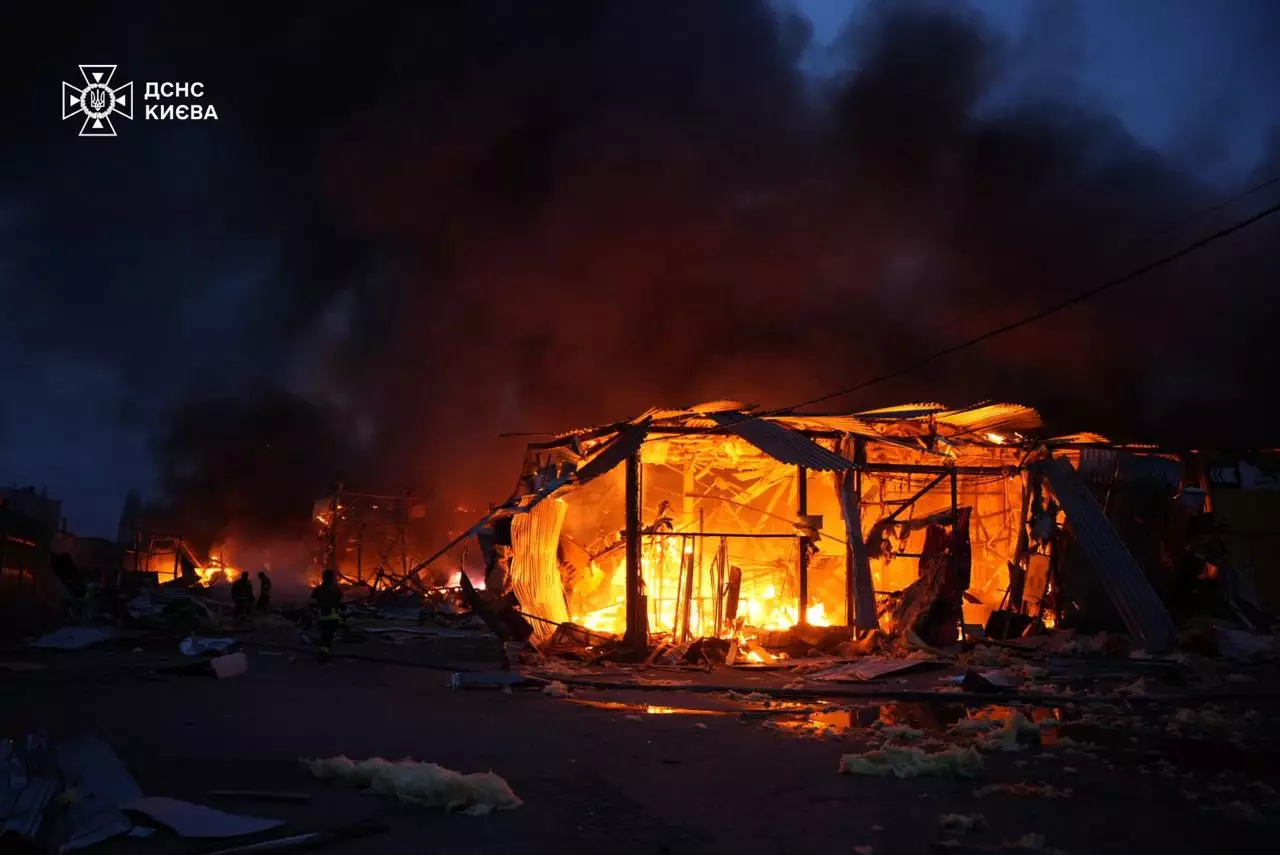
俄軍襲擊基輔市後

烏克蘭空軍表示，俄羅斯午夜至凌晨期間，對烏克蘭發動大規模導彈和無人機襲擊，俄軍從薩拉托夫地區使用圖-95MS轟炸機發射9枚Kh-101/Kh-55SM巡航導彈、從黑海發射8枚口徑巡航導彈、從布良斯克州發射6枚伊斯坎德爾-M彈道導彈、從濱海阿赫塔爾斯克、庫爾斯克、米列羅沃區、俄佔克里米亞和布良斯克發射109架見證者-136無人機和不明型號無人機，防空系統在擊落40架無人機、1枚伊斯坎德爾-M彈道導彈、6枚口徑巡航導彈和6枚Kh-101/Kh-55SM巡航導彈。另有53架無人機因電子戰措施，未能擊中目標。基輔市長表示，俄軍對當地發動導彈襲擊，至少造成1名平民死亡，3名平民受傷。烏克蘭國家外語廣播聯盟表示，襲擊中聯盟的一棟設有多個烏克蘭國家外語電視台的辦公室嚴重受損。赫爾松州州長表示，俄羅斯對赫爾松市發動無人機襲擊，至少造成1名平民死亡。
烏克蘭武裝部隊總參謀部表示，自全面入侵以來，俄羅斯在烏克蘭損失923,670名士兵，過去一天俄軍有1,330人傷亡，累計損失10,554輛坦克、21,972輛裝甲戰鬥車輛、43,050輛車輛和油箱、25,786門火砲系統、1,354套多管火箭系統、1,124套防空系統、370架飛機、335架直升機、31,846架無人機、3,130枚巡弋飛彈、28艘船隻和1艘潛艦等。
俄罗斯国防部表示，午夜至凌晨俄军击落11架乌军无人机。其中在罗斯托夫州击落8架，库尔斯克州2架，别尔哥罗德州1架。
俄羅斯國防部表示，北部集團軍部隊已經佔領蘇梅市東北約29公里處的邊境定居點巴西夫卡。烏克蘭國家邊防部隊則否認相關內容，形容是虛假資訊運動的一部份。
波蘭武裝部隊表示，俄羅斯對烏克蘭發動大規模襲擊期間，派出戰機升空和動員防空系統戒備。
烏克蘭總統澤連斯基表示，俄羅斯的空襲數量正在增加，展示其真正意圖，只要世界繼續允許就繼續發動恐怖襲擊，呼籲西方盟友採取行動阻止俄羅斯的侵略，並強調對俄羅斯的壓力仍然不足。又表示過去一星期俄軍向烏克蘭發射1,460多枚空中炸彈、近670架無人機和30多枚各種型別的導彈。在晚間講話中表示，俄羅斯拒絕接受無條件停火，以便繼續從黑海地區發動導彈襲擊，是俄羅斯進行詆毁外交的原因之一，保留從海上攻擊的能力，再一次形容普京不想結束戰爭，只希望保留隨時以更大力量升級的手段。
烏克蘭國防部情報總局公布一段攔截的對話錄音顯示，一名身份不明的俄羅斯營級部隊指揮官因一個相鄰的俄羅斯部隊沒有正確遵守命令，並向烏軍透露其位置而下令射擊他們。
俄羅斯和談代表之一、總統外國投資代表兼主權財富基金負責人德米特里夫表示，俄羅斯和美國最早可能在下星期進行新一輪接觸，對恢復外交接觸表示謹慎樂觀，並強調恢復雙邊關係的重要性，宣佈開始與美國進行尊重對話。
美國總統特朗普表示，正在與俄羅斯進行討論，自己並不喜歡轟炸，但對烏克蘭的轟炸仍在繼續，每周都有成千上萬的年輕人被殺，希望他們停下來，敦促俄羅斯總統普京停止暴力。美國白宮國家經濟委員會主任哈塞特表示，由於正在與俄羅斯進行和平談判，因此俄羅斯被排除在美國的全球關稅清單之外，總統特朗普決定不能夠將兩個問題混為一談，應該專注在談判，關稅可能破壞外交進展。
波蘭外交部表示，譴責俄羅斯繼續攻擊烏克蘭城市，形容俄羅斯的行動進一步表明其尋求的是戰爭，而不是和平，俄羅斯必須對烏克蘭公民的死亡和民用基礎設施的破壞負責。

## 4月7日
烏克蘭地方政府表示，截至07日上午9時，俄羅斯在過去24小時內襲擊赫爾松、蘇梅、尼古拉耶夫、第聶伯羅彼得羅夫斯克、頓涅茨克、盧甘斯克、切爾卡瑟、哈爾科夫、扎波羅熱和切爾尼戈夫等地，至少造成7名平民受傷。
烏克蘭武裝部隊總參謀部表示，自全面入侵以來，俄羅斯在烏克蘭損失925,020名士兵，過去一天俄軍有1,350人傷亡，累計損失10,567輛坦克、21,997輛裝甲戰鬥車輛、43,120輛車輛和油箱、25,817門火砲系統、1,356套多管火箭系統、1,124套防空系統、370架飛機、335架直升機、31,874架無人機、3,145枚巡弋飛彈、28艘船隻和1艘潛艦等。烏克蘭軍方表示，俄軍加緊努力強化在哈爾科夫州庫皮揚斯克方向的進攻，爭取在奧斯基爾河西岸爭奪土地，在博古斯拉夫卡村周圍地區俄軍在裝甲車和四輪車的支援下試圖突破烏克蘭的防線。武裝部隊總司令瑟爾斯基表示，烏克蘭士兵在3月份使用各種型別的無人機擊中並摧毀超過7萬7千個俄羅斯目標，擊中的目標數量比2月份高出10%。
烏克蘭總統澤連斯基表示，感謝烏軍在庫爾斯克的行動，設法緩解前線其他地區的壓力，又證實烏克蘭軍隊在別爾哥羅德州活動，並繼續在庫爾斯克地區的行動。另外澤連斯基任命多名駐外大使，其中在2024年10月因大批檢察官逃避兵役而辭職的烏克蘭前總檢察長科斯廷獲任名為烏克蘭駐荷蘭大使以及駐禁止化學武器組織代表。
俄羅斯總統新聞秘書佩斯科夫表示，俄羅斯總統普京支持停火的想法，但在達成停火之前必須解決一系列問題，這些問題主要與既有關於基輔政權無法控制一些不服從基輔的極端主義民族主義單位的行動有關。重申俄羅斯關於在烏克蘭達成「去納粹化」和「非軍事化」的目標，指責基輔助長烏克蘭的持續軍事化，並表示任何停火都必須解決俄羅斯的利益並澄清未解決的關切。
烏克蘭外交部長西比哈表示，在俄羅斯4日對克里維里赫發動導彈襲擊造成嚴重傷亡後，要求聯合國安理會和歐洲安全合作組織常理理事會舉行緊急會議，討論推進和平努力和問責制度，呼籲國際社會對俄羅斯的暴行作出有力回應，強調需要強烈譴責和採取堅定行動。
烏克蘭國防部表示，烏克蘭自行研製的D-21-12R地面機器人系統已獲批准用於軍事用途，配備大口徑機槍，能夠進行監視、巡邏、為烏軍提供火力支援，並針對俄羅斯輕型裝甲車。
烏克蘭國防部情報總局表示，首次在俄羅斯發射的武器中發現印度製造的零件，早前發現的美國製造零件已經逐步減少。
美國總統特朗普表示，不滿意俄羅斯加強對烏克蘭的攻擊，對烏克蘭發生的爆炸事件感到不高興，但目前並不清楚當地發生什麼事。
歐盟制裁特使奧沙利文表示，歐盟尚未與美國討論作為潛在停火協議的一部分，放鬆對俄羅斯實施的任何制裁的問題。
在烏克蘭出生的美國共和黨眾議員斯帕茨表示，烏克蘭無法要求歸還所有被佔領土，除非他們贏得戰爭，因此烏克蘭應該將土地割讓給俄羅斯。又指責烏克蘭總統侮辱美國總統和傷害烏克蘭人民，建議烏克蘭人在即將到來的選舉中讓澤連斯基下臺。烏克蘭外交部發言人泰克伊回應相關言論時表示，烏克蘭不像斯帕茨，烏克蘭的領土一直和永遠都是屬於烏克蘭的。烏克蘭國會議長斯特凡丘克表示，一個出生在切爾尼戈夫州的人討論放棄烏克蘭領土的可取性，烏克蘭人民對其感到嘔心。斯帕茨在8日發聲明批評傳媒刻意歪曲其對戰爭的看法，認為美國花費大量精力試圖幫助烏軍贏得與俄羅斯的殘酷戰鬥，而俄羅斯總統普京可能是邪惡，但不是白痴。重申烏克蘭將無法奪回目前被俄軍佔領的領土，亦不能同意永久放棄這些領土。只有在美國的幫助下才能實現一個臨時解決方案，給雙方時間重新集結，戰爭的最終結果必須稍後再決定，而不僅僅是在戰場上。
挪威政府表示，將撥款約4.54億美元用於為烏克蘭購買火炮彈藥，約3.63億美元用於捷克主導為基輔購買炮彈的倡議，另外9,100萬美元將分配給歐洲和平基金，由該基金撥出資金用於為烏克蘭購買武器。

## 4月8日
烏克蘭地方政府表示，截至08日上午9時，俄羅斯在過去24小時內襲擊赫爾松、蘇梅、尼古拉耶夫、第聶伯羅彼得羅夫斯克、頓涅茨克、盧甘斯克、切爾卡瑟、哈爾科夫、扎波羅熱和切爾尼戈夫等地，至少造成3名平民死亡，19名平民受傷。烏克蘭空軍表示，俄羅斯午夜至凌晨期間，對烏克蘭發動大規模無人機襲擊，俄軍從庫爾斯克發射1枚伊斯坎德爾-M彈道導彈，從濱海阿赫塔爾斯克發射46架見證者-136無人機和不明型號無人機，防空系統在東部和北部地區擊落9架無人機。另有31架無人機因電子戰措施，未能擊中目標。哈爾科夫州長表示，俄羅斯深夜以哈爾科夫市為目標，發動大規模無人機襲擊，其中17架無人機擊中敖斯諾瓦區，造成多起火災，至少造成2名平民受傷。第聶伯羅彼得羅夫斯克州長表示，深夜俄羅斯對第聶伯羅市發動無人機襲擊，至少造成15名平民受傷。
烏克蘭武裝部隊總參謀部表示，自全面入侵以來，俄羅斯在烏克蘭損失926,310名士兵，過去一天俄軍有1,290人傷亡，累計損失10,572輛坦克、22,011輛裝甲戰鬥車輛、43,227輛車輛和油箱、25,860門火砲系統、1,359套多管火箭系統、1,126套防空系統、370架飛機、335架直升機、31,917架無人機、3,145枚巡弋飛彈、28艘船隻和1艘潛艦等。烏軍第66獨立機械化旅發言人表示，目前在頓涅茨克州萊曼地區的俄軍与烏軍數量是10比1，俄軍利用大量步兵推進，即使遭受重大損失，仍然能夠迅速補充隊伍，過去一個月俄軍已經損失兩個營級部隊。
烏克蘭總統澤連斯基表示，烏克蘭軍隊在頓涅茨克州比洛戈里夫卡和塔拉西夫卡與6名中國公民戰鬥，抓獲其中2名加入俄羅斯軍隊對烏克蘭發動攻擊的中國公民，在他們身上發現身份證件、銀行咭和個人資料，並發放片段顯示一名男子以普通話和英語描述戰場上的情況，目前2人由烏克蘭國家安全局關押，澤連斯基表示已經指示外交部長立即與中國聯絡，尋求中國方面作出解釋。強調對中國公民參與戰爭不論是直接還是間接，都凸顯俄羅斯繼續侵略的企圖，各國所有想要和平的人應該對此作出反應，形容中國是繼伊朗和北韓後，第三個以軍事方式支援俄羅斯對烏克蘭發動戰爭。澤連斯基在與比利時首相德韋弗的記者會上表示，事件與北韓士兵在庫爾斯克被俘有區別，證實了中國公民在烏克蘭領土上為俄羅斯作戰。烏克蘭外交部就此事傳召中國駐當地臨時代辦。烏克蘭外交部長西比哈表示譴責並要求對事件作出解釋，質疑中國聲稱的和平中立立場，事件破壞中國作為負責任的聯合國安理會常任理事國的信譽。美國國務院發言人布魯斯表示，國務院已掌握相關訊息，並指出原先北韓士兵參戰已經讓人感到不安，現在又有2名為俄軍作戰的中國公民被俘，讓人感到更不安。指出中國是俄羅斯在戰爭中主要支持者，提供近80％軍民兩用項目，讓俄羅斯可以繼續維持戰爭。中國外交部發言人林健在9日記者會上表示，中方正在與烏克蘭核實相關資訊，中國政府一直要求公民遠離武裝衝突地區，並避免參與任何形式的武裝衝突。
烏克蘭總統澤連斯基會見到訪的比利時首相德韋弗，兩人前往基輔西北部的郊區布查鎮，表明與烏克蘭肩並肩，斥責俄羅斯試圖掩飾在布查鎮以至馬裡烏波爾到伊久姆，克拉馬託斯克到赫爾松的暴行。德韋弗表示，將向烏克蘭提供價值10億美元的新國防援助計劃，協助烏克蘭購買武器。澤連斯基在記者會上表示，現時美國最有力的援助是提供愛國者防空系統，以加強烏克蘭的防空力量。
俄羅斯總統新聞秘書佩斯科夫表示，美國和俄羅斯之間的新一輪會談將於4月10日在土耳其伊斯坦布爾舉行，兩國將派外交代表與會。
烏克蘭外交部長西比哈表示，烏克蘭已經準備好就礦產協議的立場以及美國提供的文本進行談判，認為協議應該是互惠互利，符合兩國的利益，同時又不會影響烏克蘭加入歐盟，形容這是烏克蘭方面的原則立場之一。
烏克蘭駐英國大使、前武裝部隊總司令扎盧日內表示，在2022年4月在美國成立，其後搬遷德國的烏克蘭協調中心是戰爭期間策劃軍事行動的「秘密武器」，允許烏克蘭和北約軍事人員實時評估行動需求，並相應地制定後勤戰略，並將供應需求實直接傳遞到美國和歐洲盟友。
烏克蘭最大鋼鐵製造商「Metinvest」表示，已經從美國子公司接收第一批進口煉焦煤，以抵消波克羅夫斯克附近礦山面對俄羅斯攻勢被迫關閉，所產生的損失，用於支援扎波羅熱斯塔爾和卡梅特鋼鐵廠的運營。
聯合國安理會就4日俄羅斯對第聶伯羅彼得羅夫斯克州克里維里赫發動導彈襲擊，造成大量平民傷亡，包括兒童，召開緊急會議。美國駐聯合國代理大使謝伊在安理會上表示，敦促俄羅斯牢記像對克里維里赫的襲擊和對戰俘的處決，有可能損害和平努力和所有討論。據了解導彈攜帶集束彈頭，亦因此造成可怕的生命損失。強調美國對烏克蘭持續戰爭的立場，不會容忍不誠信的談判或違背承諾的行為，強調美國最終將根據俄羅斯的行動來判斷總統普京對停火承諾。俄羅斯駐聯合國大使涅邊賈表示，導彈襲擊針對的是烏克蘭軍人和外國教官的會議，多達85人喪生，但沒有提供證據。重申烏克蘭非軍事化的長期目標，表示俄羅斯將使用軍事或談判手段，以確保烏克蘭不再對俄羅斯構成威脅」。強調俄羅斯願意進行認真的談判，但不會允許這一程序被用來加強烏克蘭的軍事能力。烏克蘭駐聯合國副大使哈約維申表示，俄羅斯使用無人機、炸彈、大炮以及彈道和巡航導彈攻擊瞄準烏克蘭城市和村莊，俄羅斯已表明其完全無視美國領導的國際和平努力，並否認俄羅斯聲稱襲擊針對的是烏克蘭軍人，形容是虛假資訊。
美國駐歐洲和非洲陸軍司令部表示，美國人員和裝置將從作為向烏克蘭提供軍事援助的關鍵後勤中心，位於波蘭的熱蘇夫-雅西奧卡機場遷出，重新資產部署到波蘭的其他地方以節省開支，向烏克蘭提供軍事援助的重要工作將在波蘭和北約的領導下繼續進行，並得到精簡後的美國軍事支持。

## 4月9日
烏克蘭地方政府表示，截至09日上午9時，俄羅斯在過去24小時內襲擊赫爾松、蘇梅、尼古拉耶夫、第聶伯羅彼得羅夫斯克、頓涅茨克、盧甘斯克、切爾卡瑟、哈爾科夫、扎波羅熱和切爾尼戈夫等地，至少造成1名平民死亡，34名平民受傷。烏克蘭空軍表示，俄羅斯午夜至凌晨期間，對烏克蘭發動大規模無人機襲擊，俄軍從庫爾斯克、米勒羅沃、濱海阿赫塔爾斯克和俄佔克里米亞發射55架見證者-136無人機和不明型號無人機，防空系統在東部和北部地區擊落32架無人機。另有8架無人機因電子戰措施，未能擊中目標。
烏克蘭武裝部隊總參謀部表示，自全面入侵以來，俄羅斯在烏克蘭損失927,580名士兵，過去一天俄軍有1,270人傷亡，累計損失10,576輛坦克、22,021輛裝甲戰鬥車輛、43,345輛車輛和油箱、25,912門火砲系統、1,359套多管火箭系統、1,127套防空系統、370架飛機、335架直升機、31,973架無人機、3,145枚巡弋飛彈、28艘船隻和1艘潛艦等。武裝部隊總司令瑟爾斯基在接受採訪時表示，俄羅斯對烏克蘭東北部的新春季攻勢實際上已經開始，近一週俄羅斯在所有主要地區的進攻行動幾乎增加一倍。俄羅斯可以動員500萬接受過兵役和訓練的士兵，而其整體動員能力高達2千萬，強調俄羅斯和烏克蘭的潛力差距，認為烏克蘭必須繼續動員其力量來抵抗俄羅斯的猛烈攻擊。俄羅斯自侵略開始以來，部署在烏克蘭的部隊增加五倍，目前部署在俄佔地區的俄軍人數為623,000人。幾日前烏軍一架無人機成功摧毁一架俄軍圖-22M3轟炸機。採訪期間瑟爾斯基表示，合作夥伴的支援起着至關重要的作用，美國全面入侵以來烏克蘭提供約1千億美元軍事援助，其中包括670億美元武器，目前來自美國的援助已經逐漸減少，主要的支援來自歐洲合作夥伴，烏克蘭自身亦正在增加武器產量。瑟爾斯基指出2024年烏克蘭進行多次無人機襲擊，目標是俄羅斯境內和俄佔地區的俄羅斯彈藥庫，俄羅斯士兵過去每天發射約4萬發彈藥，但在一系列遠端攻擊後數字減少到2萬3千發左右，現時升至每天有2萬7千到2萬8千發子彈。烏軍將繼續增加遠端行動的數量、規模和能力，並且已經能夠攻擊超過1,700公里的目標。
俄羅斯國防部表示，防空系統在過去一夜擊落158烏克蘭無人機，包括克拉斯諾達爾邊疆區67架，羅斯托夫州29架，北奧塞梯-阿蘭共和國15架，沃羅涅日州11架，庫爾斯克州10架，別爾哥羅德州5架，俄佔克里米亞3架，奔薩州2架，薩拉托夫州、奧廖爾州和斯塔夫羅波爾邊疆區各1架，亞速海水域7架，黑海水域6架。
烏克蘭總統澤連斯基表示，烏克蘭獲取的情報顯示有155名中國公民加入俄軍在烏克蘭境內作戰，已知悉包括護照、來自哪裡、在中國的檔案、年齡等，相關公民一直在俄羅斯第70獨立警衛機動步槍旅、第255步槍師等部隊服役。烏克蘭盧甘斯克軍事部隊新聞中心向烏克蘭傳媒「烏克蘭真理報」透露，1名被烏軍俘虜的中國公民表示，向中國的中間人支付約3,500美元加入俄軍，以換取公民身份的承諾，與其他中國公民一同在俄佔盧甘斯克地區接受培訓，沒有翻譯，全程使用手勢和電話翻譯。部分人曾在中國犯罪，家人知道前往俄羅斯，並以遊客身份離開中國。
烏克蘭國家安全局表示，對2名在烏克蘭為俄羅斯作戰被抓獲中國公民張仁波和王廣軍進行首次審訊，其中一名俘虜在俄羅斯第157摩托化步槍旅第2營服役，在塔拉西夫卡附近被俘，而另一名俘虜在第81摩托化步槍旅第1營服役，在比洛霍利夫卡附近被俘，戰俘沒有嚴重受傷，但需要接受必要的醫療護理，並根據國際法在適當的條件下被關押，兩人都聲稱在第一次戰鬥任務中被俘，來自河南省鄭州市的34歲的王光軍，被一名俄羅斯中間人在中國招募，並於2025年2月抵達莫斯科簽署一份軍事合同，自己與另外三人一起投降，包括一名落單的俄羅斯士兵，在他們投降後，俄軍向他們投擲一枚含有毒氣的炸藥，差點殺死這名中國公民，後來是一名烏克蘭士兵將他拖出戰壕才得以獲救。另1人為1人是出生於1998年江西人張仁博，於2024年12月以遊客身份抵達俄羅斯，在看到一則承諾支付23,300美元的線上廣告後申請一份軍事合約，此前從未參加戰鬥行動，也從未拿過武器。
烏克蘭總統澤連斯基表示，拜登政府分配給烏克蘭的資金尚未用盡，但烏克蘭希望特朗普政府提供額外的一攬子計劃，烏克蘭願意以500億美元的價格購買相關軍事援助，包括防空系統和其他急需的武器。烏克蘭願意與美國簽署礦產協議，但前提是確保平等夥伴關係和尊重烏克蘭主權，烏克蘭政府歡迎在礦產部門進行投資與合作，但不付出任何代價。認為協議可以幫助烏克蘭經濟現代化，在戰後重建國家，並透過涉及美國高科技公司的合資企業創造就業機會。烏克蘭準備提供土地和資源，並期望美國引進技術和資本。但目前提案尚未準備好，一些條款與烏克蘭法律相矛盾。美國將在未來幾周內與俄羅斯和烏克蘭舉行新的停火談判，呼籲俄羅斯無條件停火，並阻止俄羅斯破壞任何潛在的協議，美國已經承諾，如果不達成停火，將採取果斷行動。另外，澤連斯基表示，俄羅斯正試圖在烏克蘭東北部突破，並繼續在東部推進新一輪春季攻勢，超過6萬7千名俄羅斯士兵駐紮在庫爾斯克方向，俄羅斯已經完成對蘇梅方向的攻擊能力的部署，烏軍則已經採取成功措施，阻止俄羅斯從別爾哥羅德州向哈爾科夫和蘇梅州推進。又指出俄羅斯正在利用和談代表之一、總統外國投資代表兼主權財富基金負責人德米特里夫與美國討論關於資源開發和解除凍結部分俄羅斯資產。
烏克蘭總理什梅加爾表示，歐盟已向烏克蘭移交第三批來自被凍結俄羅斯資產的收益款項，金額達10億歐元，作為七國集團援烏倡議框架下通過凍結俄羅斯資產收益向烏克蘭提供總額500億美元的援助一部分。
烏克蘭軍事媒體「Militarnyi」報道，烏克蘭國內成功開發一款無人機，攔截和摧毀俄羅斯使用的伊朗製見證者-136無人機，並已經部署在戰鬥中，在過去兩個月中成功摧毀20多架見證者-136無人機。

## 4月10日
烏克蘭地方政府表示，截至10日上午9時，俄羅斯在過去24小時內襲擊赫爾松、蘇梅、尼古拉耶夫、第聶伯羅彼得羅夫斯克、頓涅茨克、盧甘斯克、切爾卡瑟、哈爾科夫、波爾塔瓦、基輔、扎波羅熱和切爾尼戈夫等地，至少造成5名平民死亡，23名平民受傷。烏克蘭空軍表示，俄羅斯午夜至凌晨期間，對烏克蘭發動大規模無人機襲擊，俄軍從奧廖爾、庫爾斯克、米勒羅沃、濱海阿赫塔爾斯克和俄佔克里米亞發射145架見證者-136無人機和不明型號無人機，防空系統在東部、中部、南部和北部地區擊落85架無人機。另有49架無人機因電子戰措施，未能擊中目標。尼古拉耶夫州州長表示，俄羅斯凌晨對烏克蘭南部城市尼古拉耶夫市發動多次無人機襲擊，至少造成10名平民受傷。日托米爾州長表示，俄羅斯晚上使用無人機襲擊當地一棟住宅大樓，至少造成1名平民死亡，5名平民受傷，包括1名青少年。第聶伯羅彼得羅夫斯克州長表示，俄羅斯對第聶伯羅市發動導彈襲擊，擊中一個民用設施，至少造成1名平民死亡，9名平民受傷。
烏克蘭武裝部隊總參謀部表示，自全面入侵以來，俄羅斯在烏克蘭損失929,000名士兵，過去一天俄軍有1,420人傷亡，累計損失10,579輛坦克、22,033輛裝甲戰鬥車輛、43,514輛車輛和油箱、25,982門火砲系統、1,359套多管火箭系統、1,127套防空系統、370架飛機、335架直升機、32,078架無人機、3,145枚巡弋飛彈、28艘船隻和1艘潛艦等。
烏克蘭總統澤連斯基表示，中國公民參與俄羅斯對烏克蘭的戰爭似乎是俄羅斯組織的系統性招募工作之一，並非單一事件，將繼續要求中國方面澄清其公民參與俄羅斯軍隊對烏克蘭的作戰。又表示烏克蘭國家安全局正在對中國公民俘虜採取被俘的相關程序。澤連斯基在社交平台公布新一段國家安全局對被俘中國公民審訊的片段，期間該名中國公民表示不想回到俄羅斯，希望返回中國，當時參與的部隊由一名俄羅斯軍官指揮，躲在一個木製庇護所裡時，一架無人機襲擊他們，損壞自己的AK-74，又表示在烏克蘭被拘留期間所受到的待遇比在俄軍中更好。在晚間講話中，澤連斯基表示對俄羅斯「影子艦隊」實施新制裁，當中包括俄羅斯公民等，名單與美國國會兩黨部份參議員提交的制裁影子艦隊議案吻合。
烏克蘭總統辦公室副主任兼和談代表帕利薩表示，在進行和平談判期間，烏克蘭不會同意對其武裝部隊的規模或戰鬥準備狀態進行任何限制，這是烏克蘭的原則立場。認為訓練有素的烏軍仍然是抵禦未來俄羅斯侵略的最有力的保障。
烏克蘭內政部表示，俄羅斯正在利用無人機在烏克蘭各地投放爆炸裝置，這些裝置的爆炸不可預測，增加危險性，呼籲公民切勿接觸可疑物品。
烏克蘭外交部譴責俄羅斯在俄佔烏克蘭地區實施宗教迫害，引述國際宗教和信仰自由聯盟報告，指責俄羅斯殺害67名神職人員，非法拘留30多名宗教人士，超過640個禮拜場所，包括596座基督教教堂被損壞或摧毀。烏克蘭外交部發言人泰克伊表示，新聞通訊社「美聯社」公布無人機片段顯示，俄軍在扎波羅熱州派特科哈特附近殺死4名已經投降且手無寸鐵的烏克蘭戰俘，形容相關行為屬於戰爭罪。
俄羅斯總統新聞秘書佩斯科夫否認中國派兵參與俄羅斯對烏克蘭的「特別軍事行動」，形容中國是戰略夥伴、朋友和同志。中國外交部發言人林健在記者會上被問到烏克蘭總統澤連斯基提及約有155名中國公民參與俄羅斯對烏克蘭的戰爭時表示，中國沒有參與俄羅斯對烏克蘭的衝突，呼籲烏克蘭不要發表不負責任的言論，重申中國不是衝突的其中一方。
俄羅斯軍事法院裁定在基輔出生的瓦迪姆·查利涉嫌受烏克蘭國家安全局招募，試圖向3名俄軍上校郵寄爆炸物品，沒有任何人受傷，被判處監禁16年。
美國總統特朗普簽署行政命令，延長美國前總統拜登針對俄羅斯具威脅外國活動實施的制裁一年，主要原因是俄羅斯持續的行動，如干涉民主機構、網路攻擊、鎮壓持不同政見者和記者，以及違反國際法，包括對領土完整的威脅。
美國國務院發聲明表示，美國與俄羅斯的外交代表在土耳其伊斯坦布爾舉行約6小時閉門會議，會談具有建設性，雙方同意繼續討論確保外交使團的銀行服務穩定，美國重申對俄羅斯禁止美國駐俄羅斯大使館僱傭當地工作人員限制的關注。美國國務院發言人布魯斯表示，停火是未來就俄烏戰爭進行任何討論的關鍵條件，停火將阻止在烏克蘭的「絞肉機」繼續運作，在槍擊和殺戮停止之前，無法討論其他結果。另外布魯斯表示，拜登政府任內任命的美國駐烏克蘭大使布林克辭職，感謝其過去三年的外交工作。英國傳媒「金融時報」引述消息報道，布林克辭任的原因與特朗普政府政策分歧有關，受到特朗普政府越來越大的壓力，要求自己支持特朗普政府的烏克蘭戰略，儘管近日布林克遭到烏克蘭總統澤連斯基批評，但辭職理由與澤連斯基無關。
英國和法國牽頭的自願聯盟在比利時布魯塞爾召開國防部長峰會，30個成員國的代表討論軍事規劃和作戰準備情況。英國國防大臣賀理安表示，作為「自願聯盟」的一部分，部署到烏克蘭監督停火的部隊將不會充當傳統的維和部隊，在接觸線上隔離交戰雙方，而是作為對烏克蘭自身部隊的支援。
歐盟駐烏克蘭大使馬瑟諾娃表示，歐盟將會向烏克蘭提供24億美元用於烏克蘭的國防工業，相關資金將會利用俄羅斯中央銀行凍結資產產生的利潤支付。
英國倫敦一間法院裁定俄佔塞瓦斯托波爾市前市長德米特里·奧夫相尼科夫涉嫌在2023至24年期間規避英國對俄羅斯實施的制裁，6項相關罪行罪成。
美國傳媒「華爾街日報」報道，俄羅斯和美國在阿布扎比舉行交換囚犯，俄羅斯釋放美俄雙重國籍的克謝尼婭·卡列林娜，被指控曾向非營利組織「Razom for Ukraine」捐贈51.80美元，被俄羅斯當局以資助烏克蘭武裝部隊而被判處12年監禁。美國則釋放德俄雙重國籍的阿圖爾·彼得羅夫，於2023年應美國要求在塞普勒斯被捕，涉嫌出口敏感的微電子產品。

## 4月11日
烏克蘭地方政府表示，截至11日上午9時，俄羅斯在過去24小時內襲擊赫爾松、蘇梅、尼古拉耶夫、第聶伯羅彼得羅夫斯克、頓涅茨克、盧甘斯克、切爾卡瑟、哈爾科夫、日托米爾、扎波羅熱和切爾尼戈夫等地，至少造成3名平民死亡，38名平民受傷。烏克蘭空軍表示，俄羅斯午夜至凌晨期間，對烏克蘭發動大規模無人機襲擊，俄軍從羅斯托夫1枚彈道導彈，從奧廖爾、庫爾斯克、米勒羅沃、濱海阿赫塔爾斯克發射39架見證者-136無人機和不明型號無人機，防空系統在東部、中部、南部和北部地區擊落24架無人機。另有13架無人機因電子戰措施，未能擊中目標。
烏克蘭武裝部隊總參謀部表示，自全面入侵以來，俄羅斯在烏克蘭損失930,210名士兵，過去一天俄軍有1,210人傷亡，累計損失10,580輛坦克、22,048輛裝甲戰鬥車輛、43,679輛車輛和油箱、26,043門火砲系統、1,360套多管火箭系統、1,127套防空系統、370架飛機、335架直升機、32,200架無人機、3,145枚巡弋飛彈、28艘船隻和1艘潛艦等。
烏克蘭總統澤連斯基視像出席烏克蘭國防聯絡小組會議時表示，至少有數百名中國公民加入俄軍對烏克蘭的作戰行動，形容俄羅斯正利用中國人的生命延續戰爭，俄羅斯總統普京顯然對北韓士兵並不滿意，因此試圖吸引中國參與。 澤連斯基簽署法令，針對俄羅斯影子艦隊和俄羅斯宣傳工具，制裁71人和18個俄羅斯宣傳工具，包括親俄烏克蘭人、俄羅斯和中國人等。在晚間講話中澤連斯基表示，烏克蘭準備購買更多防空系統，以更好地保護烏克蘭城市免受俄羅斯攻擊，在烏克蘭國防聯絡小組會議上提供更多防空系統為首要任務，自己亦曾經與美國總統特朗普討論此事。
俄羅斯總統新聞秘書佩斯科夫表示，俄羅斯總統普京在聖彼得堡會見美國總統中東特使威斯科夫，討論在烏克蘭達成和平的道路。
俄羅斯外交部長拉夫羅夫表示，俄羅斯在3月24俄美沙特會談中，已經要求美國解除對俄羅斯國營航空公司俄羅斯國際航空公司的制裁，並將美國和俄羅斯之間可能恢復直航航班與聯結起來，指出美國方面已經接受，但尚未有任何行動。
烏克蘭外交部長西比哈表示，自烏克蘭和美國在3月11日同意暫時停火30天的提議，前提是俄羅斯遵守條件，但俄羅斯拒絕以來，一個月內俄羅斯已經向烏克蘭發射70枚導彈、2,200架無人機和6千枚制導空中炸彈。形容這些是俄羅斯對和平提案的回應，是俄羅斯的典型特徵，撒謊、操縱和持續恐怖。
在2024年年中烏克蘭政府大規模人事變動中，獲任命為國防部副部長的哈夫雷柳克表示，辭去相關職務，沒有交代原因。傳媒預計與他主動將18億美元從國防採購局轉移到為國家邊境警衛局購買彈藥的波蘭中介公司有關，事件影響國防部長烏梅羅夫的聲譽和引致爭議。
烏克蘭國防聯絡小組第27次會議在比利時布魯塞爾舉行，40多個國家代表與會，由德國和英國共同主持，烏克蘭總統澤連斯基和美國國防部長赫格塞斯以視像方式與會。會議期間，英國和挪威共同承諾，向烏克蘭提供5.85億美元軍事援助。德國承諾向烏克蘭提供4套IRIS-T防空系統、裝甲車、導彈、炮彈和其他支援。荷蘭將提供1.7億美元用於加強烏克蘭的防空系統。立陶宛提供2,300萬美元用於購買彈藥。挪威將在2025年撥款約9.37億美元來幫助裝備和訓練烏克蘭軍隊旅。英國國防大臣賀理安會後表示，會議上北約盟友承諾向烏克蘭提供破記錄的238億美元長期軍事援助，形容2025年是戰爭的關鍵一年。11個國家會上組成電子戰聯盟，將專注於購買裝置、培訓專家以及制定電子戰政策和理論。
美國總統特朗普表示，俄羅斯必須行動起來，以結束對烏克蘭的戰爭，形容在一場可怕而毫無意義的戰爭中，每週有數千人死亡，這場戰爭本不應該發生，如果當時我是總統不會允許發生。美國總統烏克蘭問題特使凱洛格澄清自己接受「紐約時報」採訪時的言論，採訪中凱洛格提議在烏克蘭西部由英法兩國為主導的「保證部隊」保護，並將烏軍集中到第聶伯河以東地區，並在現有控制線附近設立非軍事區，目前被佔領的領土由俄軍控制。形容幾乎可以看作是二戰後柏林發生的情況，當時有俄羅斯區、法國區、英國區和美國區。但其後凱洛格發表聲明表示，言論被扭曲，指的是停火後為維護烏克蘭主權而建立的復原力部隊。在討論分治問題時，指的是盟軍負責的區域或責任區，且不包括美國，並不是指烏克蘭將分裂，同時認為由英法領導的軍隊駐紮在烏克蘭西部第聶伯河以西，不會對俄羅斯構成任何挑釁，提議在烏克蘭東部沿著現有前線設立15公里的非軍事區，作為俄羅斯和西方軍隊之間的緩衝，將更容易監察停火。凱洛格承認，俄羅斯可能仍然不會接受這個提議，並預計停火將會被違反。美國白宮發言人萊維特表示，隨着和談繼續拖延，總統特朗普對烏克蘭和俄羅斯都感到沮喪。
愛沙尼亞國防部長佩夫庫爾表示，俄羅斯正計劃在5月9日慶祝衛國戰爭勝利紀念日與美國達成某種停火協議，認為相關日子對俄羅斯來說非常重要。
俄羅斯獨立調查網站「重要故事」表示，在2023年6月至2024年5月期間，至少有51名中國公民透過俄羅斯招募中心與俄軍簽訂合同兵役，最年輕的是20歲，而最年長的是51歲。部分人已經返回中國或在戰場上受傷。
國際通訊社「路透社」引述2名不具名美國官員和其他五個訊息來源報道，美國總統中東問題特使威特科夫告訴總統特朗普，給予俄羅斯對4個被佔領的烏克蘭地區「所有權」將是實現停火的最快途徑。但相關提議令特朗普政府官員在如何打破俄羅斯對烏克蘭戰爭的僵局中分歧越來越大，其中美國總統烏克蘭特使凱洛格認為烏克蘭永遠不會同意單方面將領土的所有權割讓給俄羅斯。另外，路透社報道，烏克蘭和美國之間正在進行礦產協議的談判，談判氣氛緊張且非常敵對，圍繞特朗普政府關於透過投資基金廣泛控制烏克蘭自然資源的建議，認為新一輪技術談判不太可能有任何突破。
國際通訊社「法新社」引述消息報道，由英法牽頭的自願聯盟中只有6個國家同意部署軍隊到烏克蘭，協助停火。

## 4月12日

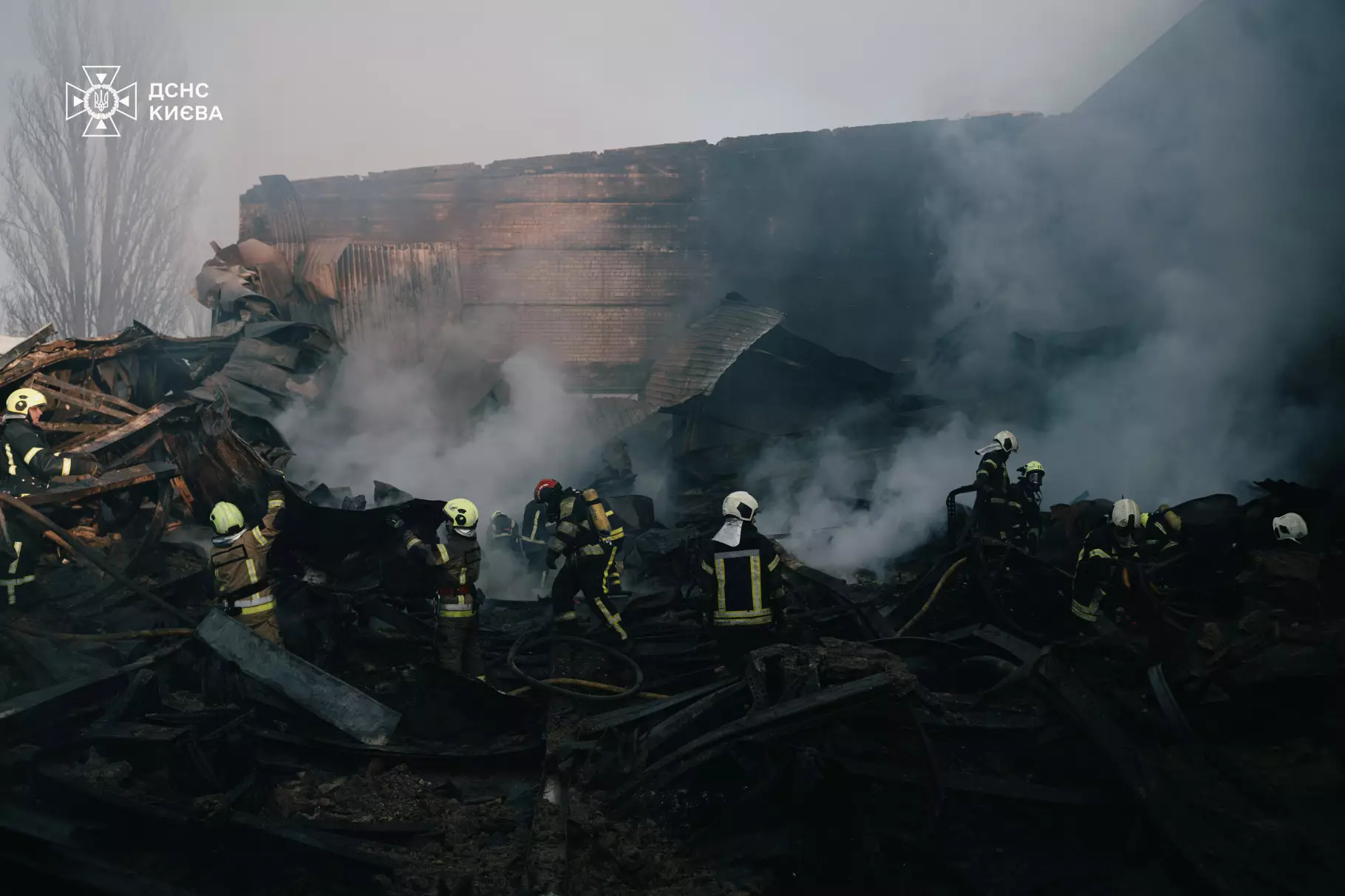
俄軍襲擊基輔後

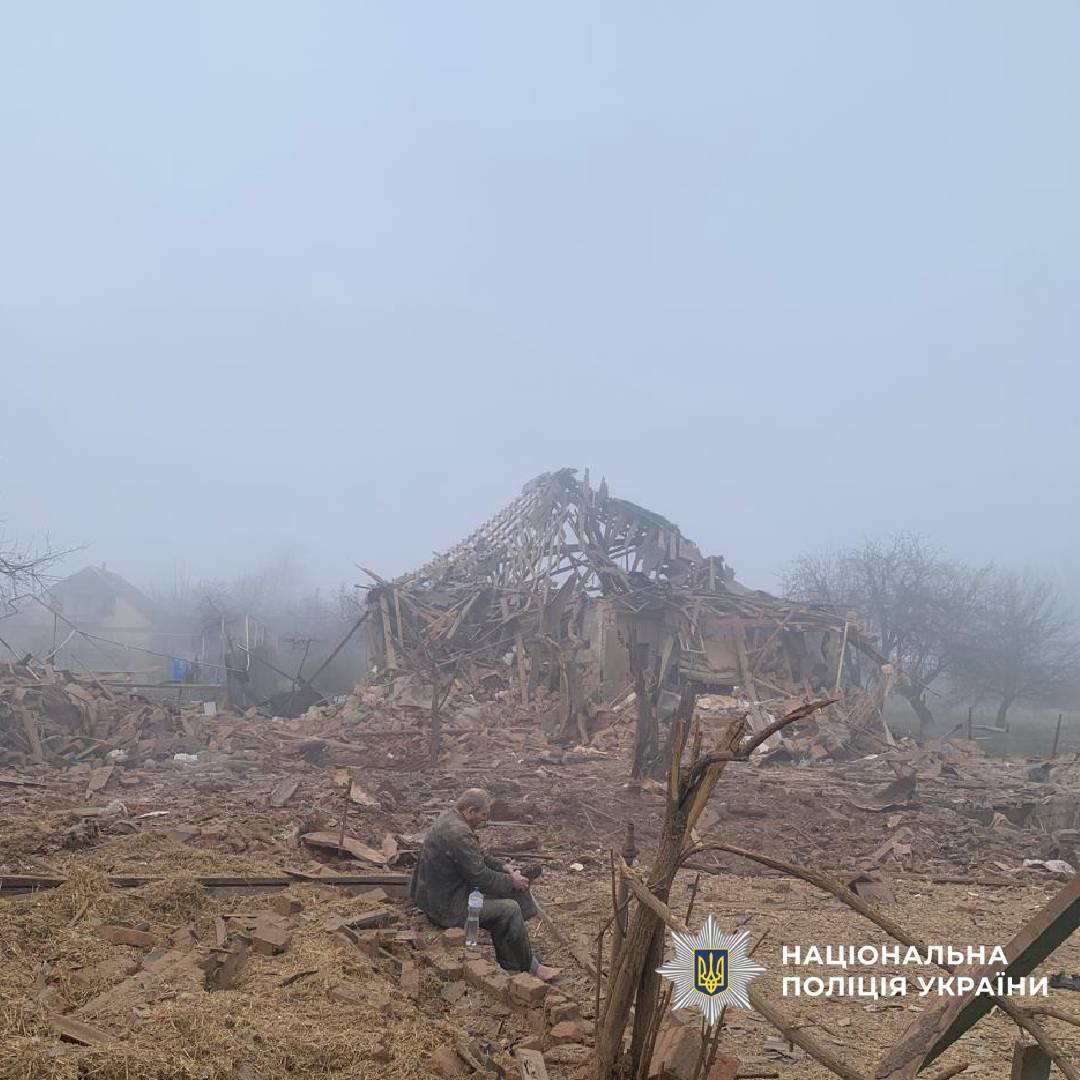
俄軍襲擊哈爾科夫後

烏克蘭空軍表示，俄羅斯午夜至凌晨期間，對烏克蘭發動大規模無人機襲擊，俄軍從庫爾斯克、米勒羅沃、濱海阿赫塔爾斯克發射88架見證者-136無人機和不明型號無人機，防空系統在東部、中部、南部和北部地區擊落56架無人機。另有24架無人機因電子戰措施，未能擊中目標。基輔市長表示，俄羅斯軍午夜至凌晨期間對基輔發動無人機襲擊，造成多起火災，至少造成2名平民受傷。赫爾松州長表示，俄羅斯無人機向赫爾松一輛汽車投下炸藥，至少造成1名平民死亡，2名平民受傷。哈爾科夫州州長表示，下午6時20分左右俄軍猛烈炮擊哈爾科夫市，至少造成4名平民受傷。
烏克蘭武裝部隊總參謀部表示，自全面入侵以來，俄羅斯在烏克蘭損失931,450名士兵，過去一天俄軍有1,240人傷亡，累計損失10,591輛坦克、22,055輛裝甲戰鬥車輛、43,807輛車輛和油箱、26,092門火砲系統、1,362套多管火箭系統、1,127套防空系統、370架飛機、335架直升機、32,278架無人機、3,145枚巡弋飛彈、28艘船隻和1艘潛艦等。烏克蘭軍方霍爾蒂恰作戰戰術小組表示，俄軍正在重新集結，並準備在哈爾科夫州再次進攻，烏軍已成功挫敗俄羅斯在金德拉什維夫卡、卡米安卡和扎赫裡佐夫附近的進攻企圖。烏克蘭空軍表示，26歲烏克蘭F-16戰機飛行員帕夫洛·伊萬諾夫在戰鬥任務中喪生，獲總統澤連斯基授予烏克蘭英雄稱號。
烏克蘭外交部長西比哈在土耳其安塔利亞論壇上表示，烏克蘭的北約成員身份必須繼續列入國際議程，並強調烏克蘭的歐洲一體化對跨大西洋的長期安全至關重要，烏克蘭目前有110個準備戰鬥的旅，是對未來安全的真正貢獻。批評俄羅斯違反「赫爾辛基協議」的所有10項原則，並強調聯合國內部的問題，今年將紀念「聯合國憲章」生效80週年，國際法應該是法律，而不僅僅是宣言或文字。在俄羅斯全面入侵烏克蘭之後，全球體系被證明是「功能失調」和「不公正」，世界需要新的執法工具，需要聯合國，改革人道主義法，包括日內瓦四公約。重申烏克蘭對和平的渴望，譴責俄羅斯不願同意與烏克蘭的全面停火，卻升級對烏克蘭的攻擊，在過去一個月裡，俄軍發射近70枚導彈、2,020多架無人機和6000多枚制導空中炸彈，其中大部分針對平民地區。清楚表明世界誰真正想要和平，誰致力於戰爭。
俄羅斯外交部長拉夫羅夫在土耳其安塔利亞論壇上表示，在蘇聯解體後，北約失去其意義，本應解散，聲稱歐洲和大西洋正將所有努力集中在準備一場新戰爭，指摘德國、法國和英國領導歐洲重新軍事化運動，再次批評北約向東擴張。
烏克蘭戰略工業部部長斯梅塔寧表示，過去一年，烏克蘭在巡航導彈產量比前一年增加八倍，2022年前烏克蘭只會生產一種巡航導彈，即海王星導彈，但在去年推出更多型號。2024年烏克蘭遠端無人機產量增加一倍較2022年增加22倍，截至2024年年底，烏克蘭總共開發324種新型武器，生產價值90億美元武器。
烏克蘭環境部長赫林丘克表示，正研究切爾諾貝爾核電廠及其他與核電運作的相關問題，特別是2月14日俄羅斯無人機攻擊切爾諾貝爾核電站石棺之後，烏克蘭正在與專家合作，尋找修復石棺的最佳方法。
美國總統特朗普表示，俄羅斯和烏克蘭之間的停火談判「進展順利」，但強調必須儘快達成解決方案，在這一點上，必須忍受或閉嘴，我們拭目以待，但我認為進展順利。
領導德國基民盟贏得大選，有望出任總理的梅爾茨表示，烏克蘭是一個非常大的歐洲國家，但它是一個處於戰爭狀態的歐洲國家，處於戰爭中的國家不能成為北約或歐盟的成員。重申烏克蘭的未來都在這兩個聯盟，但堅持認為敵對行動必須首先結束，加入歐盟的承諾仍然有效，加入北約的前景亦是如此。

## 4月13日
烏克蘭赫爾松州長表示，俄羅斯炮擊和使用無人機襲擊赫爾松市，至少造成3名平民死亡，2名平民受傷。敖德薩州長表示，俄軍晚上使用無人機襲擊敖德薩市民用基礎設施，至少造成5名平民受傷。
烏克蘭蘇梅市長表示，復活節前夕的棕枝主日上午俄羅斯發射2枚彈道導彈襲擊蘇梅市，至少造成35名平民死亡，包括2名兒童，120名平民受傷，包括15名兒童。蘇梅州科諾托普市長塞梅尼金表示，指責州長阿爾丘克原定在同日於蘇梅市中心，襲擊地點附近舉行軍隊頒獎禮，為平民和軍事人員帶來不應有的風險，形容對方為俄羅斯的恐怖和種族滅絕襲擊提供機會，但表明襲擊中沒有士兵傷亡。烏克蘭國防部情報總局局長布達洛夫表示，俄羅斯第112和第448導彈從俄羅斯沃羅涅日州和庫爾斯克州發射兩枚伊斯坎德爾-M彈道導彈襲擊蘇梅市，形容是另一項戰爭罪行，發誓確保任何戰犯包括從下達命令到發射導彈的人都不會逃過報復。烏克蘭總統澤連斯基表示，感謝對烏克蘭表示慰問和譴責俄羅斯襲擊的人，認為俄羅斯缺乏壓力使其繼續攻擊烏克蘭，對蘇梅的襲擊明顯表明俄羅斯故意針對平民，呼籲立即加強制裁並增加對烏克蘭的支援。烏克蘭蘇梅州長阿爾丘克14日表示，自己被邀請參加在襲擊同一日於蘇梅舉行的軍事頒獎禮，但否認是自己主動發起相關活動。烏克蘭政府內閣15日宣布因襲擊和軍事頒獎禮解除阿爾丘克州長職務。
俄羅斯國防部表示，導彈擊中蘇梅市西弗斯克作戰戰術小組的指揮中心，但沒有提供證據。
美國總統特朗普回應蘇梅遭到俄羅斯襲擊時表示，這是一件可怕的事件，有人告訴我他們犯了一個錯誤，我認為整個戰爭都是一件可怕的事。歐盟委員會主席馮德萊恩回應俄羅斯對蘇梅的襲擊時表示，襲擊嚴峻地提醒人們，俄羅斯在對烏克蘭發動的全面戰爭中扮演侵略者的角色。迫切需要採取強而有力的措施來執行停火，歐洲將繼續與合作夥伴接觸並對俄羅斯施加強大壓力，直到流血事件結束，並按照烏克蘭的意願和要求實現公正持久的和平。歐盟外交事務和安全政策高階代表卡拉斯表示，襲擊令人心碎，平民們聚集在棕枝主日，卻遭到俄羅斯導彈的襲擊。若是烏克蘭接受無條件停火，俄羅斯依然會加強攻擊，看看蘇梅就知道了。法國總統馬克龍回應襲擊時表示，每個人都知道這場戰爭是俄羅斯單方面發起的，公然無視人命、國際法和美國總統特朗普努力的俄羅斯依然選擇繼續侵略，呼籲採取強有力的措施迫使俄羅斯實施停火，並指出法國正在與盟友一起努力實現這一目標。英國首相施紀賢表示，對平民遭受的襲擊感到「震驚」，烏克蘭總統澤連斯基已經展現對和平的承諾，普京現在必須同意無條件全面立即停火。義大利總理梅洛尼譴責對蘇梅的襲擊是「可怕且懦弱，是不可接受的暴力行為，違背美國總統特朗普所倡導的、義大利以及歐洲和其他國際夥伴全心全意支持的真正和平承諾，承諾將與盟友合作制止這種野蠻行為。芬蘭總統斯圖布譴責俄羅斯屠殺蘇梅無辜平民，形容俄羅斯表現出對國際法或人道主義法的不尊重。必須立即開始無條件停火，為了迫使俄羅斯認真參與談判，需要進一步加強對俄羅斯的制裁。摩爾多瓦總統桑杜呼籲為烏克蘭提供更多防空系統，摩爾多瓦為去世的人哀悼烏克蘭，棕枝主日理應是和平日，俄羅斯必須承擔責任，這種邪惡沒有道理。愛沙尼亞總理米哈爾表示，襲擊證明俄羅斯的目標是消滅烏克蘭，強調對烏克蘭的援助不能拖延，對俄羅斯沒有壓力就意味著沒有和平。美國國務卿盧比歐表示，美國向俄羅斯對蘇梅發動可怕導彈襲擊的受害者表示最深切的慰問。這悲慘地提醒我們，為什麼總統特朗普和其政府投入如此多的時間和精力，試圖結束這場戰爭，實現持久和平。美國總統烏克蘭問題特使凱洺格回應襲擊時表示，俄軍對蘇梅平民目標發動攻擊，已經超越道德底線，數百名平民死亡和受傷，身為前軍事領導人，認為這種針對行為是錯誤的。這亦是總統特朗普努力結束戰爭的原因。美國駐烏克蘭大使布林克表示，有證據顯示，俄羅斯對蘇梅的襲擊與4日對克里維里赫的襲擊一樣使用集束彈，增加對民用目標的破壞和傷害，並表示自己為蘇梅人民祈禱。立陶宛外交部表示，傳召俄羅斯駐立陶宛使館代表，要求回應和解釋俄羅斯對蘇梅發動的恐怖襲擊。波蘭外交部長西科爾斯基於14日譴責俄羅斯近期多次對烏克蘭城市的致命襲擊，指責俄羅斯的行動是在嘲笑美國領導的停火努力，並加劇暴力，希望美國總統特朗普及其政府能夠看到俄羅斯正在嘲笑他們的善意，作出正確的決定。
烏克蘭武裝部隊總參謀部表示，自全面入侵以來，俄羅斯在烏克蘭損失932,670名士兵，過去一天俄軍有1,220人傷亡，累計損失10,603輛坦克、22,088輛裝甲戰鬥車輛、43,950輛車輛和油箱、26,163門火砲系統、1,362套多管火箭系統、1,128套防空系統、370架飛機、335架直升機、32,415架無人機、3,145枚巡弋飛彈、28艘船隻和1艘潛艦等。
烏克蘭總統澤連斯基接受美國哥倫比亞廣播公司「60分鐘」採訪時表示，如果俄羅斯進一步推進全世界的安全將岌岌可危，再一次邀請美國總統特朗普訪問烏克蘭，見證俄羅斯發動的戰爭所帶來的破壞。再次表示不能相信俄羅斯，譴責普京對烏克蘭的戰爭，並表示在停火談判中不能信任他。敦促美國人民避免上俄羅斯的當，並批評那些不承認烏克蘭是受害者的人。如果不在烏克蘭的領土上阻止普京，普京可能試圖奪取北約領土並引發全球衝突，普京的長期目標是恢復一個包括部份北約成員國領土的俄羅斯帝國，這樣的想法將會升級衝突成一場世界戰爭。另外澤連斯基表示，已經直接向美國提出準備以150億美元向美國購買10套愛國者防空系統，以保護人口稠密地區免受俄羅斯導彈和無人機襲擊。美國總統特朗普14日回應烏克蘭總統澤連斯基提到願意支付150億美元購買10套美國愛國者系統時表示，駁斥相關想法，指責澤連斯基總是想購買導彈，同時表示「你不該對一個比你強大20倍的對手開戰，然後指望別人給你一些飛彈來幫你」，進一步批評認為戰爭要歸咎澤連斯基、俄羅斯總統普京及前美國總統拜登等3人。另外特朗普亦在社交網站上批評澤連斯基13日接受的哥倫比亞廣播公司「60分鐘」節目處處針對自己，形容電視台已經失控，並要求聯邦通訊委員會對節目以及電視台處以最高處罰。指責幾乎每週「60分鐘」都會以貶損和誹謗的方式提及特朗普的名字，但本週末的節目更嚴重。節目中主持人佩利指出，特朗普扭曲歷史，錯誤地稱是烏克蘭發動戰爭，然後穿插一段特朗普稱澤連斯基為獨裁者的新聞片段。澤連斯基回應時表示，覺得最悲哀的是，俄羅斯的說法居然在美國盛行。大家都目睹烏克蘭的苦難，都是俄羅斯人的所作所為，卻仍然有美國人相信俄羅斯不是侵略者，俄羅斯沒有發動這場戰爭，這顯示俄羅斯的信息戰對美國政治圈、美國政客有著巨大影響力。美國副總統萬斯15日批評澤連斯基在訪問中指責美國站在俄羅斯一邊是荒謬，形容美國政府目前正在保持澤連斯基的整個政府和和平努力。
領導德國基民盟贏得大選，有望出任總理的梅爾茨表示，如果向烏克蘭提供遠程金牛座導彈，將會允許烏克蘭用於攻擊俄佔克里米亞的俄羅斯戰略軍事基礎設施，包括克里米亞大橋。強調需要支援烏克蘭在戰場上從被動轉向主動立場，並表示基輔必須具備塑造事件和領先於局勢的裝備。俄羅斯總統新聞秘書佩斯科夫14日回應時表示，向烏克蘭供應遠端德國金牛座導彈將導致戰爭不可避免的升級，批評梅爾茨的言論將導致烏克蘭的局勢惡化，形容歐洲各國不是傾向於尋找任何和談的出路，而是傾向於進一步挑起戰爭的繼續。
土耳其多間傳媒引述土耳其國防部消息報道，土耳其將與烏克蘭和俄羅斯官員在15至16日在安卡拉的土耳其海軍司令部會面，討論在黑海消除使用武力，達致黑海的和平與安全。

## 4月14日

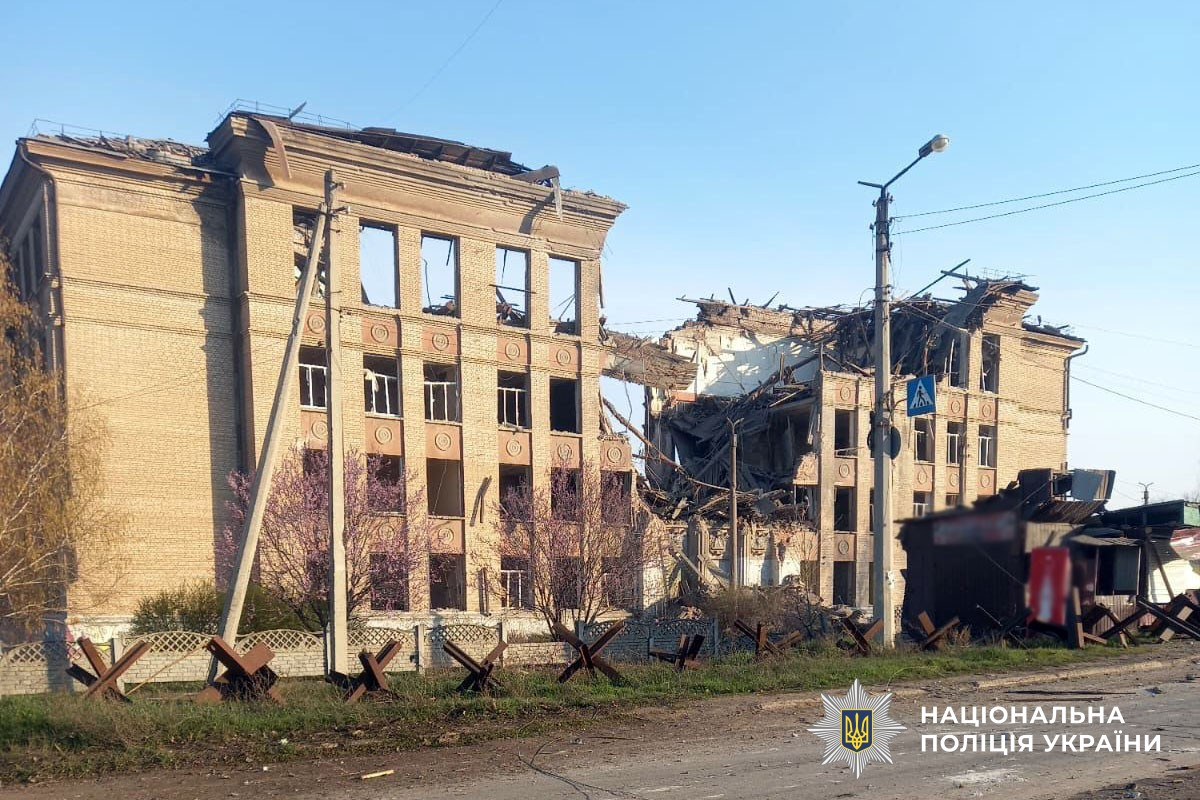
俄軍襲擊康斯坦丁尼夫卡後

烏克蘭地方政府表示，截至14日上午9時，俄羅斯在過去24小時內襲擊赫爾松、蘇梅、尼古拉耶夫、第聶伯羅彼得羅夫斯克、頓涅茨克、盧甘斯克、切爾卡瑟、哈爾科夫、敖德薩、扎波羅熱和切爾尼戈夫等地，至少造成40名平民死亡，141名平民受傷。烏克蘭空軍表示，俄羅斯午夜至凌晨期間，對烏克蘭發動大規模無人機襲擊，俄軍從羅斯托夫1枚彈道導彈，從俄佔克里米亞、米勒羅沃、濱海阿赫塔爾斯克發射62架見證者-136無人機和不明型號無人機，防空系統在東部和南部地區擊落40架無人機。另有11架無人機因電子戰措施，未能擊中目標。
烏克蘭武裝部隊總參謀部表示，自全面入侵以來，俄羅斯在烏克蘭損失933,980名士兵，過去一天俄軍有1,310人傷亡，累計損失10,622輛坦克、22,130輛裝甲戰鬥車輛、44,129輛車輛和油箱、26,222門火砲系統、1,362套多管火箭系統、1,130套防空系統、370架飛機、335架直升機、32,544架無人機、3,145枚巡弋飛彈、28艘船隻和1艘潛艦等。烏克蘭軍方霍爾蒂恰作戰戰術小組表示，俄軍試圖突破烏克蘭的防禦和駐地部隊，靠近哈爾科夫州的沃夫昌斯克鎮。第58獨立步兵旅步槍營證實，俄羅斯增加在哈爾科夫地區前線的襲擊次數。
俄羅斯庫爾斯克州州長表示，烏克蘭無人機擊中庫爾斯克一棟住宅樓，至少造成1人死亡，9人受傷。
烏克蘭國家安全局表示，在烏克蘭西部利沃夫州國際和與安全中心拘捕一名涉嫌聽從俄羅斯情報部門，企圖暗殺中心指揮官的教官，中心一直是軍事訓練的關鍵樞紐，該名人士曾經考慮將目標座標傳遞給俄羅斯，讓俄羅斯能夠對訓練設施實施精準導彈襲擊。
烏克蘭外交部長西比哈表示，烏克蘭邀請歐洲領導人在5月9日到訪基輔，以展現對抗俄羅斯總統普京在莫斯科舉行慶祝衛國戰爭勝利日閱兵，以及在面對第二次世界大戰以來歐洲最大侵略時的團結和決心。西比哈在歐盟外交部長理事會會議上表示，烏克蘭正在設計自己的戰略級防空系統，呼籲盟國加強烏克蘭防空系統，並提供額外的系統、導彈和備件。邀請歐盟合作伙伴投資開發烏克蘭的防空系統，並將能加快其研究。
兩名加入俄軍遭烏克蘭俘虜的中國公民在烏克蘭的安排下召開記者會，兩人雙手被鎖上手銬回答記者問題，俘虜張仁博和王廣軍均表示，自己被俄羅斯欺騙騙，而且俄方拖欠薪水，伙食與待遇都非常糟糕。王廣軍表示，自己在中國於抖音上看到招募廣告後，就向俄軍提出申請，隨後被俄軍送往前線，進入俄軍訓練營後，俄方為了防止出現逃兵，連去廁所時，都有軍人拿著槍跟著，根本沒辦法逃跑。俄軍訓練營經常斷電，停水，伙食補給亦不才，一兩天才吃一頓飯，即使訓練到凌晨4至5點，得到的也只有一點米飯，很多中國僱傭兵經歷殘酷行為，包括種族歧視、拖欠工資等，自己對想加入烏克蘭戰爭的同胞表示，不要參與這場戰爭。張仁博則表示，自己以旅遊目的進入俄羅斯，後來加入俄軍，不過上戰場沒幾天，就被烏克蘭軍方抓住。希望中國可以和俄羅斯、烏克蘭交換，把自己帶回中國。
俄羅斯總統新聞秘書佩斯科夫表示，俄羅斯總統普京11日與美國總統中東問題特使威特科夫的會談非常有用，沒有解釋更多。
烏克蘭負責歐洲大西洋一體化事務的副總理斯特凡尼希娜表示，烏克蘭在11日於華盛頓舉行的美烏礦產協議技術磋商中向美國提交一套提案，雙方正就相關提案繼續進行磋商。
美國總統中東問題特使威特科夫表示，近期與俄羅斯總統普京的會談令人稱服，圍繞「五個地區」的地位可能達成和平協議，看到可能透過一些引人注目的商業機會重塑俄美關係，並為這些地區帶來穩定。五個地區是指被俄羅斯吞併的赫爾松、扎波羅熱、頓涅茨克、盧甘斯克和克里米亞。
英國財政大臣李韻晴表示，英國根據七國集團協議，利用俄羅斯凍結資產利潤向烏克蘭提供9.9億美元援助，用於購買防空系統和火炮。
歐盟外交事務和安全政策高階代表卡拉斯表示，歐盟已經向烏克蘭提供早前承諾的2百萬發炮彈中的三分之二，歐洲國家已承諾下烏克蘭提供260億美元援助，數字比去年高，但仍然需要對俄羅斯施加壓力，迫使俄羅斯停止戰爭。
波蘭外交部長西科斯基表示，不少成員國外交部長呼籲對俄羅斯實施更嚴厲的制裁，以應對最近對包括蘇梅和克里維裡赫在內的烏克蘭城市的襲擊，批評匈牙利是唯一在俄羅斯對烏克蘭的戰爭中缺乏「道德明確性」的歐盟成員國，譴責匈牙利繼續阻止對烏克蘭的軍事援助並推遲加入歐盟的談判，形容試圖與匈牙利談判「就像對著一堵磚牆說話」。

## 4月15日
烏克蘭地方政府表示，截至15日上午9時，俄羅斯在過去24小時內襲擊赫爾松、蘇梅、尼古拉耶夫、第聶伯羅彼得羅夫斯克、頓涅茨克、盧甘斯克、切爾卡瑟、哈爾科夫、扎波羅熱和切爾尼戈夫等地，至少造成6名平民死亡，17名平民受傷。
烏克蘭武裝部隊總參謀部表示，自全面入侵以來，俄羅斯在烏克蘭損失935,160名士兵，過去一天俄軍有1,180人傷亡，累計損失10,629輛坦克、22,150輛裝甲戰鬥車輛、44,339輛車輛和油箱、26,290門火砲系統、1,364套多管火箭系統、1,132套防空系統、370架飛機、335架直升機、32,691架無人機、3,145枚巡弋飛彈、28艘船隻和1艘潛艦等。烏克蘭軍方武赫萊達爾作戰戰術小組表示，重奪頓涅茨克地區第聶伯羅涅里亞，並改善附近關鍵地區的戰術局勢。總參謀部表示，烏軍無人系統部隊、特種作戰部隊、烏克蘭國家安全局和其他軍事單位聯合襲擊俄羅斯第448導彈旅基地，該旅於13日對蘇梅市發動嚴重致命襲擊。烏克蘭國防部情報總局表示，不排除俄羅斯在進攻蘇梅和哈爾科夫期間使用北韓士兵的可能性，目前有超過1萬1千名北韓士兵部署到俄羅斯庫爾斯克地區，當中5千人死傷，另外6千人仍然部署在當地，北韓士兵亦已經採用俄羅斯使用的無人機和電子戰系統戰術。
烏克蘭總統澤連斯基在敖德薩市會見到訪的北約秘書長呂特，兩人一同參觀當地一家軍事醫院，並向士兵頒發國家榮譽獎章。呂特強調北約對烏克蘭的堅定支援，並表示聯盟將繼續提供關鍵援助，在2025年前三個月，北約合作伙伴已為烏克蘭提供超過200億歐元。烏克蘭武裝部隊仍然是烏克蘭的第一道防線，重要的是確保條件使俄羅斯在戰爭結束後不可能再次侵略。北約正在考慮2014年明斯克協議的經驗，但事實證明協議無效。澤連斯基在與呂特的記者會上回應美國總統中東問題特使威特科夫14日表示，近期與俄羅斯總統普京的會談令人稱服，圍繞「五個地區」的地位可能達成和平協議時表示，再次強調烏克蘭主權的重要性，烏克蘭是一個主權國家，所有領土都屬於統一的烏克蘭主權。只有烏克蘭人民才能談論我們國家的領土，不承認任何臨時被佔領領土屬於俄羅斯，是烏克蘭的紅線。又指出烏克蘭、英國、法國和土耳其代表正在土耳其安卡拉就黑海安全問題進行會議，包括部署外國軍事人員保護黑海水域的討論，土耳其可以在未來的區域安全保障中發揮關鍵作用，並強調軍事存在以保護敖德薩和尼吉拉耶夫等沿海城市的重要性。同時澤連斯基表示，在11日在華盛頓舉行的技術磋商後，與美國關於關鍵礦產協議的談判正在積極推進，工作級會議將持續到本週末，雙方都以積極的心情結束會議。
烏克蘭內閣駐議會代表梅爾尼丘克表示，政府已經批准解除蘇梅州州長弗拉基米爾·阿爾秋赫和盧甘斯克州州長阿爾特姆·利索霍爾的職務，阿爾秋赫被解僱的原因是原定參與13日俄羅斯對蘇梅發動的嚴重襲擊同一舉行的軍事頒獎禮，有機會構成對平民和軍事人員的不應有風險，而利索霍爾則因在任期間盧甘斯克地區幾乎全部領土被俄羅斯佔領。奧列克西·哈爾琴科接任蘇梅州長，奧列·赫裡霍羅夫接任盧甘斯克州長。
俄羅斯總統新聞秘書佩斯科夫表示，俄美已經進行建設性和有意義的接觸，雙方都有達成協議的政治意願，但俄羅斯沒有看到與美國就烏克蘭戰爭達成的協議的「明確大綱」。
烏克蘭國民警衛隊司令皮夫年科表示，作為烏克蘭國防軍更廣泛改革的一部分，國民警衛隊已經組建2個新的軍事集團軍，其中包括第一亞速軍，由第十二特種部隊亞速旅指揮官丹尼斯·普羅科彭科上校領導，由亞速旅、第一總統布雷維旅、第十四切爾沃納卡利納旅、第十五卡拉達赫旅和第二十柳巴特旅組成。
俄羅斯南薩哈林駐軍軍事法院宣判，來自薩哈林士兵羅曼·伊萬尼辛涉嫌在2023年6月向烏克蘭軍隊投降，在2024年1月的交換戰俘中返回俄羅斯，其後被俄羅斯當局拘留指控其自願投降、再次投降和逃兵，法庭判處監禁15年。案件標誌着自全面入侵烏克蘭以來，俄羅斯首次有士兵因投降而被定罪。
美國白宮發言人萊維特表示，與美國的經濟夥伴關係可以激勵俄羅斯結束對烏克蘭的全面戰爭，總統中東問題特使威特科夫與普京的會談富有成效，威特科夫認為俄羅斯希望結束戰爭，而總統特朗普亦相信。
芬蘭外交部表示，1名20歲芬蘭公民在幾個月前加入烏軍對俄羅斯作戰後，近日在烏克蘭東部被殺或失蹤。
基爾世界經濟研究所「烏克蘭援助追蹤系統」報告顯示，自2022年以來，歐洲向烏克蘭撥款的援助總額為1,570億美元，比美國多260億美元，美國在軍事援助方面仍然領先歐洲11億美元，但差距正在縮小，自1月9日以來，美國沒有公布任何援助計劃，報告駁斥美國總統特朗普不願提供新援助的部分理由，包括聲稱歐洲向烏克蘭提供的援助大大減少，而美國的援助為3,500億美元。
國際通訊社「路透社」引述消息報道，美國已經向其他七國集團成員國表示不支持譴責俄羅斯13日對蘇梅的嚴重襲擊的聯合聲明，以免破壞和平和力，報道指目前七國集團輪任主席國加拿大表示，沒有美國的支持，聲明無法通過。另外，路透社聯同開源資料中心的聯合調查，2024年俄軍在烏克蘭使用的大多數炮彈都是在北韓製造，俄羅斯國防部內部技術報告顯示，部分俄羅斯軍事單位中75%至100%的炮彈是北韓製造，2023年9月至2025年3月17日，4艘俄羅斯貨船從北韓羅津港向俄羅斯聯邦濱海邊疆區東方港運送64次軍用貨物，共至少載有15,809個貨櫃，交付量在2024年1月達到峰值，每月有7批，可攜帶400萬到600萬發炮彈。經鐵路運往俄烏邊境附近的倉庫，主要是俄羅斯克拉斯諾達爾邊疆區的季霍雷茨克。

## 4月16日
烏克蘭地方政府表示，截至16日上午9時，俄羅斯在過去24小時內襲擊赫爾松、蘇梅、尼古拉耶夫、第聶伯羅彼得羅夫斯克、頓涅茨克、盧甘斯克、切爾卡瑟、哈爾科夫、敖德薩、波爾塔瓦、扎波羅熱和切爾尼戈夫等地，至少造成1名平民死亡，27名平民受傷。烏克蘭空軍表示，俄羅斯午夜至凌晨期間，對烏克蘭發動大規模無人機襲擊，俄軍從俄佔克里米亞、庫爾斯克、布良斯克、米勒羅沃、濱海阿赫塔爾斯克發射97架見證者-136無人機和不明型號無人機，防空系統在東部、北部、中部和南部地區擊落57架無人機。另有34架無人機因電子戰措施，未能擊中目標。第聶伯羅彼得羅夫斯克州長表示，俄羅斯晚間使用無人機襲擊第聶伯羅市，至少造成3名平民死亡，包括1名兒童，30名平民受傷，包括5名兒童。
烏克蘭武裝部隊總參謀部表示，自全面入侵以來，俄羅斯在烏克蘭損失936,210名士兵，過去一天俄軍有1,050人傷亡，累計損失10,638輛坦克、22,163輛裝甲戰鬥車輛、44,472輛車輛和油箱、26,377門火砲系統、1,364套多管火箭系統、1,132套防空系統、370架飛機、335架直升機、32,837架無人機、3,145枚巡弋飛彈、28艘船隻和1艘潛艦等。烏克蘭國家安全與國防委員會反虛假資訊中心表示，發現俄軍使用一架無人機裝有CS催淚性毒氣攻擊烏克蘭。
俄羅斯獨立傳媒報道，烏克蘭無人機攻擊早前在13日發射導彈攻擊烏克蘭蘇梅市造成嚴重傷亡的伊萬諾沃州舒亞市俄羅斯第112導彈旅的軍事基礎設施。俄羅斯國防部表示，在伊萬諾沃州上空擊落7架無人機。
烏克蘭總統澤連斯基表示，目前前線使用的武器中有40%以上在烏克蘭生產，烏克蘭將永遠需要自己的強大武器，才能夠擁有強大的國家，始終需要自己的技術優勢，以便在面對俄羅斯的攻擊時作出反應。烏克蘭國會以357票贊成批准總統澤連斯基延長戒嚴令的動議，並以346票贊成批准澤連斯基延長動員令的動議，5月9日起戒嚴和動員令將延長90日至2025年8月7日。
烏克蘭外交部發言人泰克伊表示，自3月與美國同意全面能源停火以來，俄羅斯已經違反停火30多次，烏克蘭已經定期限夥伴國家和國際組織提供相關違規行為的證據，並表示在過去24小時俄羅斯已經違反停火，包括襲擊尼古拉耶夫州和赫爾松州的變壓器以及波爾塔瓦州的輸電線路。
烏克蘭總檢察長辦公室表示，4月11日在頓涅茨克州羅茲多爾內附近3名烏克蘭士兵被俄羅斯俘虜，其中1名手無寸鐵的士兵被俄軍槍殺。
烏克蘭國家安全局表示，拘留9名俄羅斯聯邦安全局招募成為特工的烏克蘭人，包括5名14至15歲未成年人，涉嫌聽從俄羅斯指示在四個地區策劃恐怖襲擊，使用炸藥炸毁住宅區和軍事設施。烏克蘭國防部情報總局表示，3月份俄羅斯幾個地區的鐵路火災有所增加，包括莫斯科、薩馬拉州和特維爾州的6輛牽引機車車輛，以及馬里埃爾共和國、斯達夫波爾和克拉斯諾亞爾斯克邊疆區的9個鐵路訊號、集中和聯絡裝置。
烏克蘭副總理兼經濟部長斯維裡登科表示，美國和烏克蘭談判代表在礦產交易談判中取得「重大進展」，感謝雙方的談判人員，協議將在「不久將來」完成。國際通訊社「彭博社」引述不具名消息報道，特朗普政府已將其與烏克蘭的礦產協議尋求的援助回報從3千億美元降至1千億美元。財政部長貝森特認為協議已經取得重大進展，最早可能在本週簽署。烏克蘭能源部長哈魯申科表示，烏克蘭尋求美國支援，以重新控制俄佔扎波羅熱核電站並啟動聯合能源專案。烏克蘭與美國有共同利益，將核電站置於烏克蘭的控制之下，並開始該核電站的運營，並為之間的合作帶來新機會，例如電力出口。重新啟動核電站可以在烏克蘭的長期重建中發揮關鍵作用。強調允許俄羅斯保持對核電站的控制將是全球核安全的徹底災難。
俄佔頓涅茨克法院以殘忍對待平民，以及出於政治和意識形態受行為動機進行謀殺的罪行，判處3名烏克蘭亞速營戰俘監禁23年零9個月到24年。俄羅斯莫斯科法院表示，拘留在烏克蘭入侵俄羅斯庫爾斯克地區期間擔任庫爾斯克州長的阿列克謝·斯米爾諾夫和前副州長阿列克謝·德多夫，涉嫌挪用被分配給庫爾斯克州用於加強與烏克蘭邊境建設防禦工事的1,200萬美元預算。
美國國務卿盧比歐表示，關閉國務院負責打擊虛假資訊的辦公室，理由是對言論自由和美國公民權益造成影響，減少花費納稅人的金錢，辦公室協助打擊俄羅斯關於全面入侵烏克蘭的虛假資訊。美國政府表示，總統特朗普延長對俄羅斯和附屬船隻的制裁。美國駐聯合國經濟及社會理事會代理代表施裡爾表示，美國投票反對聯合國大會關於聯合國與歐洲委員會合作的決議，原因是決議中有關俄羅斯戰爭的措辭不當。關於烏克蘭戰爭的反覆言論「無助於推進和平事業」，維護國際和平與安全，包括透過和平解決爭端，是聯合國成立的首要目標，美國支持為持久解決烏克蘭戰爭所做的努力。決議最終仍獲得通過，只有9個國家投反對票，包括美國、俄羅斯、白俄羅斯、厄立特里亞、剛果、馬利、尼加拉瓜、尼日和蘇丹。
歐盟外交與安全政策發言人希佩爾表示，歐盟正在考慮向烏克蘭派遣軍事顧問，為烏克蘭軍隊組織軍事培訓，但目前主要觀點是盡可能支援烏克蘭，並加強烏克蘭軍隊。
丹麥皇家陸軍司令博伊森表示，丹麥武裝部隊計劃派遣沒有武裝裝備的士兵前往烏克蘭西部訓練中心參加短期培訓課程，學習無人機作戰戰術，不會涉及直接戰鬥，計劃應烏克蘭武裝部隊總司令瑟爾斯基邀請而發起。
南韓國防分析研究所公布報告顯示，北韓向俄羅斯供應的軍事支援已經為北韓賺取2百多億美元，大部份收入來自大規模炮彈供應，在2023年8月至2025年3月期間，北韓向俄羅斯運送超過1萬5千8百個貨櫃彈藥，衛星影象顯示，俄羅斯船隻進行64次航行，可能運送420萬至580萬發彈藥。報告表明，北韓更希望「實物和技術援助」，因此得到俄羅斯先進的武器和軍事技術，以加強國防工業並支援其長期戰略目標。
美國傳媒「華盛頓郵報」報道美國總統特朗普提名埃德·馬丁出任美國哥倫比亞特區檢察官，但報道指出馬丁在2016至2024年期間曾經出現在俄羅斯國營傳媒RT電視台和俄羅斯衛星通訊社高達150次，期間經常在相關傳媒上發表與俄羅斯官方敘述一致的觀點，包括呼應俄羅斯對北約和烏克蘭的不滿，曾經在2022年俄羅斯全面入侵烏克蘭前九天，在RT電視台上表示沒有證據表明俄羅斯在烏克蘭邊境集結部隊，並指責美國官員無視俄羅斯的安全關切。

## 4月17日

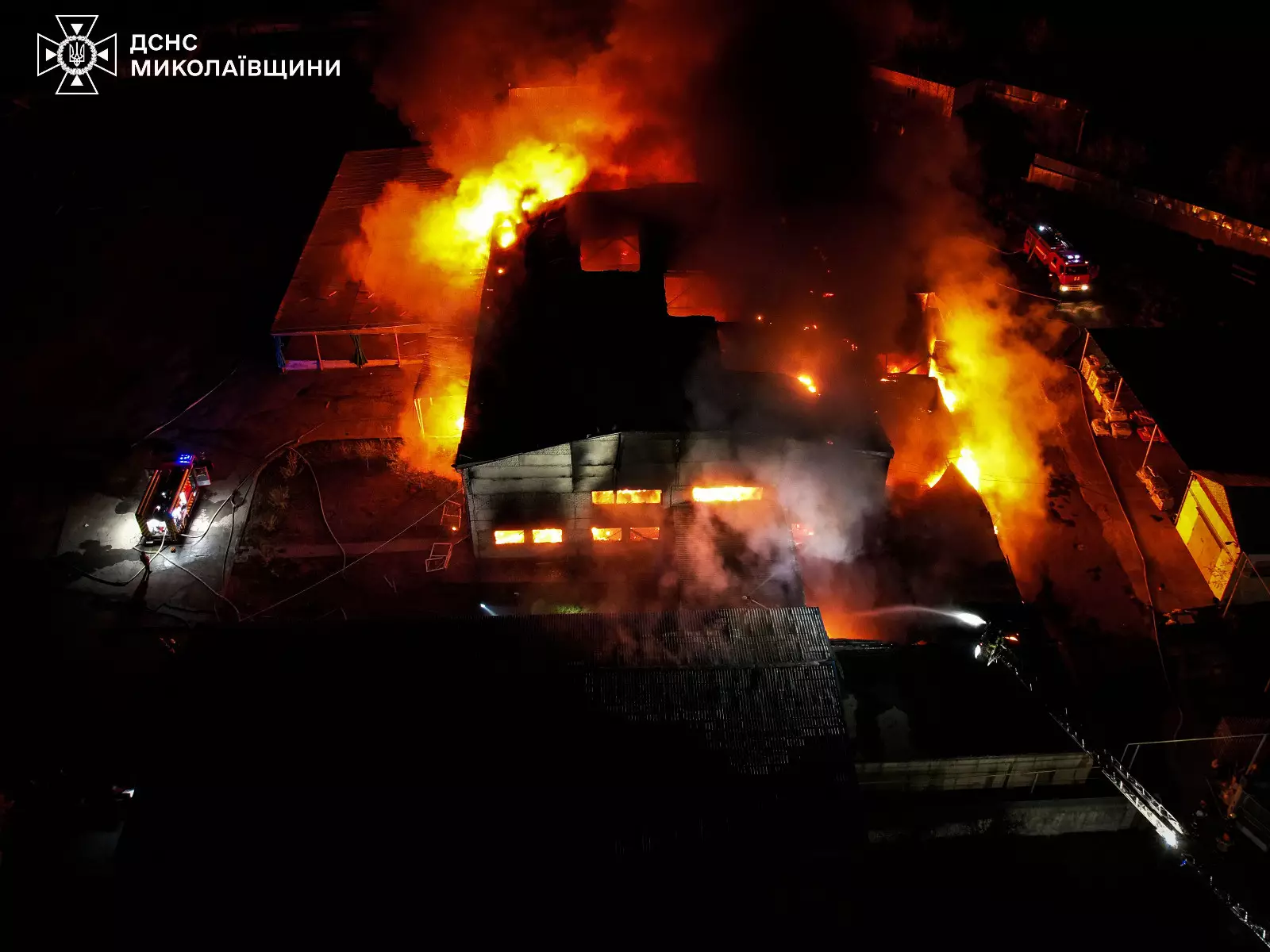
俄軍襲擊尼古拉耶夫市後

烏克蘭地方政府表示，截至17日上午9時，俄羅斯在過去24小時內襲擊赫爾松、蘇梅、尼古拉耶夫、第聶伯羅彼得羅夫斯克、頓涅茨克、盧甘斯克、切爾卡瑟、哈爾科夫、扎波羅熱和切爾尼戈夫等地，至少造成5名平民死亡，68名平民受傷。烏克蘭空軍表示，俄羅斯午夜至凌晨期間，對烏克蘭發動大規模無人機襲擊，俄軍從羅斯托夫州2枚伊斯坎德爾-M彈道導彈、俄佔扎波羅熱發射3枚S-300/400防空導彈，從俄佔克里米亞、庫爾斯克、米勒羅沃、濱海阿赫塔爾斯克發射75架見證者-136無人機和不明型號無人機，防空系統在東部、北部、中部和南部地區擊落25架無人機。另有30架無人機因電子戰措施，未能擊中目標。第聶伯羅彼得羅夫斯克州長表示，俄羅斯炮擊尼科波爾市，至少造成2名平民死亡，5名平民受傷。
烏克蘭武裝部隊總參謀部表示，自全面入侵以來，俄羅斯在烏克蘭損失937,440名士兵，過去一天俄軍有1,230人傷亡，累計損失10,654輛坦克、22,217輛裝甲戰鬥車輛、44,642輛車輛和油箱、26,442門火砲系統、1,366套多管火箭系統、1,135套防空系統、370架飛機、335架直升機、32,837架無人機、3,145枚巡弋飛彈、28艘船隻和1艘潛艦等。烏克蘭總統澤連斯基表示，烏克蘭國民警衛隊第14切爾沃納·卡利納旅在頓涅茨克州波克羅夫斯克附近擊退俄羅斯的進攻，殺死約2百名俄羅斯士兵，摧毀115個俄羅斯軍事裝備。武裝部隊總司令瑟爾斯基表示，最近幾周，烏軍奪回頓涅茨克州波克羅夫斯克地區烏達奇內、科特林和舍甫琴科附近的約16平方公里領土，每日在頓涅茨克州波克羅夫斯克地區阻止俄羅斯約30次襲擊，為俄軍帶來重大損失。
烏克蘭傳媒「基輔獨立報」引述烏克蘭軍方消息報道，烏克蘭無人機連續第二日攻擊在13日發射導彈攻擊烏克蘭蘇梅市造成嚴重傷亡的伊凡諾沃州舒亞市俄羅斯第112飛彈旅的軍事基礎設施。
烏克蘭總統澤連斯基引述烏克蘭情報部門消息表示，俄羅斯可能在4月20日慶祝東正教復活節前後對烏克蘭能源設施發動大規模襲擊，儘管面對恐懼和俄羅斯的攻擊，烏克蘭仍然設法渡過了冬天沒有停電，並保護電力系統，讚揚相關方面的人員。另外澤連斯基表示，已經掌握中國向俄羅斯提供武器和彈藥的證據，將會在下星期公布，指出中國政持續向俄羅斯提供火炮，並參與俄羅斯境內部份武器生產工作。又表明烏克蘭不會透過談判放棄其領土，並駁斥美國總統中東問題特使威特科夫在與俄羅斯總統普京會晤後發表的言論，相信威特科夫已經採納俄方的策略，無論有意無意，都在傳播俄羅斯的敘事。我認為他沒有任何權力談論烏克蘭領土問題，這些土地屬於烏克蘭的人民，屬於我們的國家，也屬於烏克蘭的子孫。目前正在討論無條件停火，在此之前不會討論領土問題，烏克蘭的立場和紅線便是不會承認任何暫時佔領的領土屬於俄羅斯。警告俄羅斯對和平不感興趣，並繼續準備發動新的軍事攻勢。澤連斯基回應美國總統特朗普早前對13日俄羅斯對蘇梅市嚴重致命襲擊作出的回應，特朗普形容襲擊是錯誤，澤連斯基則指出襲擊是故意及謀殺，針對的是市中心，而不是前線，使用導彈襲擊市中心沒有任何理由。並感謝美國國務卿盧比歐公開譴責襲擊，指出美國政府對俄羅斯的態度變得溫和，似乎認為這種外交手段有助於結束戰爭。此外，澤連斯基會見到訪的美國共和黨眾議員布萊恩·菲茨派翠克。澤連斯基感謝對方的到訪，菲茨派翠克則重申對烏克蘭的支援，形容為烏克蘭而戰定義了共同的價值觀。
烏克蘭總統辦公室主任葉爾馬克、外交部長西比哈和國防部長烏梅羅夫到訪法國巴黎，討論對烏克蘭的安全保證，並與願意和能夠提供安全保障的國家代表舉行雙邊和多邊會議，包括法國、英國和德國。葉爾馬克表示，法國正安排烏克蘭代表與正在訪問法國的美國國務卿盧比歐和美國總統中東特使威特科夫會談。美國國務院發言人布魯斯表示，美國國務卿盧比歐等代表在法國會見烏克蘭代表團與歐洲代表提出達致烏克蘭持久和平的綱要，盧比歐亦致電俄羅斯外交部長拉夫羅夫交代細節。法國外交部巴羅表示，歐洲、烏克蘭和美國官員在法國的會談首次談及歐洲在談判桌上的作用，三方代表已同意下星期在英國倫敦舉行另一場會議，繼續討論烏克蘭的安全保證和停火，表明烏克蘭已經同意實現全面、徹底和無條件的停火，但目前俄羅斯尚未同意。
烏克蘭副總理兼經濟部長斯維裡登科表示，美國和烏克蘭簽署一份礦產協議的諒解備忘錄，兩國其後將繼續完成工作，敲定協議文本，並交由兩國國會討論及批准。美國總統特朗普表示，烏克蘭和美國可能會在24日簽署礦產協議。
俄羅斯駐聯合國大使涅邊賈表示，俄羅斯試圖對能源基礎設施進行有限停火，但烏克蘭方面沒有遵守，因此現階段討論在烏克蘭實現全面停火是不現實。
烏克蘭國家安全局表示，拘捕2024年10月因爆出貪腐醜聞而請辭職的基輔市國家管理局副局長沃洛季米爾·普羅科皮夫涉嫌在2022年5至6月期間組織非法將30名適齡服役男性轉移到歐洲的計劃。
美國總統特朗普在白宮會見意大利總理梅洛尼時表示，本星期將很快收到來自俄羅斯的消息，對此拭目以待，希望盡快停止死亡和殺戮，自己不是烏克蘭總統澤連斯基的「忠實粉絲」，自己不會認為澤連斯基做了偉大的工作，但亦認為澤連斯基不需要為戰爭負責，重申如果當時自己在任，俄羅斯對烏克蘭的戰爭就不會發生。梅洛尼則表示，一直共同捍衛烏克蘭的自由，呼籲美國和歐洲共同努力停止俄羅斯對烏克蘭的戰爭，以建立公正和持久的和平。
俄羅斯獨立媒體Mediazona與BBC新聞俄語根據公共來源，包括訃告、親屬、地區媒體和地方當局的報道，確認自2022年2月俄羅斯全面入侵烏克蘭以來，101,833名俄羅斯陣亡士兵的名字，近4,897名軍官在烏克蘭的戰鬥中喪生，至少有16,331名從監獄招募的囚犯、24,800名志願者和11,784名動員士兵在戰爭中死亡，而實際數字可能更高。
德國政府表示，已經向烏克蘭提供新一批軍事援助，包括IRIS-T防空系統和愛國者導彈以及軍事車輛和彈藥。
法國法院允許烏克蘭國營天然氣和石油公司在法國境內執行海牙國際常設仲裁法院2023年的裁決，裁決認定俄羅斯2014年對克里米亞的非法吞併後，非法奪取烏克蘭天然氣和石油公司的資產，需要賠償50億美元，法國法院判決允許公司在法國境內展開法律追償工作，包括扣押俄羅斯國家資產。
國際通訊社「路透社」引述俄羅斯政府內部文件報道，俄羅斯克里姆林宮計劃利用2024年10月收購由美國商人擁有的食品公司「Glavproduct」扣押的資產，以確保未來向俄羅斯國防部和國民警衛隊供應的穩定，該公司是俄羅斯全面入侵烏克蘭以來，西方企業出售資產離開俄羅斯中唯一一間被俄羅斯收購的美國公司。

## 4月18日
烏克蘭地方政府表示，截至18日上午9時，俄羅斯在過去24小時內襲擊赫爾松、蘇梅、尼古拉耶夫、第聶伯羅彼得羅夫斯克、頓涅茨克、盧甘斯克、切爾卡瑟、哈爾科夫、扎波羅熱和切爾尼戈夫等地，至少造成11名平民死亡，124名平民受傷。烏克蘭空軍表示，俄羅斯午夜至凌晨期間，對烏克蘭發動大規模無人機襲擊，俄軍從俄佔克里米亞1枚伊斯坎德爾-M彈道導彈、從俄佔扎波羅熱發射5枚伊斯坎德爾-K彈道導彈，從庫爾斯克、米勒羅沃發射37架見證者-136無人機和不明型號無人機，防空系統在各地擊落23架無人機和3枚伊斯坎德爾-K彈道導彈。另有10架無人機因電子戰措施，未能擊中目標。哈爾科夫市長表示，俄軍在耶穌受難日上午對哈爾科夫使用裝配集束彈藥的彈道導彈，破壞20多幢公寓、30多幢房屋以及民用基礎設施，至少造成1名平民死亡，120名平民受傷，包括8名兒童。蘇梅州政府表示，俄軍襲擊科諾託普的能源設施，導致當地和附近地區停電停水。
烏克蘭武裝部隊總參謀部表示，自全面入侵以來，俄羅斯在烏克蘭損失938,970名士兵，過去一天俄軍有1,530人傷亡，累計損失10,662輛坦克、22,257輛裝甲戰鬥車輛、44,954輛車輛和油箱、26,530門火砲系統、1,367套多管火箭系統、1,136套防空系統、370架飛機、335架直升機、33,065架無人機、3,145枚巡弋飛彈、28艘船隻和1艘潛艦等。
監測組織「DeepState」表示，俄軍正在鞏固在頓涅茨克州卡利諾夫的戰力，準備向斯塔拉米科拉伊夫卡推進並打通前往康斯坦丁諾夫卡的道路。
烏克蘭總統澤連斯基簽署法令，對俄羅斯和中國39個個人和60個實體實施制裁，包括演員、歌手、運動員和參與軍事生產的公司，涉嫌公開支援俄羅斯對烏克蘭的侵略和為俄羅斯提供武器。
烏克蘭政府公布17日與美國簽署的礦產協議諒解備忘錄的細節，備忘錄中概述礦產協議內容，為建立聯合重建投資基金奠定基礎，並作為兩國之間經濟夥伴關係的一部份。烏克蘭總理什梅米爾將在21日到訪美國，與美國財政部長貝森特就協議條款進行最後談判，技術性談判將在26日前完成，並在26日後簽署協議。文本強調美國尊重烏克蘭加入歐盟的努力和履行國際金融機構的義務，指出礦產協議不會與烏克蘭加入歐盟的道路相衝突。同時備忘錄承認烏克蘭過去自願交出世界第三大核武器庫，為全球安全作出貢獻。備忘錄沒有提及任何美國對烏克蘭的潛在安全保障。
烏克蘭戰俘待遇協調總部表示，在烏克蘭國家安全局、內政部、國家緊急服務局和武裝部隊以及國際紅十字會的協助下，成功設法從庫拉霍韋、波克羅夫斯克、巴赫穆特、武赫萊達爾、盧甘斯克、蘇梅、哈爾科夫和扎波羅熱地區，尋回909名在與俄羅斯作戰中陣亡的烏克蘭士兵遺體。
俄羅斯聯邦安全局表示，拘留一名受烏克蘭國家安全局指示收集情報和策劃恐怖襲擊的白俄羅斯公民，涉嫌收集俄羅斯黑海艦隊和武裝部隊在克拉斯諾達爾邊疆區的部署。
俄羅斯總統新聞秘書佩斯科夫表示，和談已取得進展，但與美國的接觸相當困難，俄羅斯努力在確保自身利益的同時致力結束衝突，仍然願意與美國對話。佩斯科夫指出，烏克蘭違反能源設施停火協議，但俄羅斯仍然對協議持正面態度，暫停打擊能源基礎設施的30天協議亦已正式屆滿，並表明俄羅斯尚未宣布進一步措施。
俄羅斯聖彼得堡一家法院判處19歲的達裡婭·科茲列娃涉嫌抵毀俄軍，包括在紀念碑上貼上一首烏克蘭詩人塔拉斯·舍甫琴科「我的遺囑」的詩句「哦，埋葬我，然後站起來/打破你沉重的鎖鏈/用暴君的鮮血澆灌/你獲得的自由。」監禁2年8個月。科茲列娃在接受自由歐洲電台採訪時稱表示，俄羅斯在烏克蘭的戰爭是殘忍和犯罪。在庭上科茲列娃為自己的行為辯護，自己只是朗誦一首詩，並粘貼一段烏克蘭語引文。當時檢察官要求判處6年徒刑。
美國總統特朗普表示，如果任何一方使美國需要非常困難地解決戰爭問題，美國準備停止調解努力，形容造成這種困難的人愚蠢和可怕。美國副總統萬斯訪問義大利期間表示，美國仍希望俄羅斯能結束對烏克蘭的全面戰爭，並向意大利總理梅洛尼介紹過去24小時俄羅斯和烏克蘭之間談判的情況。仍然對結束這場殘酷戰爭感到樂觀。美國國務卿盧比歐表示，美國總統特朗普有興趣達成協議，但仍然有其他優先事項，如果沒有達成協議的曙光，美國將在接下來幾日停止與烏克蘭和俄羅斯之間的和平協議談判。烏克蘭戰爭是一件可怕的事情，但不是美國的戰爭，美國花費三年時間和數十億美元支援烏克蘭，但現在美國需要關注其他事情。
國際通訊社「彭博社」引述歐洲消息報道，美國在17日與烏克蘭和歐洲代表在巴黎的會議中提出一份「持久和平框架」協議草案，明顯較有利於俄方，包括要求俄烏雙方馬上無條件海陸空停火，允許俄羅斯繼續控制佔領的烏克蘭領土、放寬對俄制裁，以及烏克蘭放棄加入北約。另外引述美國政府消息報道，美國準備承認俄羅斯對克里米亞的控制權，作為俄羅斯和烏克蘭之間更廣泛的和平協議的一部分。美國傳媒「華爾街日報」引述消息報道，17日在法國的會談中，美國代表向烏克蘭與法國分享監測烏克蘭潛在停火的概念草案。
中國外交部發言人林建駁斥烏克蘭總統澤連斯基17日聲稱已掌握證據顯示中國國向俄羅斯供應武器的指控，形容是毫無根據，指出中國從未將任何一方提供致命武器。
烏克蘭航空公司「SkyUp」表示，開辦來往摩爾多瓦首都基希訥烏和法國巴黎航線上的定期航班，是自俄羅斯全面入侵烏克蘭以來，烏克蘭領空關閉，航空公司撤出烏克蘭後首次開辦航線。

## 4月19日
烏克蘭地方政府表示，截至19日上午9時，俄羅斯在過去24小時內襲擊赫爾松、蘇梅、尼古拉耶夫、第聶伯羅彼得羅夫斯克、頓涅茨克、盧甘斯克、切爾卡瑟、哈爾科夫、扎波羅熱、敖德薩和切爾尼戈夫等地，至少造成6名平民受傷。烏克蘭空軍表示，俄羅斯午夜至凌晨期間，對烏克蘭發動大規模無人機襲擊，俄軍從俄佔克里米亞發射3枚伊斯坎德爾-M彈道導彈、2枚縞瑪瑙超音速反艦導彈和3枚Kh-31P導彈，從庫爾斯克、米勒羅沃、俄佔克里米亞和普里莫爾斯科-阿赫塔爾斯基區發射87架見證者-136無人機和不明型號無人機，防空系統在各地擊落33架無人機。另有36架無人機因電子戰措施，未能擊中目標。
烏克蘭武裝部隊總參謀部表示，自全面入侵以來，俄羅斯在烏克蘭損失940,150名士兵，過去一天俄軍有1,180人傷亡，累計損失10,676輛坦克、22,266輛裝甲戰鬥車輛、45,162輛車輛和油箱、26,600門火砲系統、1,368套多管火箭系統、1,139套防空系統、370架飛機、335架直升機、33,176架無人機、3,148枚巡弋飛彈、28艘船隻和1艘潛艦等。總統澤連斯基引述武裝部隊總司令瑟爾斯基的報告表示，烏軍在俄羅斯別爾哥羅德州推進，加強控制區，並繼續在庫爾斯克州的行動，保持目前的陣地。
俄羅斯總統普京宣佈，出於人道主義考慮，下令在烏克蘭參與「特別軍事行動」的俄軍從莫斯科時間今日下午6時，即格林威治標準時間下午3時起，直至莫斯科時間星期日午夜，即格林威治標準時間星期日晚上9時，停止攻擊和任何軍事行動，作為復活節停火行動，期間俄軍準備好擊退敵人可能違反停戰和挑釁的任何侵略行動。認為烏克蘭方面將會仿效宣布停火。英國BBC俄語頻道引述前線烏克蘭軍官消息報道，俄羅斯總統普京宣佈「復活節停戰」後不久，烏軍被命令停止向俄羅斯陣地開火。部隊被命令記錄俄羅斯任何違反停火行為的照片和影片證據，並在必要時還擊。其後烏克蘭總統澤連斯基表示，如果俄羅斯認真停止攻擊，烏克蘭準備遵守停火，但如果俄羅斯違反停火將做出回應。並且提出如果俄羅斯能夠在整個復活節週末保持全面停火，烏克蘭希望將停火延長30天。否則將顯示俄羅斯的真正意圖，30個小時的停火足以作為頭條新聞，但不能作為真正的建立信任措施，30天則可以給和平一個機會。但在晚間講話中澤連斯基表示，俄羅斯在宣佈停火後並未停止烏克蘭陣地的炮擊和無人機襲擊，反映了俄羅斯對停火的態度。烏克蘭外交部長西比哈表示，對普京的說法持懷疑態度，提請注意俄羅斯繼續拒絕美國提議的30天完全停火，而烏克蘭自3月11日以來一直支持相關提議，現在普京已經發表所謂的停火，只是30小時而不是30天。烏克蘭對俄羅斯言論與行動不一致的情況擁有豐富的經驗。
烏克蘭總統澤連斯基表示，在阿拉伯聯合大公國協助斡旋下，與俄羅斯進行交換戰俘，277名烏克蘭士兵返回烏克蘭，當中包括負責保衛亞速鋼鐵廠、馬裡烏波爾、頓內茨克、盧甘斯克、赫爾松、札波羅熱等其他前線地區的士兵。澤連斯基在復活節活動上表示，俄軍對基督教會和信徒構成最大的威脅，至少有67名烏克蘭牧師和僧侶被俄羅斯佔領者殺害或遭受酷刑，640個宗教場所被摧毀，其中大部分是基督徒，烏克蘭將會重建這些宗教設施和解救被俄羅斯囚禁的宗教人士。
烏克蘭國家安全委員會秘書柯斯登柯表示，如果與俄羅斯的戰爭在2025年8月結束，烏克蘭國會將可能安排根據法律取消戒嚴，但如果在8月後，現時的戒嚴法令可能已經延長90天，需要總統和國會重新審理和批准。
英國外交部回應俄羅斯總統普京宣佈復活節停火時表示，烏克蘭已承諾全面停火，敦促俄羅斯跟從，停火將有助於透過談判實現公正持久的和平。現在是普京透過結束可怕的入侵來表明其對和平的認真態度。義大利外交部敦促俄羅斯為實現和平採取更重要的步驟，當普京必須下定決心暫停這場他發動的戰爭時，俄羅斯將如何履行短暫的停戰仍不清楚。但他必須積極回應美國總統特朗普的要求，並使真正的停火成為可能。和平必須是公正的，並且隨著時間的推移而持久。

## 4月20日
烏克蘭地方政府表示，截至20日上午9時，俄羅斯在過去24小時內襲擊赫爾松、蘇梅、尼古拉耶夫、第聶伯羅彼得羅夫斯克、頓涅茨克、盧甘斯克、切爾卡瑟、哈爾科夫、扎波羅熱和切爾尼戈夫等地，至少造成3名平民死亡，9名平民受傷。其中赫爾松州長表示，在俄羅斯宣布停火後，當地時間下午6時、晚上7時5分和12分左右，俄軍對赫爾松、烏羅扎因和斯坦尼斯拉夫的部分地區進行有針對性的無人機襲擊。
烏克蘭武裝部隊總參謀部表示，自全面入侵以來，俄羅斯在烏克蘭損失941,100名士兵，過去一天俄軍有950人傷亡，累計損失10,677輛坦克、22,271輛裝甲戰鬥車輛、45,274輛車輛和油箱、26,649門火砲系統、1,368套多管火箭系統、1,139套防空系統、370架飛機、335架直升機、33,240架無人機、3,148枚巡弋飛彈、28艘船隻和1艘潛艦等。烏克蘭第13國民警衛隊表示，俄軍利用所謂的復活節臨時停火來增援陣地，並為在哈爾科夫州的再次襲擊做準備。
烏克蘭總統澤連斯基表示，已聽取武裝部隊總司令瑟爾斯基的匯報，從19日下午6時俄羅斯宣布的停火時間開始，到今日晚上8時，俄軍共對烏克蘭各地進行1,355次炮擊和67次進攻，使用673架無人機。烏克蘭正在記錄俄羅斯違反其自稱在復活節期間全面停火承諾的每一次事件，並準備向合作伙伴提供必要的資訊。形容要麼普京沒有完全控制其軍隊，要麼證明俄羅斯無意為結束戰爭做出真正的行動，只對有利的公關報道感興趣。再次呼籲俄羅斯「真正承諾停火」30天，而不僅僅是在復活節假期。澤連斯基晚上表示，烏克蘭提議放棄對民用基礎設施進行遠端無人機和導彈打擊，為期30天，並有可能延長。如果俄羅斯不同意這樣的安排，將證明其只想繼續做破壞人民生活和繼續戰爭。
烏克蘭總統澤連斯基發表復活節文告，強調希望和韌性的重要性，復活節象徵著希望，提醒烏克蘭人即使在黑暗時期，生命會戰勝邪惡。烏克蘭人民已經經歷超過1,152天的戰爭，面對巨大的痛苦，並在暴力中質疑自己的信仰。團結和共同價值觀為烏克蘭人提供支持和韌性，培養同情心和人性。對彼此的信念和集體力量對於忍受困難、向前邁進至關重要。為那些無法與家人團聚的人祈禱，為在前線的捍衛者以及所有烏克蘭人的安康祈禱。我們可以在日常生活的小瞬間、關係和文化遺產中找到力量，這些都激勵著我們堅持下去。最終，精神的勝利是比武器的勝利更為重要，這將引領烏克蘭走向希望的未來。呼籲為烏克蘭建立持久和平，迴響著復活節重生和團結的主題。
烏克蘭克里米亞游擊隊「阿泰什」表示，俄羅斯當局4月初下令要求在我佔克里米亞各地的軍事設施加強安全措施，所有休假暫停，黑海艦隊高級軍官家人在最近幾星期內先後離開克里米亞，形容艦隊正處於恐慌。
俄羅斯總統新聞秘書佩斯科夫表示，俄羅斯總統普京沒有下令將「復活節停火」延長到4月21日午夜之後，對於停火亦沒有其他命令。
烏克蘭國防部情報總局表示，曾在烏克蘭為俄羅斯僱傭兵組織「瓦格納集團」工作的傭兵是俄羅斯克里姆林宮提出的戰俘交換請求名單中的首要對象之一，另外來自特定地區和服務部門的士兵亦是首要交換名單。
烏克蘭外交部批評美國傳媒「霍士新聞」在播放世界各地復活節禮拜錄影，包括俄羅斯總統普京在莫斯科參加禮拜、烏克蘭教會禮拜以及梵蒂岡聖伯多祿大殿外情況時，錯誤將烏克蘭教會禮拜標示在俄羅斯基輔市舉行，要求就將烏克蘭首都標示為俄羅斯城市而道歉。烏克蘭總統澤連斯基表示，自俄羅斯宣布復活節停火以來，俄羅斯在前線多次違反停火，重點應該放在向莫斯科施壓，要求其真正致力於全面停火，而不是廣播俄羅斯宗教儀式。
美國總統特朗普表示，希望俄羅斯和烏克蘭在下週達成和平協議，將能夠與美國做大生意，並且發達。美國國務院發言人布魯斯表示，美國的目標是在烏克蘭實現「全面停火」，超越俄羅斯總統普京宣布的短暫「復活節停火」，並且希望停火延長至星期日之後。
捷克外交部長利帕夫斯基表示，俄羅斯總統普京宣佈在復活節期間暫時停火，只是「媒體噱頭」，形容就像在早餐和午餐之間絕食，但偷偷吃糖果一樣，而俄羅斯亦未能貫徹執行自己宣布的停火，表明普京蔑視和平程序。

## 4月21日
烏克蘭地方政府表示，截至21日上午9時，俄羅斯在過去24小時內襲擊赫爾松、蘇梅、尼古拉耶夫、第聶伯羅彼得羅夫斯克、頓涅茨克、盧甘斯克、切爾卡瑟、哈爾科夫、扎波羅熱、敖德薩和切爾尼戈夫等地，至少造成3名平民死亡，7名平民受傷。烏克蘭空軍表示，俄羅斯凌晨2時起至上午9時，對烏克蘭發動無人機和導彈襲擊，俄軍從俄佔克里米亞發射1枚縞瑪瑙超音速反艦導彈和2枚Kh-31P導彈，從庫爾斯克、米勒羅沃、俄佔克里米亞和普里莫爾斯科-阿赫塔爾斯基區發射96架見證者-136無人機和不明型號無人機，防空系統在各地擊落42架無人機。另有47架無人機因電子戰措施，未能擊中目標。敖德薩市長表示，俄軍深夜對敖德薩市發動大規模無人機襲擊，至少造成3名平民受傷。
烏克蘭武裝部隊總參謀部表示，自全面入侵以來，俄羅斯在烏克蘭損失941,770名士兵，過去一天俄軍有670人傷亡，累計損失10,679輛坦克、22,273輛裝甲戰鬥車輛、45,324輛車輛和油箱、26,659門火砲系統、1,368套多管火箭系統、1,139套防空系統、370架飛機、335架直升機、33,270架無人機、3,148枚巡弋飛彈、28艘船隻和1艘潛艦等。總參謀部表示，烏克蘭空軍19日襲擊俄羅斯庫爾斯克州特特基諾村附近一個無人機發射場，造成多達20名無人機操作員死亡。武裝部隊總司令瑟爾斯基表示，俄軍正加緊努力，將烏軍趕出庫爾斯克地區，並佔領蘇梅邊境地區，烏軍再次以積極行動挫敗俄軍發動的進攻。烏克蘭國家邊防部隊表示，俄羅斯在所謂復活節停火期間減少使用空中炸彈，但在停火開始後仍然持續攻擊。
俄羅斯國防部表示，俄軍在復活節停火後恢復敵對行動，部隊襲擊蘇梅州赫梅利夫卡村、哈爾科夫州庫皮揚斯克鎮、扎波羅熱州諾沃達尼利夫卡村、赫爾松州波尼亞蒂夫卡村以及頓涅茨克州幾個定居點附近的烏克蘭軍隊。
烏克蘭總統澤倫斯基表示，從19日下午6時俄羅斯宣布的停火時間開始，到今日凌晨約2時，俄軍共對烏克蘭各地進行1,882次炮擊和96次進攻，使用950架無人機。形容事實上在前線的所有主要方向上，俄羅斯都沒有遵守自己的承諾。澤連斯基在與英國首相施紀賢通話後表示，烏克蘭、英國、法國和美國的代表將於23日在倫敦舉行會議，繼續就俄羅斯對烏克蘭戰爭的潛在停火進行談判，烏克蘭準備盡可能建設性向前邁進，實驗無條件停火，然後建立真正持久和平。澤連斯基在晚間講話中表示，烏克蘭仍然正在等待俄羅斯就烏克蘭提出對民用基礎設施停火30天的提案作出明確答覆。
俄羅斯總統普京表示，願意與烏克蘭舉行雙邊會談以推進停火協議。俄羅斯總統新聞秘書佩斯科夫表示，普京願意與烏克蘭就不攻擊平民目標問題，包括雙方行動進行談判和討論。
俄羅斯總統新聞秘書佩斯科夫表示，對於有傳媒報道，美國將會提出和平協議中包括排除烏克蘭加入北約的內容，對此符合俄羅斯的觀點，並滿足要求。
烏克蘭國家安全局表示，拘留1名烏克蘭女子涉嫌與俄羅斯聯邦情報部門合作，針對烏克蘭西部的軍用機場發動導彈和無人機襲擊，其提供的資訊允許俄軍在烏克蘭人員和裝備最集中的時候發動襲擊，並攻擊烏克蘭的防空系統。另拘留5名被指控傳播親俄宣傳和公開為俄羅斯軍隊犯下的戰爭罪辯護的人，包括在俄羅斯全面入侵烏克蘭後被取締的「納什」黨前成員，涉嫌管理一個Facebook群組，並利用群組傳播有關烏軍的虛假資訊，美化俄羅斯總統普京，並破壞烏克蘭的國防努力。
烏克蘭國會外交事務委員會主席梅列日科表示，如果美國特朗普政府所提出的和平議案內容與近日傳媒傳出正式承認克里米亞屬於俄羅斯相同，所帶來的後果比起1938年慕尼黑會議正式承認納粹德國吞併捷克斯洛伐克的蘇台德地區更嚴重，形容將會是一場巨大的醜聞。
俄羅斯國營傳媒報道，具有烏克蘭血統的俄羅斯記者巴拉巴希涉嫌在社群媒體發布多則貼文散播有關俄羅斯武裝部隊的「虛假資訊」而被軟禁，當局本月13日透過電子監控系統得知其失蹤，已通緝巴拉巴希。
俄羅斯莫斯科法院裁定美國網絡公司「Google」旗下「YouTube」一段影片，揭示在全面入侵中喪生的俄羅斯士兵傷亡數字和個人資訊。涉及違反限制訪問俄羅斯法律必須限制的資訊的程式，罰款約4萬5千美元。
美國總統特朗普表示，美國分別與烏克蘭和俄羅斯進行非常好的會議，預計將會在未來幾日能夠透露細節，並且非常有機會達成停火。
美國傳媒「華爾街日報」引述消息報道，美國上星期在巴黎與烏克蘭和歐洲代表的會議中提出和平協議的框架，預計美國將在本週的倫敦會議中提出相關協議，屆時烏克蘭將需要面臨回應美國關於結束與俄羅斯戰爭的提案的壓力，提案包括美國承認俄羅斯2014年吞併克里米亞並禁止烏克蘭加入北約的可能性。
獨立傳媒「莫斯科時報」引述知情人士報道，俄羅斯官員正討論與美國進行「大交易」，包括興建一座150層高的摩天大樓，並命名為莫斯科特朗普大樓計劃，安排美國總統特朗普親自出席動工儀式，作為恢復與美國合作的提案。

## 4月22日
烏克蘭地方政府表示，截至22日上午9時，俄羅斯在過去24小時內襲擊赫爾松、蘇梅、尼古拉耶夫、第聶伯羅彼得羅夫斯克、頓涅茨克、盧甘斯克、切爾卡瑟、哈爾科夫、扎波羅熱、敖德薩和切爾尼戈夫等地，至少造成5名平民死亡，16名平民受傷。烏克蘭空軍表示，俄羅斯午夜至凌晨期間，對烏克蘭發動無人機襲擊，俄軍從布良斯克、庫爾斯克、米勒羅沃、俄佔克里米亞和普里莫爾斯科-阿赫塔爾斯基區發射54架見證者-136無人機和不明型號無人機，防空系統在各地擊落38架無人機。另有16架無人機因電子戰措施，未能擊中目標。扎波羅熱州表示，俄軍上午11時40分左右使用2枚KAB炸彈襲擊扎波羅熱，一枚擊中扎波羅熱住宅區一座基礎設施，另一枚擊中一座多層住宅樓，至少造成1名平民死亡，38名平民受傷，包括5名兒童。赫爾松市政府表示，中午左右俄羅斯使用無人機襲擊赫爾松市中心一個喪禮遊行隊伍和附近醫院，至少造成6名平民受傷。哈爾科夫州長表示，俄羅斯使用無人機襲擊庫皮揚斯克鎮，至少造成7名平民受傷。
烏克蘭武裝部隊總參謀部表示，自全面入侵以來，俄羅斯在烏克蘭損失943,060名士兵，過去一天俄軍有1,130人傷亡，累計損失10,683輛坦克、22,296輛裝甲戰鬥車輛、45,458輛車輛和油箱、26,689門火砲系統、1,368套多管火箭系統、1,140套防空系統、370架飛機、335架直升機、33,388架無人機、3,148枚巡弋飛彈、28艘船隻和1艘潛艦等。烏克蘭第66獨立機械化旅發言人表示，部署頓涅茨克州萊曼區的俄軍違反復活節停火，在停火期間烏軍遭到大規模炮火，俄軍亦利用停火重新集結，並在停火結束後不久發動大規模的步兵攻擊。
俄羅斯國防部表示，距離烏克蘭邊境約530公里位於弗拉基米爾州，全俄最大武器庫之一的俄羅斯火箭炮兵裝備總局第51軍械庫發生爆炸，引發大火。聲稱事故原因是由於處理爆炸物時違反安全規定。
烏克蘭總統澤連斯基表示，烏克蘭在任何情況下都不會承認俄羅斯對克里米亞的佔領，這種情況違反烏克蘭憲法，克里米亞是屬於烏克蘭人民的領土，克里米亞問題出現在談判中只會進入俄羅斯想要達到的局面，延長戰爭令所有協議不能夠迅速達成。烏克蘭不希望美國退出關於結束俄羅斯全面入侵的和談，形容是一個非常危險的時刻，真的希望總統特朗普支援烏克蘭，並對俄羅斯施加壓力。強調烏克蘭是美國的盟友，而俄羅斯是敵人。
烏克蘭外交部表示，已經召見中國駐烏克蘭大使馬勝坤，要求回應有中國公民在俄羅斯一處無人機生產基地工作，並可能使用中國無人機技術，期間直接拿出證據支持相關指控。烏克蘭外交部副部長佩列比尼斯強調，中國公民與侵略國俄羅斯一起參與針對烏克蘭的敵對行動，以及中國公司參與在俄羅斯生產軍事裝備的行為非常令人擔憂，有悖於烏中兩國的夥伴關係精神。
烏克蘭國家安全局表示，已正式指控俄羅斯東正教14位高級大主教和大主教參與非法佔領俄佔地區上的烏克蘭東正教教堂，監督將迪贊高爾、別爾江斯克、羅韋尼基和赫爾松教區併入俄羅斯東正教，使用莫斯科任命公開支援戰爭並推動克里姆林宮宣傳的神職人員取代當地的宗教領袖。
俄佔扎波羅熱地區一間法院裁定，2名當地居民涉嫌向烏軍捐款，犯下叛國罪罪成，判處兩人在普通刑罰殖民地監獄監禁14年。
美國國務院發言人布魯斯證實，國務卿魯比歐和總統中東問題特使威特科夫均不會出席在英國倫敦舉行的烏克蘭和平談判。
歐盟外交與安全政策高級代表卡拉斯表示，歐盟永遠不會承認克里米亞屬於俄羅斯的一部份，認為俄羅斯非法吞併克里米亞，舉行虛假公投，所有做法均違反國際法，認為美國應該考慮俄羅斯施加壓力，而不是滿足克里姆林宮的要求。
法國外交部長巴羅表示，俄羅斯總統普京所謂的「復活節停火」只是一場旨在安撫美國總統特朗普的「魅力攻勢」，旨在防止特朗普變得不耐煩或心煩意亂。
瑞士經濟部表示，已採取措施令基於俄羅斯入侵烏克蘭而實施的制裁，與歐盟的最新制裁保持一致，針對俄羅斯8間國營傳媒以及158個個人和組織實施制裁。
聯合國秘書長發言人杜加里克表示，由於雙方繼續戰鬥，俄羅斯宣佈的復活節停火未能成立。再次呼籲根據相關的聯合國決議、國際法和烏克蘭的領土完整結束這場戰爭。
英國傳媒「金融時報」引述消息人士報道，俄羅斯總統普京已經向美國提出凍結目前戰線。
美國傳媒「華盛頓郵報」引述消息報道，特朗普政府解僱一名負責收集俄羅斯在全面對烏克蘭發動全面戰爭期間犯下戰爭罪行資料的協調員，解散由一名協調員主管的司法部戰爭罪問責小組，並解散一項扣押受制裁的俄羅斯寡頭資產的計劃。

## 4月23日
烏克蘭地方政府表示，截至23日上午9時，俄羅斯在過去24小時內襲擊赫爾松、蘇梅、尼古拉耶夫、第聶伯羅彼得羅夫斯克、頓涅茨克、盧甘斯克、切爾卡瑟、哈爾科夫、扎波羅熱、波爾塔瓦、敖德薩和切爾尼戈夫等地，至少造成4名平民死亡，88名平民受傷。烏克蘭空軍表示，俄羅斯午夜至凌晨期間，對烏克蘭發動無人機襲擊，俄軍從布良斯克、庫爾斯克、米勒羅沃、俄佔克里米亞和普里莫爾斯科-阿赫塔爾斯基區發射134架見證者-136無人機和不明型號無人機，防空系統在各地擊落67架無人機。另有147架無人機因電子戰措施，未能擊中目標。第聶伯羅彼得羅夫斯克州州長表示，俄軍上午對馬爾加涅茨發動無人機襲擊，至少造成9名平民死亡，42名平民受傷。
烏克蘭武裝部隊總參謀部表示，自全面入侵以來，俄羅斯在烏克蘭損失944,270名士兵，過去一天俄軍有1,210人傷亡，累計損失10,691輛坦克、22,307輛裝甲戰鬥車輛、45,621輛車輛和油箱、26,774門火砲系統、1,368套多管火箭系統、1,141套防空系統、370架飛機、335架直升機、33,526架無人機、3,148枚巡弋飛彈、28艘船隻和1艘潛艦等。
俄羅斯國防部表示，防空系統下午12時20分左右在韃靼斯坦擊落1架烏克蘭無人機。俄羅斯獨立傳媒「Astra」報道，烏克蘭無人機襲擊俄羅斯韃靼斯坦的阿拉布加經濟特區無人機工廠。烏克蘭武裝部隊總參謀部表示，使用無人機襲擊距離烏克蘭邊境1千多公里的俄羅斯無人機生產設施，該設施每日生產多達300架無人機。
烏克蘭總統澤連斯基表示，烏克蘭堅持立即、全面和無條件停火，和平努力越緊張，俄羅斯的攻擊便加劇，美國早前提出的30天停火提案絕對有可能，但前提是俄羅斯同意並停止殺戮。強調在烏克蘭呼籲停火的同時，俄羅斯繼續對烏克蘭城市發動致命襲擊，造成平民傷亡慘重。烏克蘭將始終按照烏克蘭憲法行事，並引用美國總統特朗普第一任期期間，時任國務卿蓬佩奧在2018年7月發佈的「克里米亞宣言」中表明俄羅斯2014年入侵烏克蘭和吞併克里米亞，破壞民主國家的共同國際原則，即任何國家都不能透過武力改變另一國家的邊界。
烏克蘭總理什梅米爾到訪美國，會見美國財政部長貝森特，討論烏克蘭與美國之間的經濟合作以及討論兩國未來礦產協議中的重要政治部份，並呼籲美國加強對俄羅斯的能源制裁，
烏克蘭外交部長西比哈和國防部長烏梅羅夫在英國倫敦會見英國外交大臣林德偉和國防大臣賀理安。繼22日美國國務院證實國務卿魯比歐和總統中東問題特使威特科夫不會出席24日在倫敦舉行的烏克蘭和平談判後，英國、法國、德國和烏克蘭亦分別表示只會派遣其他高級官員出席會議，各國外長不會出席。其後，西比哈表示，與烏梅羅夫和總統辦公室主任葉爾馬克一同在倫敦會見美國總統烏克蘭問題特使凱洛格，商討烏克蘭的和平之路。葉爾馬克在會面後重申立即、徹底和無條件停火是開始實現公正和持久和平的第一步，強調烏克蘭將捍衛主權和領土完整。美國總統烏克蘭問題特使凱洛格會後則表示，呼籲盡快達成和平協議結束俄羅斯對烏克蘭的戰爭，總統特朗普的指令是停止殺戮，實現和平，並將美國放在第一位，又形容自己與烏克蘭代表的會議積極。
烏克蘭副總理斯維裡登科表示，烏克蘭不會接受一項將俄羅斯重新集結以進行進一步攻擊的機會的和平協議，並將全面停火視為「必要的第一步」，烏克蘭代表團在倫敦與合作伙伴會面時重申原則立場，烏克蘭準備談判，但不會投降。
俄羅斯總統新聞秘書佩斯科夫表示，如果烏克蘭同意從目前控制的俄羅斯吞併四州剩餘領土撤軍，並放棄加入北約的野心等，在烏克蘭的戰爭將立即結束，但重申烏克蘭及其盟友一再拒絕有關條件。
美國總統特朗普在社交平台批評烏克蘭總統澤連斯基表明，基輔不會承認俄羅斯佔領克里米亞是煽動性言論，將會令烏俄達成和平協議變得更困難。指出烏克蘭多年前就已經失去克里米亞，現在甚至不值得討論。沒有人要求澤連斯基承認克里米亞是俄羅斯領土，但反問若果澤連斯基想要克里米亞，為什麼烏克蘭在11年前沒有為之而戰，而是沒打一槍一彈就移交給俄羅斯。特朗普重申，非常接近達成結束戰爭的協議，認為澤連斯基試圖阻止烏克蘭境內的殺戮，讓這場戰爭難以解決。在橢圓形辦公室回應提問時表示，已經與俄羅斯達成協議，但亦必須與烏克蘭達成協議，認為對付烏克蘭總統澤連斯基可能更容易，但目前為止情況艱難。又表示自己在5月訪問中東後，很快便會與俄羅斯總統普京會面。另外再回答記者提問時拒絕評論是否希望烏克蘭承認克里米亞屬於俄羅斯領土，表明自己只是想看到戰爭結束，不在乎其他。美國副總統萬斯表示，美國就和平協議向俄羅斯和烏克蘭提出非常明確的提案，雙方將不得不放棄其控制的部分領土，最終的邊界可能不完全遵循目前的前線，但強調目前有必要放下武器並凍結戰爭，並再次警告如果交戰方拒絕，美國可能會放棄和平努力。美國國務卿盧比歐否認美國傳媒「Politico」的報道，報道指出盧比歐與美國總統中東問題特使威特科夫因放寬對俄羅斯北溪2號天然氣管道和其他能源資產的制裁發生衝突，盧比歐否認相關報道，並表示威特科夫從未放寬制裁與其進行對話。美國白宮新聞秘書萊維特表示，烏克蘭總統澤連斯基在結束俄羅斯對烏克蘭戰爭的和談中朝着錯誤方向前進，是前總統奧巴馬放棄克里米亞任由俄羅斯在2014年接管，因此總統特朗普並沒有要求烏克蘭承認克里米亞被俄羅斯控制。
中國外交部發言人郭家坤指責烏克蘭22日傳喚中國駐烏克蘭大使出示中國參與俄羅斯戰爭的證據要求解釋的指控，是毫無根據的指責和政治操縱。
美國傳媒「Axios」引述知情人士報道，美國特朗普政府在結束俄烏戰爭的最終提案中，包括在法律上承認俄羅斯對克里米亞的控制，以及事實上承認俄羅斯對其他被佔烏克蘭領土的控制，阻止烏克蘭加入北約，但允許加入歐盟，解除自2014年以來對俄羅斯的制裁，並加強美國和俄羅斯之間更深入的能源和經濟合作。作為回報，美國向烏克蘭承諾，由歐洲國家和非歐洲的志同道合國家提供「強而有力的安全保證」。計劃將需要烏克蘭和總統澤連斯基作出重大讓步。新聞通訊社「路透社」引述不具名外交訊息報道，美國在結束俄烏戰爭的最終提案中，沒有要求削減烏克蘭的軍事能力，亦不反對在烏克蘭建立歐洲維和部隊。
俄羅斯獨立傳媒「重要故事」公布調查顯示，發現至少來自48個國家約1千5百名外國僱傭兵，加入俄軍對烏克蘭作戰，其中603人為尼泊爾公民、斯里蘭卡和吉爾吉斯各64人、中國51人、塔吉克61人、烏茲別克和白俄羅斯各71人等。表明實際數字可能更高。

## 4月24日
烏克蘭地方政府表示，截至24日上午9時，俄羅斯在過去24小時內襲擊赫爾松、蘇梅、尼古拉耶夫、第聶伯羅彼得羅夫斯克、頓涅茨克、盧甘斯克、切爾卡瑟、哈爾科夫、扎波羅熱、基輔、赫梅利尼茨基、日托米爾和切爾尼戈夫等地，至少造成13名平民死亡，97名平民受傷。烏克蘭空軍表示，俄羅斯午夜至凌晨期間，對烏克蘭發動大規模導彈和無人機襲擊，俄軍從布良斯克、沃羅涅日、庫爾斯克地區發射11枚伊斯坎德爾-M/KN-23彈道導彈，從俄佔頓涅茨克地區發射6枚伊斯坎德爾-K巡航導彈，從黑海發射12枚口徑巡航導彈，從別爾哥羅德地區上空使用戰機發射4枚Kh-59/Kh-69航空導彈，從薩拉托夫地區上空使用圖-95MS戰略轟炸機發射37枚Kh-101巡航導彈，從布良斯克、庫爾斯克、米勒羅沃、俄佔克里米亞和普里莫爾斯科-阿赫塔爾斯基區發射145架見證者-136無人機和不明型號無人機，防空系統在各地擊落64架無人機、7枚伊斯坎德爾-M/KN-23彈道導彈、31枚Kh-101巡航導彈、6枚口徑巡航導彈和4枚Kh-59/Kh-69航空導彈。另有68架無人機因電子戰措施，未能擊中目標。
烏克蘭總檢察長辦公室表示，俄羅斯凌晨期間對基輔發動大規模導彈和無人機襲擊，至少造成12名平民死亡，87名平民受傷，包括6名兒童。烏克蘭總統澤連斯基表示，擊中當地的彈道導彈由北韓製造，指責兩國合作推進致命技術並對平民發動戰爭。
烏克蘭武裝部隊總參謀部表示，自全面入侵以來，俄羅斯在烏克蘭損失945,330名士兵，過去一天俄軍有1,060人傷亡，累計損失10,694輛坦克、22,312輛裝甲戰鬥車輛、45,755輛車輛和油箱、26,823門火砲系統、1,369套多管火箭系統、1,141套防空系統、370架飛機、335架直升機、33,660架無人機、3,148枚巡弋飛彈、28艘船隻和1艘潛艦等。
烏克蘭總統澤連斯基到訪南非，會晤總統拉馬福薩和其他非洲國家代表，並表示期望南非有意義地參加國際聯盟，協助遣返數以千計被俄羅斯綁架的烏克蘭兒童。澤連斯基訪問南非期間，俄羅斯對烏克蘭發動大規模空襲，其中至少在基輔造成8名平民死亡，70多名平民受傷。澤連斯基會唔拉馬福薩後，縮短訪問行程，立即返回烏克蘭。另外澤連斯基表示已經將400名被俄羅斯綁架的烏克蘭兒童名單交給拉馬福薩，希望拉馬福薩能夠協助他們返回烏克蘭。拉馬福薩則強調通往和平的唯一途徑是外交、包容性對話和對聯合國憲章的承諾。澤連斯基在記者會上表示，烏克蘭願意在潛在停火後與俄羅斯進行談判，已經是烏克蘭的重大妥協，任何與烏克蘭的價值觀和憲法相矛盾的內容都不能在任何協議中出現，重申烏克蘭遭到攻擊，領土被佔領，數萬人被殺，不少兒童和成人遭到活埋，烏克蘭願意在烏克蘭土地上組織這一切的恐怖分子完全停火後坐在談判桌上，已經是很大的妥協。透過西方制裁等對俄羅斯施加更大的國際壓力，將使烏克蘭和俄羅斯更接近全面、無條件的停火。示已經將歸還被俄羅斯綁架的烏克蘭兒童以及平民和戰俘交換是基輔的主要優先事項。此外指出俄羅斯預計23日在倫敦舉行的和平談判會演變成一場重大醜聞，但烏克蘭及其盟友卻表現出為和平努力的共同承諾。重申烏克蘭不會在壓力下就其領土完整進行談判。澤連斯基在接受訪問時表示，希望世界共同的理解是俄羅斯是侵略者，烏克蘭正在抵禦俄羅斯的戰爭，並沒有發動戰爭，相信俄羅斯是敵人，美國是一個真正的朋友。感謝美國作為阻止俄羅斯戰爭的調解人，但強調烏克蘭將美國視為盟友。希望與特朗普進行更有意義的對話，並指出烏克蘭希望與美國建立「戰略合作伙伴關係」。
俄羅斯外交部長拉夫羅夫表示，和平談判正在朝著正確的方向發展，但指出具體要點仍然需要定義。俄羅斯聯邦安全理事會秘書長、前國防部長紹伊古表示，俄羅斯保留在面對對「不可友好行動」時對歐洲使用核武器的權利，又表示任何部署到烏克蘭監察停火的歐洲維和部隊均會被克里姆林宮視為挑釁。
烏克蘭內政部副部長季姆琴科表示，2023年8月在俄佔烏克蘭地區失蹤及後在俄羅斯囚禁中死亡的烏克蘭記者維多利亞·羅什奇娜，遺體已於2月下旬帶回烏克蘭，並已經透過DNA測試確認身份。
俄羅斯軍事法院裁定，曾在烏克蘭作戰的俄羅斯第58集團軍伊萬·波波夫少將涉嫌盜取用於俄佔扎波羅熱地區建造防禦工事的1,700公噸金屬，被判處監禁5年和剝奪軍銜。波波夫在庭上申請前往烏克蘭前線以換取無需到監獄服刑，但遭到法庭駁回。
烏克蘭政府表示，2024年7月與債權人就國債達成的協議，令烏克蘭避免違約，並繼續為抵禦俄羅斯全面戰爭提供資金，相關協議即將到期，目前未能與債權人就重組約26億美元債務達成新協議，意味烏克蘭可能不得不在5月下旬拖欠約6億美元債務。烏克蘭政府承諾會繼續與債權人接觸，並尋找其他重組債務方案。
美國總統特朗普在社交網站表示，對俄羅斯對基輔的襲擊感到不滿意，認為沒有必要而且時機非常糟糕，敦促俄羅斯總統普京停止襲擊和立即完成和平協議。在與挪威首相史托爾會面期間表示，強烈地認為俄羅斯和烏克蘭都想要和平，但雙方必須回到談判桌，自己已經為敲定結束戰爭的協議設定最後期限。被問及俄羅斯迄今為止為實現更接近和平的目標做出哪些讓步時表示，俄羅斯停止戰爭，不去佔領整個烏克蘭，是相當大的讓步。指出俄羅斯不是和平的障礙，但如果俄烏不能達成協議，願意對莫斯科施加更大壓力。
法國總統馬克龍表示，美國對烏克蘭戰爭和平談判停滯不前的憤怒應該只針對俄羅斯總統普京，而不是烏克蘭，法國繼續歡迎美國外交的努力，但強調需要回顧事實。法國的立場是明確且不會改變，繼續根據國際法支援主權和領土完整，繼續捍衛烏克蘭人民在其領土和國際公認的邊界內和平生活的權利。
波蘭總統杜達表示，任何一方都難以宣稱自己贏得這場戰爭，烏克蘭必須做出一些妥協才能與俄羅斯達成和平協議，而只有美國才有能力結束俄羅斯在烏克蘭的戰爭，同時對俄羅斯施壓是實現持久和平的唯一方法，但警告這對雙方來說都不會舒服。
英國傳媒「金融時報」引述不具名西方官員消息報道，美國特朗普政府已經獲歐洲盟友知會不會支持美國在法律上承認俄羅斯對克里米亞的控制，亦不會向烏克蘭施壓以要求接受這一舉動。另外引述消息報道，北約秘書長呂特將與美國國防部長赫格塞斯、國務卿盧比歐和國家安全顧問沃爾茲會面，敦促美國不要向烏克蘭施壓，迫使其接受一項有利於俄羅斯的和平協議，將強調對烏克蘭施加的任何方案，特別是與俄羅斯要求一致的解決方案，只會鼓勵俄羅斯的侵略，並進一步破壞地區穩定。
國際通訊社「彭博社」引述知情人士消息報道，美國總統中東問題特使威特科夫將在25日與俄羅斯總統普京的會議中，要求俄羅斯承認烏克蘭維持裝備精良的武裝部隊和國防工業的主權權利，作為任何和平協議的一部分。這一要求將直接挑戰俄羅斯的要求之一，烏克蘭實現非軍事化。
美國傳媒「有線電視新聞網」引述多國消息報道，美國的歐亞盟友正在為美俄重啟談判作做準備，並擔心該計劃會發出危險的信號，並對特朗普政府提出的結束烏克蘭戰爭的框架越來越擔憂，框架將允許俄羅斯保留大片被佔領的烏克蘭領土，威脅到國際法的完整性。關係到各國的生存以及國家為自身獨立所採取的任何保障措施。

## 4月25日
烏克蘭地方政府表示，截至25日上午9時，俄羅斯在過去24小時內襲擊赫爾松、蘇梅、尼古拉耶夫、第聶伯羅彼得羅夫斯克、頓涅茨克、盧甘斯克、切爾卡瑟、哈爾科夫、扎波羅熱和切爾尼戈夫等地，至少造成8名平民死亡，22名平民受傷。烏克蘭空軍表示，俄羅斯午夜至凌晨期間，對烏克蘭發動無人機襲擊，俄軍從布良斯克、庫爾斯克、米勒羅沃、俄佔克里米亞和普里莫爾斯科-阿赫塔爾斯基區發射103架見證者-136無人機和不明型號無人機，防空系統在各地擊落41架無人機。另有40架無人機因電子戰措施，未能擊中目標。烏克蘭第聶伯羅彼得羅夫斯克州州長表示，俄軍使用無人機襲擊巴甫洛赫拉德市，至少造成3名平民死亡，包括1名兒童，15名平民受傷，包括3名兒童。
烏克蘭武裝部隊總參謀部表示，自全面入侵以來，俄羅斯在烏克蘭損失946,500名士兵，過去一天俄軍有1,170人傷亡，累計損失10,703輛坦克、22,315輛裝甲戰鬥車輛、45,906輛車輛和油箱、26,895門火砲系統、1,372套多管火箭系統、1,144套防空系統、370架飛機、335架直升機、33,779架無人機、3,196枚巡弋飛彈、28艘船隻和1艘潛艦等。
烏克蘭總統澤連斯基表示，俄羅斯在24日大規模襲擊期間向基輔發射的北韓製彈道導彈中，包含至少116個來自多個國家的部件，其中大部分由美國公司製造。認為對俄羅斯仍然缺乏足夠的壓力，仍然能夠進口導彈和其他武器並在歐洲使用。對北韓及其同夥亦缺乏足夠的壓力，讓他們有能力生產彈道導彈。又指出烏克蘭及其盟友正在研究為烏克蘭設立類似北約第5條共同防禦條款的可能性。同意美國總統特朗普的講法，烏克蘭的而且確沒有足夠的武裝力量奪回克里米亞，因此克里米亞的歸還只能透過外交途徑，烏克蘭只有在實現無條件全面停火後，才會就領土問題進行談判。
俄羅斯總統新聞秘書佩斯科夫表示，美國總統中東問題特使維特科夫在莫斯科會見俄羅斯總統普京。是今年內第4次、今個月內第2次。三小時的會議上討論俄羅斯和烏克蘭之間直接談判的可能性，將會談描述為「建設性和有用」，並表示有助於進一步拉近俄羅斯和美國在烏克蘭問題和其他幾個國際問題上的立場。根據俄羅斯和美國總統之間的協議，雙邊對話將繼續以最積極的方式進行，形容會議為穿梭外交的一部份。
烏克蘭基輔市長克里琴科表示，由於美國與莫斯科達成和平協議的壓力越來越大，烏克蘭可能被迫暫時將一些領土讓給俄羅斯，強調烏克蘭人永遠不會接受俄羅斯的佔領。
俄羅斯聯邦偵查委員會表示，俄羅斯武裝力量總參謀部作戰總局副局長莫斯卡利克在莫斯科以東的巴拉希哈市汽車爆炸中喪生。已對事件進行刑事立案。
烏克蘭國家安全局表示，在烏克蘭黑海水域扣留1艘俄羅斯影子艦隊船隻，涉嫌在2024年底從俄佔塞瓦斯托波爾港口裝載約5千噸被盜的烏克蘭小麥，並試圖透過懸掛亞洲國家國旗來掩飾。
美國總統特朗普重申認為烏克蘭加入北約的願望引發俄羅斯的全面入侵，並指出克里米亞將留在俄羅斯，烏克蘭總統澤連斯基和其他人都明白。在接受訪問時特朗普表示，競選期間表示能夠在24小時內結束俄羅斯在烏克蘭的戰爭是「比喻」和「開玩笑的誇大」。特朗普表示自己可能會在26日出席教宗方濟各葬禮時會見烏克蘭總統澤連斯基。雖然雙方都希望簽署，但美烏礦產協議的簽署需要押後至少三週，而與烏克蘭和俄羅斯的和平談判則順利進行。雙方非常接近達成協議，現在應該進行非常高級別會面以完成協議，大多數要點都已得到同意。
英國、法國、捷克、立陶宛、拉脫維亞、愛沙尼亞和烏克蘭國會外交委員會主席發表聯署信，敦促美國 總統特朗普結束對俄羅斯的「安撫政策」，並呼籲對俄羅斯採取「堅決立場」，強烈警告不要屈服於俄羅斯的勒索和欺騙。與「戰犯」普京談判顯然是徒勞，其主要目標是破壞和羞辱美國。呼籲所有國家確保將普京和所有參與其罪行的人繩之以法，呼籲美國和其他北約成員國毫不拖延地接納烏克蘭加入北約，並加快烏克蘭加入歐盟。絕不能重蹈1938年慕尼黑會議的覆轍，強調烏克蘭在主權和領土完整方面不能妥協，也不能被施加外部壓力。敦促歐洲沒收俄羅斯的凍結資產，並將其用於支援烏克蘭。
國際通訊社「路透社」引述消息報道，本週早些時候烏克蘭和歐洲官員向美國提交的和平提案中，包括美國在內的「強而有力的安全保證」，在實施空中、陸地和海上全面無條件停火之前，不會就領土讓步進行談判。只有在實現「可持續和平」後才放鬆對俄羅斯的制裁。路透社亦公布獲取的美國提議和平框架內容，包括三個部份，停火、領土和經濟，主要內容包括，雙方立即展開永久停火的技術實施談判，烏克蘭將由歐洲國家和願意擔保的非歐洲國家組成的臨時團體獲得強而有力的安全保障，而烏克蘭將不會尋求加入北約，但可以尋求加入歐盟。在領土方面，美國將在法律上承認俄羅斯對克里米亞的控制，事實上承認俄羅斯對盧甘斯克和的控制和扎波羅熱、頓內茨克和赫爾鬆部分地區的控制。烏克蘭可收復哈爾科夫州全部領土，並透過美國控制和管理，重新控制扎波羅熱核電廠以及卡霍夫卡大壩，電力將分配給雙方。另外烏克蘭享有第聶伯河暢通無阻的通行權，並控制出海口金伯恩沙嘴。在經濟方面，美國和烏克蘭將實施經濟合作和礦產協議，烏克蘭將進行全面重建並獲得經濟補償。自2014年以來俄烏衝突起對俄羅斯實施的制裁將被取消，美俄將在能源和其他工業領域的經濟合作。
英國傳媒「電訊報」引述消息報道，美國特朗普政府私下表示願意向擬議的由歐洲領導的「維和部隊」在烏克蘭的情報共享和後勤提供支援，但拒絕派遣美軍。而「泰晤士報」引述消息報道，美國總統特朗普堅持允許俄羅斯繼續保留對俄佔烏克蘭土地控制的計劃，但可以在承認俄羅斯對克里米亞的控制上更靈活。美國傳媒「紐約時報」則引述消息報道，白宮一直拒絕支持俄羅斯其中一個條件，烏克蘭從俄羅斯吞併的4個烏克蘭地區剩餘領土完全撤出的要求，認為這一要求不合理且無法實現。
俄羅斯獨立傳媒「重要故事」公佈調查顯示，美國中情局負責數字創新的副主任格洛斯與美國伊拉克戰爭退役士兵拉利之子麥可·格洛斯，加入俄羅斯第137梁贊空降團在烏克蘭作戰時死亡。

## 4月26日
烏克蘭地方政府表示，截至26日上午9時，俄羅斯在過去24小時內襲擊赫爾松、蘇梅、尼古拉耶夫、第聶伯羅彼得羅夫斯克、頓涅茨克、盧甘斯克、切爾卡瑟、哈爾科夫、扎波羅熱和切爾尼戈夫等地，至少造成3名平民死亡，25名平民受傷。烏克蘭空軍表示，俄羅斯午夜至凌晨期間，對烏克蘭發動無人機襲擊，俄軍從布良斯克、庫爾斯克、米勒羅沃、俄佔克里米亞和普里莫爾斯科-阿赫塔爾斯基區發射1枚縞瑪瑙超音速反艦導彈、2枚Kh-31P反雷達導彈和114架見證者-136無人機和不明型號無人機，防空系統在各地擊落66架無人機。另有31架無人機因電子戰措施，未能擊中目標。
烏克蘭武裝部隊總參謀部表示，自全面入侵以來，俄羅斯在烏克蘭損失947,610名士兵，過去一天俄軍有1,110人傷亡，累計損失10,711輛坦克、22,320輛裝甲戰鬥車輛、46,051輛車輛和油箱、26,965門火砲系統、1,372套多管火箭系統、1,145套防空系統、370架飛機、335架直升機、33,897架無人機、3,196枚巡弋飛彈、28艘船隻和1艘潛艦等。總參謀部表示，自去年烏軍開始在庫爾斯克地區行動以來，俄軍已損失62,400名士兵，其中25,200人死亡，36,200人受傷，另有983名士兵被俘。
戰場監測組織「DeepState」表示，烏軍仍在俄羅斯庫爾斯克州行動，俄軍幾乎完全奪回戈爾納爾村，並在烏軍一直駐守的奧列什尼亞附近獲得部分土地。非營利智庫「戰爭研究所」引述俄羅斯國防部消息報道，俄軍可能正準備在2025年夏季和秋季的進攻行動，將摩托車系統地納入進攻。

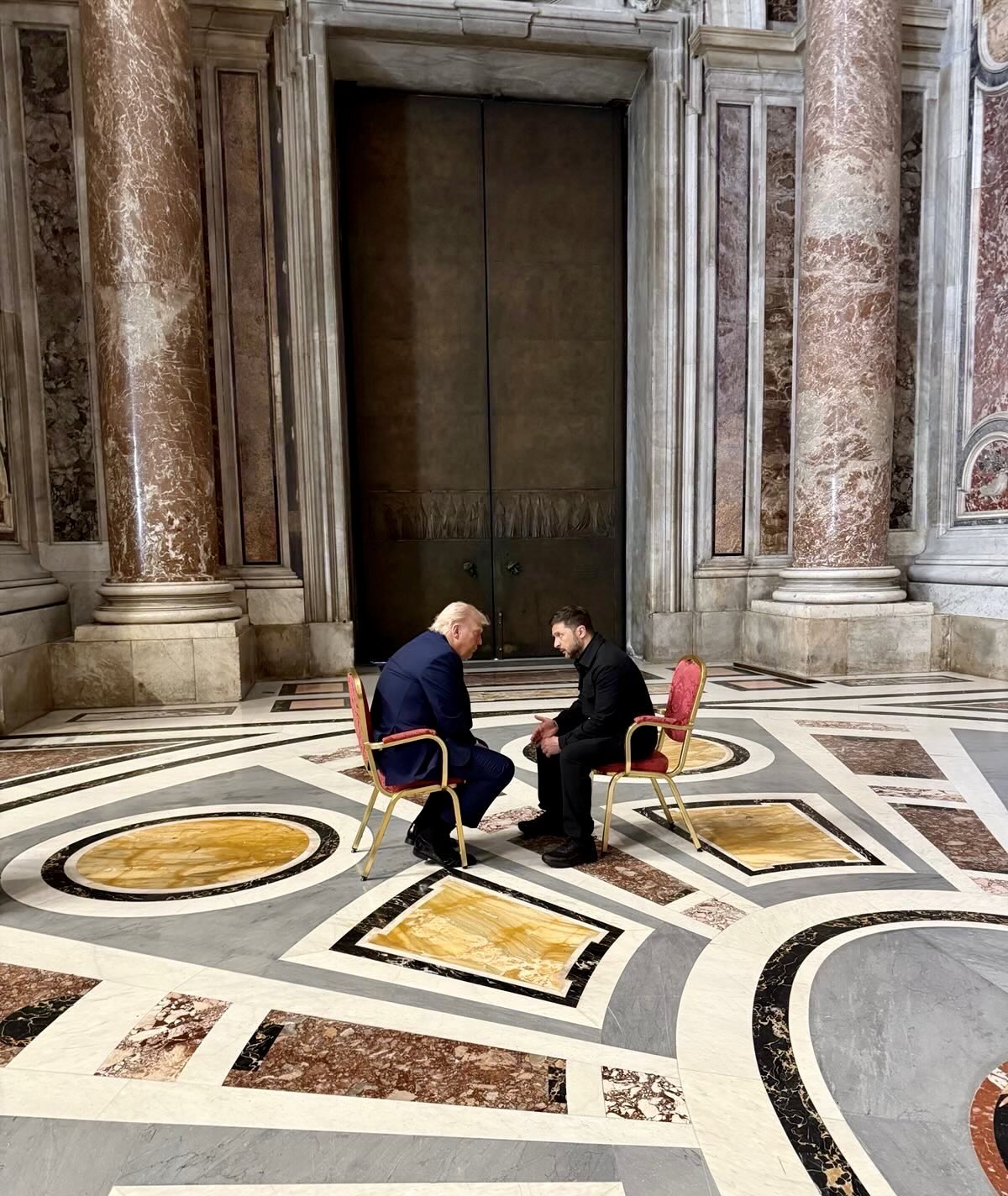
澤連斯基與特朗普單對單短暫會晤

烏克蘭總統澤倫斯基與夫人歐蓮娜抵達梵蒂岡出席教宗方濟各葬禮。澤連斯基表示，自己在出席葬禮期間，與美國總統特朗普單對單短暫會晤，形容會議愉快，涵蓋不少成果。美國白宮通訊聯絡辦公室主任張振熙表示，總統特朗普與澤連斯基私下進行非常富有成效的會談。亦是自特朗普和澤連斯基2月在白宮的爭吵會談後首次見面。其後2人亦與英國首相施紀賢及法國總統馬克龍在教堂內短暫會面。法國總統辦公室表示，4位領導人之間積極交流，馬克龍其後亦單獨會見澤連斯基。美國總統特朗普則在社交平台表示，普京沒有任何理由向平民區域、城市和城鎮發射導彈，質疑普京只是在利用自己，並且不想結束戰爭，或許必須通過金融領域的制裁或二級制裁措施來進一步向普京施壓。另外澤連斯基亦在梵蒂岡分別單獨會見英國首相施紀賢、意大利總理梅洛尼、歐盟委員會主席馮德萊恩和梵蒂岡國務卿帕羅林。
俄羅斯總統新聞秘書佩斯科夫表示，俄羅斯總統普京25日會見美國總統中東問題特使維特科夫時表示，準備「無條件」與烏克蘭進行談判。另外，佩斯科夫表示，總統普京聽取武裝部隊總參謀長格拉西莫夫有關重奪庫爾斯克地區行動的完成報告，稱俄軍已經完全奪回庫爾斯克州所有領土。期間，格拉西莫夫首次承認北韓士兵參與相關行動，讚揚他們堅韌和擁有的英雄主義。烏克蘭武裝部隊總參謀部否認相關說法並表示，烏克蘭在庫爾斯克地區的防禦行動仍在繼續，擊退俄軍5次地面攻擊，另一場衝突目前正在進行中。俄羅斯外交部長拉夫羅夫表示，俄羅斯從未收到由美國接管俄佔扎波羅熱核電站的提議，核電站現時由俄羅斯國營原子能公司營運，如果不是烏克蘭，經常試圖襲擊核電站，相關安全要求早已完全實施。目前核電站由國際原子能機構人員永久監測。
俄羅斯聯邦安全局表示，拘留1名「烏克蘭特工」，涉嫌與暗殺俄羅斯參謀部作戰總局副局長莫斯卡利克中將的汽車炸彈襲擊有關。
多個烏克蘭和俄羅斯傳媒報道，有份參與俄羅斯對烏克蘭電子系統現代化工作的工程師葉夫根尼·裡蒂科夫在18日於布良斯克一場汽車炸彈襲擊中死亡，其副手和助手均在襲擊中死亡。
愛沙尼亞總統卡里斯表示，在出席教宗方濟各葬禮儀式時與在身旁的美國總統特朗普交談，獲特朗普承諾不退出俄羅斯對烏克蘭戰爭的調解人角色。
國際刑警組織表示，調查顯示40多個國家約350名女性被誘騙到俄羅斯韃靼斯坦共和國阿拉布加經濟特區的無人機工廠工作，工廠計劃今年再引進8,500人。生產的無人機主要用於對烏克蘭的戰爭。
聯合國難民事務高级專員辦事處表示，由於資金損失重大，不得不減少對新流離失所的烏克蘭人提供的支援，部分在美國資金支援下實施的專案被擱置。

## 4月27日
烏克蘭地方政府表示，截至27日上午9時，俄羅斯在過去24小時內襲擊赫爾松、蘇梅、尼古拉耶夫、第聶伯羅彼得羅夫斯克、頓涅茨克、盧甘斯克、敖德薩、日托米爾、切爾卡瑟、哈爾科夫、扎波羅熱和切爾尼戈夫等地，至少造成6名平民死亡，28名平民受傷。烏克蘭空軍表示，俄羅斯午夜至凌晨期間，對烏克蘭發動無人機襲擊，俄軍從布良斯克、庫爾斯克、米勒羅沃、俄佔克里米亞和普里莫爾斯科-阿赫塔爾斯基區發射149架見證者-136無人機和不明型號無人機，防空系統在各地擊落57架無人機。另有67架無人機因電子戰措施，未能擊中目標。頓涅茨克州檢察官辦公室表示，上午俄軍對頓涅茨克州科斯蒂諾夫卡發動3次空襲，至少造成3名平民死亡，4名平民受傷。
烏克蘭武裝部隊總參謀部表示，自全面入侵以來，俄羅斯在烏克蘭損失948,640名士兵，過去一天俄軍有1,030人傷亡，累計損失10,719輛坦克、22,325輛裝甲戰鬥車輛、46,187輛車輛和油箱、27,007門火砲系統、1,373套多管火箭系統、1,145套防空系統、370架飛機、335架直升機、34,011架無人機、3,196枚巡弋飛彈、28艘船隻和1艘潛艦等。烏克蘭克里米亞游擊隊「阿泰什」表示，破壞俄佔盧甘斯克一條鐵路線，擾亂前往前線的軍事貨物運輸。烏克蘭國家邊防局表示，俄羅斯繼續部署小型攻擊團體滲透到蘇梅州的烏克蘭領土，以擴大前線地區。烏克蘭特種作戰部隊表示，在俄羅斯方面表示已經完全重奪庫爾斯克地區的同時，烏克第73海軍特種作戰中心特種部隊成功突襲俄羅斯在庫爾斯克州的陣地，俘虜2名俄羅斯士兵。
俄羅斯黑海艦隊第810旅代理指揮官向俄羅斯國營傳媒表示，在庫爾斯克地區作戰的烏克蘭武裝部隊分散團體和個人士兵很快會被消滅。與早前俄羅斯聲稱已完全奪回庫爾斯克領土相矛盾。
烏克蘭總統澤連斯基表示，俄羅斯正在欺騙美國和其他國家，以繼續延長在烏克蘭的全面戰爭。俄羅斯經常表示自己願意接受美國的提案，但同時並沒有表現出為停火作準備的跡象。烏克蘭在一個多月前同意美國全面停火三十天的提案，同時亦提出暫時停止攻擊民用基礎設施的方案，但均遭到俄羅斯拒絕。自相關停火建議提出以來，俄羅斯已經發射近8,500枚空中炸彈，200多枚各型號導彈以及3千架無人機。
烏克蘭空軍佩雷蒂亞特科中將表示，烏軍操作國家先進地對空防空系統在一次大規模空襲中在不足兩分鐘就擊落11枚俄羅斯巡航導彈，可能打破其他國家在重新裝彈速度方面的所有記錄。
美國總統特朗普表示，對俄羅斯總統普京未有停止攻擊烏克蘭非常失望，再次敦促普京接受停火協議。提到26日在梵蒂岡與烏克蘭總統澤連斯基短暫會面期間，澤連斯基提出烏克蘭需要更多武器，又認為對方準備放棄克里米亞。認為澤連斯基是冷靜的人，了解現時情況，並且想達成停火協議。

美國國務卿盧比歐表示，下週對於決定美國是否會繼續參與結束俄羅斯在烏克蘭戰爭的努力至關重要，必須決定是否要繼續參與努力，還是是時候將重點轉移到其他同樣重要的問題上。強調達成和平協議的前景比過去三年的任何時候都更近，但承認尚未達成最終協議，同時拒絕設定具體的最後期限。
美國參議院少數黨領袖、民主黨參議員舒默嚴厲批評總統特朗普對俄烏戰爭的處理手法，警告政府的做法正在損害美國的聯盟，並向對手展露弱點，如果特朗普退出，歐洲將如何再次信任我們，只會損害美國在歐洲的信譽，而且有可能損害美國在世界各地的信譽。表明美國很軟弱，向中國、北韓和伊朗的獨裁者發出訊號，即如果你站出來欺負特朗普，你就會得到你想要的。
德國國防部長皮斯托裡烏斯表示，即使美國削減援助，德國將繼續向烏克蘭提供軍事援助，並批評美國提議基輔將領土割讓給俄羅斯以換取和平，如果這樣在一年前，烏克蘭本可以透過投降來獨自完成。一個持久、值得信賴的停火或和平協議可能涉及領土讓步，但絕不能像美國總統特朗普的最新提案一樣讓步太多。
捷克國防部長切爾諾霍娃表示，截至4月底捷克領導為烏克蘭在歐盟境外購買炮彈的倡議，再向烏克蘭提供40萬發大口徑炮彈。

## 4月28日
烏克蘭地方政府表示，截至28日上午9時，俄羅斯在過去24小時內襲擊赫爾松、蘇梅、尼古拉耶夫、第聶伯羅彼得羅夫斯克、頓涅茨克、盧甘斯克、切爾卡瑟、哈爾科夫、扎波羅熱和切爾尼戈夫等地，至少造成6名平民死亡，13名平民受傷。烏克蘭空軍表示，俄羅斯午夜起對烏克蘭發動無人機襲擊，俄軍從庫爾斯克、米勒羅沃、奧廖爾發射166架見證者-136無人機和不明型號無人機，截止下午5時防空系統在各地擊落40架無人機。另有74架無人機因電子戰措施，未能擊中目標。
烏克蘭武裝部隊總參謀部表示，自全面入侵以來，俄羅斯在烏克蘭損失949,800名士兵，過去一天俄軍有1,160人傷亡，累計損失10,723輛坦克、22,338輛裝甲戰鬥車輛、46,292輛車輛和油箱、27,038門火砲系統、1,373套多管火箭系統、1,145套防空系統、370架飛機、335架直升機、34,083架無人機、3,196枚巡弋飛彈、28艘船隻和1艘潛艦等。烏克蘭空軍表示，上午在參與擊退俄羅斯無人機攻擊並向地面部隊提供空中支援的行動中，損失一架Su-27戰機，飛行員彈射逃生。
俄羅斯布良斯克州長表示，烏軍對當地發動大規模襲擊，防空系統攔截並摧毁102架無人機。烏克蘭國家安全和國防委員會成員表示，「身份不明」無人機襲擊俄羅斯軍工微電子生產工廠「Kremniy-El」。
俄羅斯克里姆林宮宣布，俄羅斯將於5月8日至11日紀念衛國戰爭勝利80周年期間在烏克蘭停火，俄軍會停止所有作戰行動，認為烏克蘭方面應仿效，又指如果烏克蘭方面違反停火，俄羅斯武裝力量將作出適當、有效的回應。俄羅斯總統新聞秘書佩斯科夫表示，即使俄羅斯繼續定期攻擊烏克蘭，俄羅斯仍然正在等待烏克蘭恢復雙邊和平談判的訊號。俄羅斯外交部長拉夫羅夫表示，俄羅斯堅持要求國際社會承認俄羅斯對克里米亞、頓涅茨克、盧甘斯克、扎波羅熱和赫爾松地區的完全控制，作為和平談判的條件。此外俄羅斯進入和談的條件還包括禁止烏克蘭加入北約、烏克蘭非軍事化以及修改烏克蘭法律以恢復俄語、俄羅斯文化和宗教組織的地位。這些內容均與俄羅斯全面入侵烏克蘭初期提出的要求相同。另外指出目前烏克蘭法律禁止與俄羅斯總統普京直接談判。
烏克蘭總統澤連斯基嚴厲批評俄羅斯總統普京將在勝利日進行的停火，形容是又一次試圖對美國主導的和平談判努力進行操縱。每個人都需要等到5月8日才能停火的主要原因只是為了讓普京的閱兵式能夠保持安靜。俄羅斯一直拒絕所有提議，並繼續操縱世界，試圖欺騙美國。嚴厲批評普京提出的短暫停火提議，並指出俄羅斯今日對平民目標的襲擊證明俄羅斯不想結束對烏克蘭的戰爭。重申全面停火的呼籲，停火不應該只是幾天，之後又恢復殺戮。停火必須是立即、全面、無條件，至少持續30天，以確保停火的安全和保障。呼籲國際社會加大對俄羅斯的壓力，迫使其停止戰爭。另外，澤連斯基表示，聽取烏克蘭對外情報局和烏克蘭國家安全局有關清除俄羅斯武裝部隊最高指揮部人員的匯報，並表示正義終將到來。今個月內俄軍總參謀部作戰總局副局長莫斯卡利克和俄羅斯電子戰系統開發者雷蒂科夫均在汽車炸彈襲擊中喪生。澤連斯基已與西班牙首相桑切斯聯絡，要求烏克蘭能源部長採取行動，以多年的戰爭和俄羅斯對烏克蘭能源系統的攻擊中，克服任何能源挑戰方面獲得豐富的經驗，幫助西班牙恢復電網，解決西班牙和葡萄牙經歷了前所未有的停電問題。
烏克蘭外交部長西比哈回應俄羅斯公布5月8-11日停火，質疑若俄羅斯真心想要和平，就應該立即實施停火，為何要等到5月8日，若現在就能停火，且不管從哪一天開始持續30天，這樣對和平的態度才是真的，而不只是為了紀念。烏克蘭已經準備好支持永久、持久與全面的停火。這就是烏克蘭不斷提倡的，至少要30天。
烏克蘭第聶伯羅彼得羅夫斯克州州長雷薩克表示，隨著俄軍向該州行政邊界推進，當局宣佈強制疏散該州東部科洛娜·梅若娃、諾沃皮德霍羅德內、拉伊波爾和蘇哈列娃·巴卡定居點有兒童的家庭。目前俄軍距離有關定居點只有大約5-15公里，均靠近第聶伯羅彼得羅夫斯克和頓涅茨克州之間的行政邊界。
烏克蘭國防部表示，烏軍在前線使用的無人機中，95%以上是由烏克蘭製造。烏克蘭數字轉型部長費奧多羅夫表示，烏克蘭推出「Brave1 Market」，軍事單位可自費購買裝置和武器，設計與亞馬遜線上市場類似，但將銷售「創新」產品，而不是普通商品。解決未解傳播有效技術的問題，士兵將能夠購買裝備和武器，獲得授予軍事單位的「ePoints」。市場上有1千多件物品，包括無人機、無人地面車輛、電子戰和訊號情報系統，以及配件、基於人工智慧的技術軟體和彈藥。
烏克蘭總檢察長辦公室表示，烏克蘭法院缺席審判親俄烏克蘭前總統亞科科維奇涉嫌煽動逃兵和組織非法入境，被判處監禁15年。
北韓國營傳媒「朝中社」報道，領袖金正恩因應烏克蘭在2024年8月突襲俄羅斯庫爾斯克地區，決定行使與俄羅斯簽訂的「全面戰略夥伴關係條約」派兵參與戰事，下令北韓部隊與俄軍協同作戰，殲滅入侵烏軍，以解放庫爾斯克。北韓部隊按金正恩命令將俄羅斯領土視為祖國領土，誓死守護犧牲，證明兩國同盟關係牢固。南韓外交部表示，強烈譴責俄羅斯和北韓之間的軍事合作，兩國公開承認部署，雖然聲稱完全符合國際法，但再次嘲笑國際社會，形容行為破壞印太地區和其他地區的穩定，違反國際規範，敦促兩國停止非法軍事合作。美國國務院發言人表示，呼籲北韓停止行動，形容北韓的行動將使俄烏戰爭永久化，成為需對衝突負責任的其中一個國家，俄羅斯訓練北韓士兵亦違反聯合國安理會決議。俄羅斯國營傳媒「塔斯社」公布片段顯示，北韓士兵在庫爾斯克地區與俄軍一同訓練，北韓士兵身穿俄羅斯軍裝學習投擲手榴彈，手持步槍和火箭榴彈發射器，同時亦顯示北韓士兵歌唱軍歌。
美國總統特朗普接受訪問時表示，相信自己正在「拯救」烏克蘭，認為烏克蘭很快就會被摧毀，認為自己正在為烏克蘭做出巨大貢獻。記者提到烏克蘭人不一定認同這種觀點時，特朗普再次堅稱，如果自己贏得2020年美國大選，全面入侵就不會發生。重申如果即將舉行的會談不能取得美國預期的結果，將放棄和平進程。這是美國前總統拜登的戰爭，自己不會背負這個責任，戰爭根本不應該發生。聲稱自己站在烏克蘭一邊，但區分支持烏克蘭和總統澤連斯基。形容自己與澤連斯基的關係很艱難，並提起2月份兩人在橢圓形辦公室的爭吵。問及如果俄羅斯持續升級的局勢，美國會否向基輔提供武器時，沒有直接回答，只是表明武器有很多種形式，不一定是帶有子彈的武器。可以是帶有制裁的武器。可以是許多其他武器。
美國副總統萬斯表示，有時會對烏克蘭人感到非常憤怒，有時會對俄羅斯人感到非常失望。美國政府團隊在談判中取得進展，但並不一定能保證和平協議，但認為烏克蘭無法在軍事上擊敗俄羅斯，也無法透過武力奪回其佔領的領土。現時主流媒體有一種奇怪的想法，認為如果這種情況再持續幾年，俄羅斯就會崩潰，烏克蘭就會奪回他們的領土，一切都會回到戰前的樣子。但這並不現實。如果戰爭持續下去，俄羅斯和烏克蘭都將面臨社會崩潰，數百萬人可能喪生，核戰的風險也將升級。這種行為必須停止，本屆政府的政策就是停止這種行為。美國國務院發言人布魯斯表示，美國國務卿盧比奧27日曾應俄羅斯要求，與俄羅斯外交部長拉夫羅夫通話，強調必須立即結束戰爭，並強調俄烏和平談判的下一步措施。
法國總統馬克龍表示，烏克蘭的盟友將在未來幾天加大對俄羅斯的壓力，以實現俄羅斯戰爭的停火，目前仍然對停火持謹慎態度，部分原因是由於俄羅斯的態度。
澳洲廣播公司引述不具名國防部官員消息報道，澳洲向烏克蘭承諾提供的美製退役艾布拉斯坦克尚未交付，部分原因是美國一直未有批出許可，令相關坦克未能移交。美國政府在去年秋天澳洲宣佈計劃前，曾警告澳洲不要提供坦克。

## 4月29日
烏克蘭地方政府表示，截至29日上午9時，俄羅斯在過去24小時內襲擊基輔、赫爾松、蘇梅、尼古拉耶夫、第聶伯羅彼得羅夫斯克、頓涅茨克、盧甘斯克、敖德薩、日托米爾、切爾卡瑟、哈爾科夫、扎波羅熱和切爾尼戈夫等地，至少造成8名平民死亡，24名平民受傷。烏克蘭空軍表示，俄羅斯午夜至凌晨期間，對烏克蘭發動無人機襲擊，俄軍從布良斯克、奧廖爾、庫爾斯克、米勒羅沃、俄佔克里米亞和普里莫爾斯科-阿赫塔爾斯基區發射100架見證者-136無人機和不明型號無人機，防空系統在各地擊落37架無人機。另有47架無人機因電子戰措施，未能擊中目標。烏克蘭基輔市長表示，俄羅斯凌晨對當地發動無人機襲擊，至少造成1名平民受傷。哈爾科夫市市長表示，俄軍無人機襲擊哈爾科夫的多個地點，至少造成47名平民受傷，包括2名兒童。
烏克蘭武裝部隊總參謀部表示，自全面入侵以來，俄羅斯在烏克蘭損失950,860名士兵，過去一天俄軍有1,060人傷亡，累計損失10,728輛坦克、22,352輛裝甲戰鬥車輛、46,432輛車輛和油箱、27,080門火砲系統、1,373套多管火箭系統、1,146套防空系統、370架飛機、335架直升機、34,177架無人機、3,196枚巡弋飛彈、28艘船隻和1艘潛艦等。烏克蘭南部作戰司令部表示，俄軍最近在烏克蘭頓涅茨克、扎波羅熱和赫爾松加強進攻行動，其中加強對第聶伯羅彼得羅夫斯克州與頓涅茨克州接壤的新帕夫利夫卡推進，過去一天在該地區進行23次戰鬥。
俄羅斯國防部表示，防空系統擊落91架烏克蘭無人機，其中8架在下諾夫哥羅德州，11架在梁贊州，其餘地區包括庫爾斯克、奧列爾、莫斯科、別爾哥羅德、卡盧加、布良斯克州和俄佔克里米亞。俄羅斯下諾夫哥羅德州州長表示，烏克蘭無人機午夜襲擊捷爾任斯克市，襲擊被擊退，沒有傷亡報告。俄羅斯Telegram頻道「Shot」表示，有無人機襲擊梁贊煉油廠，引發爆炸。
烏克蘭總統澤連斯基警告，俄羅斯正在準備在今年夏天與白俄羅斯進行聯合演習作為幌子，進行潛在的軍事侵略。目前並不知道目標是否烏克蘭。
俄羅斯總統新聞秘書佩斯科夫表示，目前烏克蘭總統仍然存在與合法性相關的法律問題，但目前情況下，首要工作是啟動和平談判程序，其他擔憂都是次要。俄羅斯外交部長拉夫羅夫表示，俄羅斯總統普京提出在勝利日停火的提議是與基輔直接談判的開始。普京提出的建議是啟動直接談判，不設任何先決條件，而率先停火30天被視為先決條件。
烏克蘭外交部長西比哈表示，聯合國安理會就俄羅斯對烏克蘭的侵略及其對平民的持續攻擊問題舉行會議。會議上烏克蘭敦促成員國表示對烏克蘭和平談判的強烈支援，明確譴責俄羅斯對平民的恐怖襲擊升級，並就需要對莫斯科施加更多壓力採取原則立場。同時指出烏克蘭致力於和平努力，同意49天前美國關於全面停火的提案，但俄羅斯一直拒絕。
烏克蘭國家警察表示，指控8人包括盧甘斯克和哈爾科夫住房和公用事業部門官員和當地商人涉嫌從其他企業購買烏軍使用的木柴，並以高價轉售給國家，挪用超過216萬美元資金。
美國總統特朗普接受傳媒訪問時再次改變對俄羅斯總統普京的想法，認為普京可能拖延談判，認為對方可能只是稍微敲打自己。自己覺得普京願意停止戰鬥，亦想要和平。美國總統烏克蘭問題特使凱洛格駁斥俄羅斯下週停火三天的計劃，形容是荒謬，總統特朗普想要的是永久、全面的停火，包括海、陸、空、基礎設施，並至少持續30天然後可以延長，並重申美國正在尋求一項全面持久的和平協議來結束戰爭。
美國特朗普政府正式通知國會，正準備授權向烏克蘭出售「5千萬美元或更多」的「國防物品」。將標誌著美國現任政府的首次。
義大利總理梅洛尼表示，支持美國總統特朗普為促成烏克蘭和俄羅斯之間的和平所做的努力，並讚揚烏克蘭總統澤連斯基對無條件停戰的準備。認為現在俄羅斯必須證明自己對和平的努力，普京宣佈為第二次世界大戰勝利紀念日的為期三天的停火絕對不足夠，強調公正和持久和平的必要性。
歐盟委員會發言人希珀表示，俄羅斯可以隨時停止殺戮和轟炸，沒有必要等到5月8日。正如各人所知，俄羅斯有侵略者的記錄，所以首先需要透過其行為來看待和評判俄羅斯。歐盟繼續支援烏克蘭實現長期、公正和全面的和平，烏克蘭在戰場上越強大，在談判桌上就越強大。
13家國際媒體的40多名記者參與調查，對前戰俘、前獄警和人權活動家進行50多次採訪，發現在俄羅斯全面入侵後，於俄佔地區失蹤及後被俄軍拘留後死亡的烏克蘭記者維多利亞·羅什奇娜的遺體於2月下旬被移交烏克蘭，標有編號757，在俄羅斯的檔案中被錯誤地認定為「身份不明的男性」。烏克蘭法醫檢查後證實屍體為女性並經DNA測試確定為羅什奇娜。屍體的大腦、眼睛和部分氣管被切除，脖子上的瘀傷以及舌骨的疑似骨折是勒死的常見症狀。另外屍體上標有俄語「心臟動脈完全衰竭」的縮寫「SPAS」，認為可能是俄羅斯當局用來捏造官方死因。
國際通訊社「彭博社」引述知情人士消息報道，俄羅斯總統普京堅持認為，任何結束烏克蘭戰爭的協議都必須包括俄羅斯對4個部分被佔領的烏克蘭地區包括頓涅茨克、盧甘斯克、扎波羅熱和赫爾松的全面控制。談判目前已經陷入僵局，認為需要普京和特朗普之間直接聯絡才能取得進一步進展。

## 4月30日
烏克蘭地方政府表示，截至29日上午9時，俄羅斯在過去24小時內襲擊赫爾松、蘇梅、尼古拉耶夫、第聶伯羅彼得羅夫斯克、頓涅茨克、盧甘斯克、敖德薩、日托米爾、切爾卡瑟、哈爾科夫、扎波羅熱和切爾尼戈夫等地，至少造成3名平民死亡，70名平民受傷。烏克蘭空軍表示，俄羅斯午夜至凌晨期間，對烏克蘭發動無人機襲擊，俄軍從庫爾斯克、俄佔克里米亞和普里莫爾斯科-阿赫塔爾斯基區發射108架見證者-136無人機和不明型號無人機，防空系統在各地擊落50架無人機。另有22架無人機因電子戰措施，未能擊中目標。
烏克蘭武裝部隊總參謀部表示，自全面入侵以來，俄羅斯在烏克蘭損失951,960名士兵，過去一天俄軍有1 ,100人傷亡，累計損失10,729輛坦克、22,353輛裝甲戰鬥車輛、46,611輛車輛和油箱、27,091門火砲系統、1,374套多管火箭系統、1,146套防空系統、370架飛機、335架直升機、34,289架無人機、3,196枚巡弋飛彈、28艘船隻和1艘潛艦等。
烏克蘭傳媒「基輔獨立報」引述烏克蘭國家安全局消息報道，烏克蘭無人機過去一夜襲擊俄羅斯弗拉基米爾州負責協助俄羅斯武裝部隊等生產彈藥配件的穆羅姆工廠，其中兩座建築受損，並引發大火。
烏克蘭總統澤連斯基與加拿大總理卡尼通電話，恭喜對方在議會選舉中勝出，兩人亦討論與目前由加拿大擔任輪任主席國的七國集團的合作，以及繼續對俄羅斯實施嚴厲制裁的必要性和烏克蘭的防空需求。卡尼在社交平台表示，烏克蘭已經表明其對和平的承諾，現在俄羅斯必須本着誠意來談判。
俄羅斯總統普京表示，雖然早前宣布俄軍已經完全奪回庫爾斯克州的領土，但承認烏克蘭士兵仍在該地區，剩餘的烏克蘭部隊仍然躲在戰壕和地下室，正在要求指揮官撤離。
烏克蘭第一副總理斯維裡登科表示，自己作為烏克蘭代表到訪美國華盛頓，已與美國財政部長貝森特一同簽署期待已久的礦產貿易協議，在烏克蘭建立一個聯合投資基金。基金將專門從新頒發的採礦許可證中獲得收入，關鍵材料、石油和天然氣領域新許可證的50%收入將作為基金成立的預算。已經批准的開採收入或預算收入不包括在基金中。該基金的收入和投資在烏克蘭或美國不會徵稅，美國將幫助吸引更多投資和技術到烏克蘭。美國財政部長貝森特表示，協議向俄羅斯發出明確的訊號，即特朗普政府致力於以長期自由、主權和繁榮的烏克蘭為中心的和平程序。該協議將不允許任何「資助或供應俄羅斯戰爭機器的國家或個人」從烏克蘭的重建中獲利。貝森特亦表示，在簽署協議的最後一刻烏克蘭曾經提議作出部份更改，而最終雙方同意簽署。
烏克蘭總理什梅米爾表示，協議將能夠吸引大量資源進行重建，啟動經濟增長，並從美國的合作夥伴和戰略投資者獲得最新技術。「重建投資基金」將由基輔和華盛頓以平等夥伴關係共同管理，雙方向基金注資。美國未來的軍事援助可以算作對基金的投資，但不包括先前的援助。協議沒有規定任何償還債務義務，烏克蘭將保留對土地、基礎設施和自然資源的完全控制權，基金的設立亦不會影響烏克蘭加入歐盟的道路。烏克蘭的國有企業包括烏克蘭國家核能發電公司和烏克蘭石油天然氣公司將繼續由烏克蘭政府完全擁有。

烏克蘭政府內閣公布「烏克蘭政府與美利堅合眾國政府關於設立美烏重建投資基金協議」文本全文：
烏克蘭政府與美利堅合眾國政府關於設立美烏重建投資基金的協議

鑒於，美利堅合眾國自2022年2月俄羅斯對烏克蘭的全面入侵以來，已向烏克蘭提供了大量的財政和物資支持；
鑒於，美國人民希望與烏克蘭一道投資一個自由、主權且安全的烏克蘭；
鑒於，美利堅合眾國與烏克蘭雙方希望實現烏克蘭的持久和平及兩國人民與政府之間的持久夥伴關係；
鑒於，美利堅合眾國與烏克蘭認識到烏克蘭通過自願放棄世界第三大核武庫，為加強國際和平與安全所做出的貢獻；
鑒於，美利堅合眾國與烏克蘭希望確保在衝突中對烏克蘭不利的國家及其他人不得從烏克蘭在持久和平後的重建中受益；
鑒於，美利堅合眾國與烏克蘭致力於創造必要條件，以促進第三方（包括但不限於基於美國、歐盟及其他支持烏克蘭抵抗俄羅斯全面入侵的國家的國際投資者）對烏克蘭採礦、能源及相關技術的投資增長；
鑒於，美利堅合眾國承認烏克蘭在起草本協議時，意圖避免與其加入歐盟義務或與國際金融機構或其他官方債權人簽訂協議時發生衝突；
鑒於，烏克蘭依法擁有位於其領土及領海內自然資源的主權，並對其專屬經濟區及大陸架擁有主權權利，使烏克蘭能夠締結本協議並實現本協議的目標；
鑒於，烏克蘭保留決定其領土內以及領海、專屬經濟區與大陸架內可供勘探、開採自然資源的區域的權利，且本協議所涉有限合夥協議中所轉讓的權利適用於該等區域的全部範圍；
鑒於，本協議不影響烏克蘭關於產權制度的規定，包括國有產權與私有化相關規定。
因此，烏克蘭政府與美利堅合眾國政府（以下各稱「一方」，合稱「雙方」）依據以下條款簽訂本設立美烏重建投資基金的協議（「本協議」）。
第一條 定義
本協議中未在相關條款中定義的專有名詞，均依附錄A的定義為準。
第二條 建立夥伴關係的推動
雙方政策為由美國國際開發金融公司（「美國有限合夥人」或「美國合夥人」，該機構由美國政府信用支持）與烏克蘭公共私營合作支持署（「烏克蘭有限合夥人」或「烏克蘭合夥人」，該機構代表烏克蘭且由烏克蘭政府信用支持）（合稱「有限合夥人」或「合夥人」）締結有限合夥協議（「有限合夥協議」），以建立美烏重建投資基金（「合夥企業」）。
烏克蘭政府將採取一切必要措施授權其機構和工具執行並實施本協議及有限合夥協議，包括採納、維護及執行必要的立法以確保執行與實施。美國政府確認已採取必要措施以允許相關美國方執行並實施本協議及有限合夥協議。
鑒於經濟活動將在烏克蘭進行，烏克蘭政府確保無論未來採納何種新法或修訂法，將持續對合夥企業及其有限合夥人給予不低於本協議規定的優惠待遇。若烏克蘭法律與本協議存在不一致，則本協議在不一致範圍內優先適用。烏克蘭政府同意不得以國內法律為由拒絕履行本協議義務。
第三條 協議目標
本協議目標及雙方政策為進一步促進雙邊經濟合作，透過有限合夥協議加以實現。本協議加強雙方「戰略夥伴關係」，支援烏克蘭因俄羅斯全面入侵所造成的大規模破壞後，對烏克蘭的長期重建與現代化。雙方認識到烏克蘭復甦不僅需要財金投資，還須結構性、制度性與技術性轉型，並與民主價值、市場原則及法治相一致。雙方進一步確認本協議展現雙方人民與政府之間的長期戰略對齊，並具體表明美國對烏克蘭安全、繁榮、重建及融入全球經濟架構的支持。合夥企業旨在成為鼓勵透明、負責且面向未來的投資機制，支持烏克蘭經濟關鍵領域，助力烏克蘭復甦策略。
第四條 稅收與關稅
鑒於合夥企業經濟活動在烏克蘭發生，烏克蘭政府將採取一切行動，確保合夥企業的所有收入（包括分配給美國合夥人的收入）、烏克蘭合夥人的對合夥企業的所有出資及其他款項，以及合夥企業的所有收益分配，免於任何烏克蘭政府機關徵收的稅賦、徵費、扣繳（含備用扣繳）、評估費用或其他收費。
美國政府根據美國國稅法第871、872、881及882條款確認，只有來自美國來源的收入或有效聯繫於美國貿易或商業的收入，才須繳納美國聯邦所得稅。鑒於合夥企業將在烏克蘭投資，預期烏克蘭合夥人不會須繳納美國聯邦所得稅或備用扣繳。美國政府期望不會依據1962年貿易擴展法第232條或國際緊急經濟權力法，對本協議及有限合夥協議中涉及的市場化採購權利所取得的物品徵收關稅。
第五條 貨幣可兌換性及跨境轉移
烏克蘭政府將確保烏克蘭格里夫納可自由兌換為美元，且允許從烏克蘭相關帳戶無條件、無成本、無延遲地轉移至合夥企業在境內外任何授權帳戶，涵蓋：
(i) 有關合夥企業收入、收益及其他款項的美元支付；
(ii) 根據有限合夥協議請求的美元分配；
(iii) 根據有限合夥協議請求給予合夥企業總合夥人的費用及支出支付。
雙方注意有限合夥協議中承諾，若烏克蘭基於與國際金融機構或其他國家簽訂的協議，提出限制貨幣可兌換性及資金轉移的例外，雙方將誠信協商調整。
若烏克蘭面臨國際收支惡化或外匯儲備顯著減少威脅宏觀經濟及金融穩定，烏克蘭政府經與美國財政部協商後，可採取合理保護措施限制貨幣兌換及資金轉移，並儘可能提供解除限制的時間表。若烏克蘭政府因此對相關支付施加成本、條件或延遲，應賠償合夥企業及美國有限合夥人及總合夥人因此損失。在烏克蘭實施戰時狀態期間及其取消或終止後三個月內，雙方同意貨幣兌換與資金轉移將依有限合夥協議規定的限額進行。合夥企業銀行帳戶地點由有限合夥協議決定。
第六條 合夥出資
雙方計劃根據有限合夥協議條款向合夥企業出資。
烏克蘭政府將確保烏克蘭合夥人在生效日以不可撤銷的權利形式，取得烏克蘭約定收入，作為合夥出資。烏克蘭政府將確保在合夥企業存續期間，烏克蘭約定收入匯入烏克蘭合夥人，由其再匯入合夥企業以履行有限合夥協議。烏克蘭政府將確保所有烏克蘭約定收入匯入國庫專項基金，並依法由該基金匯入烏克蘭合夥人，隨後轉入合夥企業。
若美國政府在生效日後向烏克蘭提供新的軍事援助（含武器系統、彈藥、技術或訓練），則美國合夥人的資本出資將依有限合夥協議，以該軍事援助的評估價值相應增加。
第七條 投資機會權利（第一部分）
所有有權發放任何自然資源相關資產的礦權或特許權證的烏克蘭政府機關，應於該許可證或特許權證及相關合約中，規定受讓人在尋求資本募集時，需根據有限合夥協議向合夥企業提供相關投資信息。所有有權批准公私合營合同、特許經營或其他建設或經營重大基礎設施資產協議的烏克蘭政府機關，應於該合同、特許經營或協議中，規定受讓人在尋求資本募集時，需根據有限合夥協議向合夥企業提供相關投資信息。上述投資信息的提供須符合適用法律及烏克蘭對歐盟義務的要求。若簽署本協議後，烏克蘭基於加入歐盟的義務需承擔額外義務，雙方將誠信協商調整。當合夥企業對上述項目表達正式興趣時，相關許可證、特許權證、授權、礦權條件協議、產量分享協議或基礎設施相關資產協議，應要求受讓人：
(i) 根據有限合夥協議規定與合夥企業進行誠信談判；
(ii) 不得向任何第三方提供對等投資機會中實質更優惠的金融或經濟條件。
第七條 投資機會權利（第二部分）
投資機會權利的具體程序與條件由有限合夥協議規定，並依適用法律及烏克蘭對歐盟義務實施。若簽署本協議後，烏克蘭加入歐盟義務對本條款有影響，雙方將誠信協商調整。
第八條 市場化採購權利
所有有權發放自然資源相關資產礦權或特許權證的烏克蘭政府機關，應於許可證或特許權證條款及相關礦權條件協議或產量分享協議中：
(i) 規定美國合夥人（或其受讓人）可依有限合夥協議條款，談判市場化商業條款的採購權；
(ii) 規定受讓人在一定期限內及有限合夥協議規定條件下，不得向第三方提供對等產品的實質更優金融或經濟條件。
為確保本協議及有限合夥協議符合雙方戰略利益，烏克蘭政府將確保相關政府機關對礦權或特許權證條款中涉及採購安排的進入設置限制，具體條款由有限合夥協議規定。該採購權利的具體程序和條件由有限合夥協議規定並依法律及烏克蘭歐盟義務實施。若簽署本協議後，烏克蘭加入歐盟義務影響本條款，雙方將誠信協商調整。
第九條 爭議解決
雙方將致力於就本協議的解釋與適用達成共識，並通過合作與磋商努力尋求互利的解決方案。若就本協議解釋或適用產生爭議，雙方將通過相互磋商解決。
第十條 修訂
本協議可由雙方書面協議修訂。經雙方依各自法律程序批准後，修訂內容成為本協議不可分割的部分，並於雙方同意之日期生效。
第十一條 生效與終止
本協議自雙方交換函件確認各自履行內部生效程序之日生效。雙方確認本協議生效需烏克蘭國會批准。本協議將持續有效，直至雙方同意終止
本協議於2025年4月30日在華盛頓特區簽署，英文及烏克蘭文文本具有同等效力。
烏克蘭政府代表：  
尤利婭·斯維里登科  
烏克蘭第一副總理、經濟部長
美利堅合眾國政府代表：  
斯科特·K·H·貝森特  
美國財政部長
俄羅斯總統新聞秘書佩斯科夫表示，如有必要俄羅斯可以像第二次世界大戰期間的蘇聯一樣在國內進行大規模動員。如果一個偉大的國家需要站起來，它隨時都會站起來，沒有人可以懷疑，指出數百萬俄羅斯人已經在協助對俄軍的軍事努力，收集援助以及用個人資金向提供運送裝置和彈藥，亦有人參與編織偽裝網。
烏克蘭總統辦公室主任葉爾馬克表示，西方合作夥伴不應過早向俄羅斯作出任何讓步，特別是解除航空制裁，俄羅斯請求基於人道主義和經濟性質解除制裁，只會為俄羅斯總統普京及其戰爭機器帶來政治和軍事優勢。表明俄羅斯航空公司和機場參與規避制裁以及運輸軍事物資和人員，放鬆制裁，將緩解克里姆林宮的國內壓力，並鼓勵普京繼續戰爭，破壞達成公正、公平和持久和和平的機會。
多哥外交部表示，烏克蘭抓獲加入俄軍作戰多哥公民，大部分參與其中的人是年輕學生，被俄羅斯機構提供獎學金的消息吸引。烏克蘭戰俘待遇協調總部表示，軍隊抓獲2名與俄軍並肩作戰的多哥公民。
美國總統特朗普在社交平台表示，弗拉基米爾停下來，每星期都有5千名士兵喪生，讓我們盡快達成和平協議。弗拉基米爾是烏克蘭總統澤連斯基和俄羅斯總統普京的姓氏。
美國總統烏克蘭問題特使凱洛格表示，並不認為美國會放棄結束俄羅斯對烏克蘭戰爭的和平談判，並且表示烏克蘭人已經表明願意放棄土地。目前有22項具體條款獲得烏克蘭同意，而烏克蘭希望得到全面和永久停火，包括首先全面停火至少三十天，從而達成和平協議。
歐盟外交與安全政策高級代表卡拉斯表示，歐盟在任何情況下都不會承認俄羅斯吞併克里米亞，任何情況下克里米亞都屬於烏克蘭，歐盟正在制定「B計劃」以維持對俄羅斯的經濟制裁，以防止特朗普政府退出烏克蘭談判，並採取行動恢復與俄羅斯的關係，目前「A計劃」繼續對俄羅斯實施制裁可能受到匈牙利的阻礙。
南韓國會情報委員會議員李成權在聽取國家情報院匯報後對記者表示，經過6個月的參戰，北韓軍隊的作用已經降低，而北韓士兵已經習慣使用無人機等新武器，作戰能力顯著提升。迄今為止已有約4,700人傷亡，其中約有600人戰死沙場。
俄羅斯獨立媒體Mediazona與BBC新聞俄語根據公共來源，包括訃告、親屬、地區媒體和地方當局的報道，確認自2022年2月俄羅斯全面入侵烏克蘭以來，104,763名俄羅斯陣亡士兵的名字，近4,900多名軍官在烏克蘭的戰鬥中喪生，至少有16,500名從監獄招募的囚犯、25,900名志願者和11,900名動員士兵在戰爭中死亡，而實際數字可能更高。
美國傳媒「Axios」引述不具名消息報道，烏克蘭總統澤連斯基在教宗方濟各26日葬禮上與美國總統特朗普的短暫會晤細節。澤連斯基在會晤期間要求特朗普恢復澤連斯基最初的無條件停火提議，作為和平談判的起點。特朗普則告訴澤連斯基，自己可能需要重新考慮對普京的態度，期間沒有向烏克蘭施壓要求承認克里米亞為俄羅斯領土，並澄清如果出現承認，將來自美國而非烏克蘭。